# 火影忍者疾風傳動畫集數列表 (前期)
日本电视动画《火影忍者疾風傳》改编自漫畫家岸本齊史的人氣漫畫《火影忍者》。由動畫工作室Studio Pierrot製作，是《火影忍者》動畫系列的第二部。自2007年2月15日於東京電視台開播，2016年10月13日第479集（全系列第699集）播出後，漫畫原作劇情已全部動畫化完畢（除原作第700話的新生代劇情）。
此頁面是有關疾風傳動畫前期（第1—295集）的集數內容，餘下的集數內容請參照後期列表。

## 各篇章介紹
- 底色為 （桃色）表示該集為動畫原創、小說、或番外漫畫改編。
- 各個篇章以DVD收錄形式命名及編排。
- “總集數”為疾風傳動畫集數與動畫第一部集數（共220集）的總和。

### 風影奪還之章
《風影奪還之章》（日语：風影奪還の章）作為疾風傳動畫的開篇，在2007年2月－10月期間播出，改編自原作漫畫的第245－281章。主要講述經過三年修煉結束而返回木葉村的漩渦鳴人，陪同期夥伴前往風之國砂隱村參與追緝「曉」組織的兩名成員，從其手中救出被擄走的五代風影·我愛羅。
| 集數 | 總集數 | 標題                                                                                              | 原劇首映日期   |
| --- | ------ | ------------------------------------------------------------------------------------------------- | -------------- |
| 1 | 221    | 歸鄉（《火影忍者疾風傳一小時特别篇 ～終於開始行動！～》上集） （Kikyō）                           | 2007年2月15日  |
| 經過長達兩年半的辛苦修煉，漩渦鳴人伴隨師傅自來也回到恢復全盛、繁榮安定的木葉忍者村，重逢第七班的同伴小櫻，得知她這段期間伴隨其他同期夥伴升上中忍，另外木葉丸也成功從忍者學校畢業成為下忍。一行人首先會見第五代火影綱手匯報這兩年半的收穫，而綱手為了見識鳴人與跟隨自己修煉三年的弟子小櫻的成長和實力，特別為兩人挑選一位合適的對手。 |        |                                                                                                   |                |
| 2 | 222    | 曉，開始行動（《火影忍者疾風傳一小時特别篇 ～終於開始行動！～》下集） （Akatsuki, shidō）         | 2007年2月15日  |
| 鳴人和小櫻獲知對手將是卡卡西，並回到當初的三號演習場進行熟悉的搶鈴鐺作戰演習，兩人都準備讓卡卡西觀摩各自修煉的成果以及變強的決心。與此同時，沉寂許久的「曉」組織終於開始行動，一對二人組蝎與迪達拉入侵風之國砂忍村，靠蝎早年在砂忍村中安插的潛伏間諜由良，兩人不費吹灰之力潛入村子，而此行目的則是捕捉身為一尾“祭品之力”、如今當上第五代風影的我愛羅。 |        |                                                                                                   |                |
| 3 | 223    | 修練的成果 （Shugyō no seika）                                                                    | 2007年2月22日  |
| 鳴人和小櫻的成長與進步讓卡卡西大驚失色，慢慢意識到兩人已不是曾經邊看書就能隨意應付的對手，靠鳴人的靈活多變以及小櫻習得的查克拉怪力，迫使卡卡西使用寫輪眼全力應戰。另一邊，迪達拉使用自己擅長的起爆黏土，靠雙手捏成各種形狀伏擊炸死砂忍村的大部分放哨員，自己則搭乘以查克拉駕馭的黏土老鷹飛向風影府。然而我愛羅提前察覺到異狀，使兩人的戰鬥一觸即發。 |        |                                                                                                   |                |
| 4 | 224    | 砂的祭品之力 （Suna no Jinchūriki）                                                               | 2007年3月1日   |
| 卡卡西的頭腦、實力及對寫輪眼的靈活運用讓鳴人和小櫻難以應對，但鳴人最終想出一個出其不意的戰術，靠直攻卡卡西的“弱點”而與小櫻瞬間搶到鈴鐺。在砂忍村，我愛羅開始操縱地面的沙子捕捉迪達拉，迫使迪達拉開始四處逃竄，激烈的戰況使所有村民與忍者走出來圍觀戰鬥。即使迪達拉找準時機用黏土小鳥進行攻擊，但發現無法攻破我愛羅的絕對防禦，還發現自己即將被巨大砂縛柩包圍。 |        |                                                                                                   |                |
| 5 | 225    | 身為風影 （Kazekage to shite…!）                                                                  | 2007年3月15日  |
| 迪達拉急忙炸開砂縛柩逃生，發現自己被一縷速度極快的沙子窮追不捨，靠自己掌握的情報以及戰鬥的細節，發現我愛羅分出其中一縷自己用來防禦的“特製沙子”進行作戰。迪達拉刻意被特製沙子擒住，靠捨棄自己的左臂以預留絕招，隨後拿出自己的C3黏土「十八番」投向下方的村子。緊急情況迫使我愛羅擔起保護村子的風影職責，耗費巨大查克拉全力擋下迪達拉的大爆炸。 |        |                                                                                                   |                |
| 6 | 226    | 達成任務（《火影忍者疾風傳一小時特别篇 ～藝術就是爆炸！～》上集） （Norumakuriā）                 | 2007年3月29日  |
| 隨著我愛羅用上全部沙子合成巨大屏障，為全村擋下致命一擊，迪達拉伺機出手發動黏土攻擊，誘使我愛羅迅速召回特製沙子進行防禦。然而沙子中早已被迪達拉斷臂時混入過一部分黏土蜘蛛，未察覺的我愛羅來不及反應就在防禦中被嚴重炸傷，僅能靠餘力將沙子屏障移出村子避免傷亡。我愛羅徹底失去意識而伴隨沙子下墜，使迪達拉直接捕獲我愛羅而完成任務與定額。 |        |                                                                                                   |                |
| 7 | 227    | 跑吧 勘九郎（《火影忍者疾風傳一小時特别篇 ～藝術就是爆炸！～》下集） （Shissōre Kankurō）         | 2007年3月29日  |
| 勘九郎目睹弟弟我愛羅被擄走後直奔敵人的方向，然而迪達拉與蝎會合後在村口佈下預防追兵的重重陷阱，造成勘九郎與幾名隨行上忍一度受困，集體躲入防禦傀儡「山椒魚」逃過一劫。勘九郎隨即獨自追趕，過程中發現敵人同時留下多組不同方向的腳印藉以混淆，但仍靠我愛羅身上剝落的砂礫而找到正確路線，最後於清晨時追上逃亡中的迪達拉和蝎，而這次由蝎出面當其對手。 |        |                                                                                                   |                |
| 8 | 228    | 卡卡西班出擊（《火影忍者疾風傳一小時特别篇 ～卡卡西班出動！～》上集） （Shutsugeki, Kakashi han） | 2007年4月12日  |
| 隨著迪達拉先行一步，勘九郎便召喚出三個傀儡「烏鴉」、「黑蟻」和「山椒魚」速戰速決，然而各種眼花繚亂的傀儡攻勢，卻被保持原地不動的蝎在短時間內識破。勘九郎很快無計可施，蝎直接出手擊碎三個傀儡，聲言自己身為這些傀儡的制造者，因而洞悉竅門與弱點所在。身中劇毒倒地的勘九郎用餘力採集到蝎的衣服殘片後失去意識，蝎為了趕時間而饒其一命，聲稱「中此毒者、三日必亡」。這時，木葉村收到砂忍村求援而得知事態緊急，綱手不得不取消原要為卡卡西班準備的D級任務，指派他們三人趕往砂忍村進行援助及聽從對方指示，即使當時一部分人不放心作為曉目標的鳴人冒險去跟曉戰鬥。                                                                    |        |                                                                                                   |                |
| 9 | 229    | 祭品之力的眼淚（《火影忍者疾風傳一小時特别篇 ～卡卡西班出動！～》下集） （Jinchūriki no namida）  | 2007年4月12日  |
| 砂忍追蹤部隊在半路上找到垂死的勘九郎並帶回去搶救，然而由於勘九郎身中一種新型毒素，即使是全村最好的醫療忍者都無力救治。上忍馬基從勘九郎口中得知敵方其中一人是砂忍村叛忍、曾被譽為「天才傀儡師」的赤砂之蝎後，不得不傳喚兩名隱退元老千代和海老藏姐弟幫忙；而蝎曾是千代的親孫子。卡卡西班趕往砂忍村時接上正要回村的手鞠，觀察到鳴人一路上焦慮不安，從他口中獲知他與我愛羅都因體內藏著“怪物”而被曉盯上，因此無法坐視不理，流出的眼淚讓她們終於理解鳴人一直以來的苦衷。而綱手感覺到此行動異常兇險，因此委派凱班四人前去增援。 |        |                                                                                                   |                |
| 10 | 230    | 封印術·幻龍九封盡 （Fūin Jutsu: Genryū Kyū Fūjin）                                                | 2007年4月19日  |
| 迪達拉和蝎將我愛羅帶回曉位於川之國河灣一帶的據點，而曉的神秘首領召集其他在外行動的成員，集體使用幻燈身之術齊聚一堂。首領通靈出一座巨大魔像的頭部，聯合所有成員共同施展「封印術·幻龍九封盡」，準備用接下來的三天時間將我愛羅體內的砂之守鶴封入魔像中。另一邊，劇毒已蔓延至勘九郎全身，即使千代也無從下手，最後總結此毒除了木葉的“蛞蝓公主”綱手以外無人能解。趕往砂忍村的卡卡西班不巧遭遇沙塵暴而耽擱，但仍在隔天清晨及時趕到，身為綱手親傳弟子的小櫻立刻上陣幫忙治療瀕死的勘九郎。 |        |                                                                                                   |                |
| 11 | 231    | 醫療忍者的弟子 （Iryō ninja no deshi）                                                            | 2007年4月26日  |
| 小櫻活用自己這三年所學，以優秀的醫療忍術、知識與技術，硬是將勘九郎全身的毒素全部抽出，還靠化驗毒素以及當地的藥草製出三瓶解毒劑，成功挽救勘九郎一命。服下一劑解藥的勘九郎靜待康復時，交出自己採集到的蝎的衣服殘片，卡卡西迅速通靈出自己的八忍犬各處追蹤氣味所在。勘九郎同時決定像我愛羅一樣相信鳴人，將拯救弟弟的使命託付給他。 |        |                                                                                                   |                |
| 12 | 232    | 隱居婆婆的决心 （Inkyo babaa no ketsui）                                                          | 2007年5月3日   |
| 忍犬帕克追蹤氣味找到曉的據點，卡卡西班休息一晚後整裝待發，由於手鞠一行人必須留下來擔任國境護衛以防敵國趁虛而入，千代婆婆自告奮勇加入卡卡西班的行列，並帶上足以跟蝎抗衡的傀儡收藏。千代同時為眾人講解曉的真正目的是要抽取我愛羅體內的守鶴，將龐大“尾獸”查克拉據為己有來完成某種術，讓鳴人首次獲悉自己體內的九尾就作為世間的「九隻尾獸」其一。隨著凱班即將跟卡卡西班會合，兩組人的動向被曉的成員絕偵查到，其中鼬和鬼鮫受令藉由首領的「象轉之術」前去攔截敵人，防止封印過程受干預。鬼鮫負責攔截凱班，而鼬則出現在卡卡西班的面前。                                                                                               |        |                                                                                                   |                |
| 13 | 233    | 看到因緣的空隙 （Innen aimamieru）                                                                | 2007年5月10日  |
| 鬼鮫決定就此一雪三年前在木葉村被凱橫踢一腳的前恥，直接發動水遁·爆水沖波瞬間將荒漠變成一片汪洋，凱班即使聯合作戰都無法傷害鬼鮫分毫，而小李、天天和寧次一不留神分別被鬼鮫以水分身施展水牢之術禁錮，留下凱與鬼鮫一對一。另一邊，卡卡西班面對具有強大幻術實力及“萬花筒寫輪眼”的鼬，即使卡卡西有過經驗、以及千代提供對付寫輪眼幻術的攻略，鼬仍是僅憑一根手指就能一聲不響地發動幻術的強者。鳴人一不留神就陷入幻術之中，在未察覺的情況下被多名鼬包圍，造成木葉雙方均陷入孤軍作戰的困境。 |        |                                                                                                   |                |
| 14 | 234    | 鳴人的成長 （Naruto no seichō）                                                                   | 2007年5月17日  |
| 凱觀察到鬼鮫的忍刀鮫肌就算跟主人分開都能自行回到其手中，不得不拿出雙節棍應戰，然而很快被擊入水中，甚至被水遁·五食鮫的五條水形態的鮫鯊包圍。情急之下，凱使用八門遁甲並直接開啟第六道門·景門，以強大的體術擊破五條鯊魚回到水面上，同時為水牢術中的寧次爭取靠柔拳反擊的時間而集體脫身。另一邊，鳴人意識到自己受困幻術，開始努力回想自己跟自來也修煉期間習得的靠停止自身查克拉流動的脫離幻術方法，這一幕被鼬看在眼中，總結鳴人跟三年前比起來確實成長不少。 |        |                                                                                                   |                |
| 15 | 235    | 秘密絕招 就取名為… （Kakushi dama - Nazukete）                                                    | 2007年5月24日  |
| 鼬緊接著對鳴人發動顫慄的幻術，所幸小櫻和千代共同幫鳴人灌輸查克拉而讓他成功回到現實。面對鼬強大的寫輪眼及豪火球之術，卡卡西同樣用自己的寫輪眼施展霧隱之術，藉助濃霧的掩護加上影分身成功為鳴人製造機會。而鳴人發揮出三年訓練的成效，靠大玉螺旋丸直擊鼬的身體，卻隱隱約約看見鼬落敗時露出一絲笑容。象轉之術因此解除，讓卡卡西班疑惑地發現敵人遺體並非鼬、而是下落不明的砂忍村上忍兼風影護衛隊長由良。另一邊，直開六門的凱施展絕技「朝孔雀」對鬼鮫迎頭痛擊，然而完勝後也發現面前的敵人遺體變成一名素昧平生的人。 |        |                                                                                                   |                |
| 16 | 236    | 祭品之力的秘密 （Jinchūriki no himitsu）                                                          | 2007年5月31日  |
| 千代以傳書形式為砂忍村匯報戰況後，推斷曉打算爭取抽出我愛羅體內守鶴的時間，並製造出屬於他們的“祭品之力”。鳴人首次聽聞體內封印尾獸的自己就身為“祭品之力”其一，而從古到今選出的祭品之力都是為了能正確運用尾獸查克拉作為各村的軍事力量，最後提到祭品之力一旦體內的尾獸被抽離則必死無疑。對此不安的鳴人決定加緊腳步，而曉的封印儀式卻即將完成。砂忍村高層獲知由良實為曉間諜的真相，然而仍將保護村子視為優先；基於歷史上的第三代風影就任期間突然失蹤且至今下落不明、以及第四代風影就任期間被大蛇丸行刺的兩起重大事件。 |        |                                                                                                   |                |
| 17 | 237    | 我爱羅將死！ （Gaara shisu!）                                                                     | 2007年6月7日   |
| 面對鳴人的焦慮不安，卡卡西向千代如實講述關於鳴人實為祭品之力的事情，以及鳴人是唯一理解同樣經歷慘痛童年的我愛羅的知己；區別在於鳴人如今身邊陸續出現依靠，我愛羅卻始終一無所有。獲知一切的千代開始思索自己長久以來的過錯，包含親自將守鶴封入我愛羅體內、以及將孫子蝎逼上歧途。隔天清晨，兩組人共同在曉據點外會合，發現據點由大型結界保護。就在眾人思索如何闖入時，卻不知道內部的封印儀式早已結束，我愛羅隨著一尾·守鶴被完全抽離而邁向死亡。 |        |                                                                                                   |                |
| 18 | 238    | 突破！Button Hook Entry （totsu nyuu!botanhu hukku entorii）                                      | 2007年6月21日  |
| 隨著寧次用白眼透視一瞥內部的景象卻無法看清，迫使一行人決定打破分在據點外五個不同地點的“五行結界”。凱班四人靠無線電進行遠程聯繫，分頭趕到指定地點並在同一時間撕下結界符咒，但同時觸動某種陷阱。隨著小櫻一拳怪力打碎堵門的巨石，卡卡西班一擁而入，卻發現洞內早已散場，只剩下受令捕捉九尾的蝎與迪達拉留下來，以及我愛羅的遺體。深知來遲一步的鳴人開始克制不住狂怒，蝎與迪達拉照鼬的說法得知“最先大聲嚷嚷”的鳴人是祭品之力。 |        |                                                                                                   |                |
| 19 | 239    | 陷阱啓動！阿凱班的敵人 （Torappu sadō! Gai han no teki）                                          | 2007年7月5日   |
| 凱班破解五行結界的同時觸動自動陷阱“鏡面襲者之術”，四人分別面對以他們自身為原型而形成的分身，擁有相同力量、招式、甚至會永不停歇地攻擊本尊，造成凱班集體深陷一對一的困境。在據點，蝎與迪達拉為各自藝術觀及互搶捕捉九尾的功勞而發生爭吵，迪達拉則搶跑我愛羅遺體迅速飛離據點，以誘餌形式吸引盛怒的鳴人追趕，卡卡西則尾隨鳴人進行保護。小櫻和千代留在據點中對付蝎，而千代得以面對自己的孫子，率先用查克拉線串成的苦無攻向蝎。面對曾教授自己傀儡技藝的奶奶千代，蝎也露出自己的傀儡外殼全貌而全力迎戰。 |        |                                                                                                   |                |
| 20 | 240    | 蛭子對兩名女忍者 （Hiruko vs. futari no kunoichi）                                                | 2007年7月19日  |
| 小櫻由千代告知蝎的本體藏在傀儡外殼「蛭子」之中，以此彌補傀儡師本體暴露在外的缺點，因此聽從千代的指示而行動。蝎迅速發動眼花繚亂的傀儡機關攻勢，然而卻發現面前的千代和小櫻都能自如地閃躲所有攻擊。蝎即使找準時機用帶毒尾巴攻向小櫻，但尾巴率先被千代的串線苦無連上查克拉線而停住。小櫻找到破綻而用力一拳打爛蛭子，使蝎的本體迅速逃出外殼。 |        |                                                                                                   |                |
| 21 | 241    | 蠍的素顏 （Sasori no sugao）                                                                      | 2007年7月26日  |
| 蝎在千代和小櫻面前露出“容顏不老”的真容，年輕的外表使千代大驚失色，小櫻從兩人的交談中獲知蝎在曉中曾與大蛇丸搭檔過，下決心打敗他而得到大蛇丸的情報。然而，蝎取出卷軸召喚出自己的得意傀儡迎戰，千代驚恐地識出這架傀儡樣貌是十幾年前失蹤、至今下落不明的第三代風影，其當年被蝎暗殺後製成“人傀儡”。蝎同時看出小櫻行動自如是因受到背後的千代用查克拉線操縱，因此操縱三代風影傀儡釋出“千手操武”，一千多隻傀儡手臂直接攻向小櫻。所幸小櫻及時閃避所有手臂，然而蝎迅速釋放吸入一點便足以致命的毒霧，導致戰況形成一邊倒的局面。 |        |                                                                                                   |                |
| 22 | 242    | 千代的絕招（《火影忍者疾風傳一小時特别篇 ～夏之陣！！～》上集） （CHIYO no Oku no Te）            | 2007年8月2日   |
| 小櫻不但身邊圍繞大量毒霧，身體還被蝎的繩索機關牢牢捆住，無法呼吸之下被迫用起爆符炸傷自己、用爆風吹散毒霧而脫身。千代召喚出由蝎小時候製出的一對「父」與「母」傀儡，表示自己這些年為這對傀儡加工改造過，因此足以全力抵禦蝎的攻擊。蝎因此直接搬出第三代風影傀儡的王牌，其生前的強大「砂鐵」血繼限界，直言人傀儡能夠使用素材對象生前的忍術。 |        |                                                                                                   |                |
| 23 | 243    | 「父」與「母」（《火影忍者疾風傳一小時特别篇 ～夏之陣！！～》下集） （"Chichi" do "Haha"）        | 2007年8月2日   |
| 隨著蝎靠砂鐵持續攻向兩人，千代靠「父」與「母」傀儡手臂中的查克拉盾護住自己與小櫻，卻導致兩架傀儡與千代自己的傀儡義肢右臂都集體塞入砂鐵而無法使用。千代同時回憶起自己曾經對年幼的蝎隱瞞父母戰死的噩耗，還將祖傳的傀儡術教授給他，迅速掌握技藝的蝎則製出這對「父」與「母」傀儡來彌補缺失的父愛和母愛，等待真正的父母回家，卻直到傀儡損壞都沒等到，最後還是靠自己得知父母的死而墮入邪道。如今，蝎將砂鐵集合成多個高密度圖形，無計可施的千代深感不妙而本叫小櫻先走。但小櫻選擇留下來，不僅以自身作為“活人傀儡”提供給千代進行單手操演，再以自己精通的查克拉怪力進行對敵。                                                         |        |                                                                                                   |                |
| 24 | 244    | 第三代風影 （Sandaime Kazekage）                                                                  | 2007年8月9日   |
| 小櫻回憶起自己與師傅綱手的艱辛修煉，學會醫療忍者必須無時不刻躲避對方的攻擊而提高生存幾率，在戰鬥中很快看出蝎的攻擊方式，將所有砂鐵柱體逐一打回去。雙方的激烈戰鬥使洞穴徹底坍塌，蝎耗費大量查克拉使用第三代風影的砂鐵界法，形成巨大規模的飽和攻擊而使小櫻身體多處擦傷，再加上砂鐵含劇毒之下很快不支倒地。隨著千代被石塊壓住而無法動彈，認為勝利在望的蝎放鬆警惕，操控傀儡衝向倒地的小櫻發動近身攻擊。然而小櫻卻突然起身，一拳打碎第三代風影傀儡。 |        |                                                                                                   |                |
| 25 | 245    | 生與死的三分鐘 （Sei to Shi no Sanbunkan）                                                        | 2007年8月16日  |
| 目睹小櫻中毒未倒使蝎一臉疑惑，而小櫻私下對千代展示自己事先打入解毒藥而倖免，同時將僅剩的一劑解藥交給千代。由於最中意的風影傀儡被毀，蝎不敢再保留實力而脫下斗篷，採用自己的傀儡本體進行戰鬥；千代由此證實蝎將自身改造成傀儡得以容顏不老。由於解藥的防毒效用持續時間較短，小櫻決定在接下來的三分鐘內分出勝負。與此同時，迪達拉遭鳴人和卡卡西窮追不捨，使盡招數卻仍無法將卡卡西從鳴人身邊支開。而底下的卡卡西同樣意識到必須採取遠程攻擊手段，因此暗中跟鳴人討論戰術，準備活用自己花費三年練成、以往從未使用的寫輪眼絕技。 |        |                                                                                                   |                |
| 26 | 246    | 十機VS百機 （Juugi TAI Hyakugi）                                                                  | 2007年8月23日  |
| 小櫻即使查克拉所剩無幾，在蝎即將以飛行形式對千代發動近身攻擊時，奮力拉扯蝎身體中央的纜繩，趕在解藥失去效用之際奮力將蝎拉回去後一拳打碎他的身體。但由於蝎的圓柱體核心未受損，不但散架的傀儡身體迅速重組，甚至召喚出自己的王牌「赤秘技·百機操演」。面對蝎曾經摧毀過一座國家的將近三百架人傀儡，千代同樣拿出自己的王牌「白秘技·十機近鬆十人衛」，在以一敵百的情況下力抗蝎的傀儡集。小櫻找準時機向蝎用力拋出千代給予的封印機關「獅子閉哮」，雖然成功封鎖住蝎的本體，然而蝎仍及時將核心轉移至另一架傀儡上繼續行動，用暗器攻向不慎擦傷中毒的千代，迫使小櫻縱身跑去替千代擋下致命一擊。                                             |        |                                                                                                   |                |
| 27 | 247    | 無法實現的夢想 （Kanawanu Yume）                                                                  | 2007年8月30日  |
| 千代將唯一的解毒藥用在替自己擋住攻擊的小櫻身上，蝎仍不死心地拔出關節暗器意圖上前補刀，卻最終被千代重新操縱住的“父母”傀儡，以兩邊夾擊形式當場刺穿核心而落敗。千代不惜使用能以灌輸查克拉形式注入生命力的禁術「己生轉生」救活瀕死的小櫻，而小櫻痛打蝎數拳以教訓他如此泯滅人性、草菅人命。蝎表示此舉對自己而言完全不痛不癢，但認為自己同樣無法實現「永恆不朽」的夢想。臨死之際，蝎認可小櫻的實力而向她透漏大蛇丸的情報，聲稱自己本要在十天後到草忍村的「天地橋」會面自己安插在大蛇丸身邊的“間諜”。隨著蝎倒地而亡，小櫻扶持著千代追趕鳴人和卡卡西。而另一邊，卡卡西亮出自己獨自修煉出的萬花筒寫輪眼，準備對空中的迪達拉發動攻擊。 |        |                                                                                                   |                |
| 28 | 248    | 甦醒的野獸們 （Yomigaeru Kemono-tachi）                                                           | 2007年9月13日  |
| 凱班全員在分別對抗各自的分身戰鬥中一籌莫展，雖然靠寧次的白眼得知小櫻一方戰勝的喜訊，但發現面前的陷阱忍術仍未解除。四人當時已精疲力竭，分身卻依然屹立不倒，直到小李靈機一動而想到這些分身僅複製他們撕下符咒時的戰力，而打敗的方法則是讓自己變得比之前更強。受此激勵，凱班全員集體奮力拼搏以告別昨日的自己，成功將所有分身打倒而贏得勝利。 |        |                                                                                                   |                |
| 29 | 249    | 卡卡西開眼！（《火影忍者疾風傳一小時特别篇 ～打飛到異空間去！～》上集） （Kakashi kaigen）        | 2007年9月27日  |
| 卡卡西醞釀完足夠查克拉後發動自己的萬花筒寫輪眼的“特殊空間瞳術”，開始將迪達拉所在處吸入某片異空間之中，但由於卡卡西還未熟練，深感不妙的迪達拉險險避開，然而也使他的右臂手肘部分被扯斷。因此失去雙臂的迪達拉飛往森林中躲避，遭鳴人用影分身偷襲而迫降逃亡。鳴人雖然奪回黏土鳥中的我愛羅，然而發現我愛羅早已沒有呼吸，受憤怒的驅使下痛揍迪達拉。由於迪達拉緊急使用黏土分身逃跑，導致打錯目標的鳴人怒火更甚，卡卡西目睹眼前的鳴人開始全身佈滿紅色查克拉，露出自來也曾向自己提及過的“妖狐外衣”。 |        |                                                                                                   |                |
| 30 | 250    | 瞬間的美學（《火影忍者疾風傳一小時特别篇 ～打飛到異空間去！～》下集） （Shunkan no bigaku）       | 2007年9月27日  |
| 卡卡西趕在鳴人持續失控前為他貼上自來也於任務前交付給自己的控制符，才讓鳴人冷靜下來，小櫻和千代隨後趕到，讓躲在樹叢中的迪達拉震驚於蝎的落敗。後到的凱班同時靠寧次的白眼找到迪達拉，縱使迪達拉被迫吃下自己的黏土鳥準備自爆，眾人在來不及逃離爆炸範圍之際，卡卡西及時用瞳術將爆炸轉移至異空間而倖免於難。在小櫻確認我愛羅已無法救治後，陷入悲憤的鳴人開始向眾人哭訴這種不公，而作為現今局面的直接導致者的千代最後站出來，決定用自己餘下的生命與力量使用轉生術救活我愛羅。 |        |                                                                                                   |                |
| 31 | 251    | 繼承之物 （Tsugare yuku mono）                                                                    | 2007年10月18日 |
| 千代決定用轉生術讓我愛羅起死回生，以彌補自己長久以來的過錯，然而在虛弱以及查克拉不夠的情況下，鳴人同樣站出來供給自己的九尾查克拉。經此一役的千代欣慰自己最後完成一件正確之舉，坦然道鳴人和小櫻等新一代年輕忍者，今後能成就出比她們老一代更美好的未來。經千代不懈的努力，我愛羅成功被鳴人從死亡邊緣拉回來，在一路趕來的親朋好友及大量村內忍者的圍觀與祈禱下平安甦醒。隨著眾人歡呼不盡，我愛羅在鳴人扶持下站起來，伴隨著眾人一同默哀為自己獻出生命、倒在小櫻懷裡安詳離世的千代。 |        |                                                                                                   |                |
| 32 | 252    | 風影的歸來 （Kazekage no kikan）                                                                  | 2007年10月25日 |
| 我愛羅受眾人扶持下平安返回砂忍村，這次因拯救過全村而眾望所歸，千代的遺體被抬回砂忍村安葬且譽為英雄。療完傷後，木葉一行人決定儘快回村匯報任務詳細情況，而鳴人回去前與我愛羅握手道別證明友情。不為人知的是，迪達拉靠黏土分身自爆而死裡逃生，絕來到據點視察時找到蝎的遺體，而蝎生前擁有的“玉”字戒被曉的一名佩戴面具、時常脫線的新進成員「鳶」繼承。另一方面，綱手靠砂忍村傳書提前獲知這次任務成功，然而一小部分人仍對鳴人這次僥倖未落入曉手中而感到擔憂。在木葉的一處地下機構中，一名老者指派麾下的一名年齡與鳴人相仿的暗部少年，化名“祭”進入卡卡西班中監視鳴人的一舉一動。                                                     |        |                                                                                                   |                |

### 久違重逢之章
《久違重逢之章》（日语：遥かなる再会の章）作為疾風傳第二篇章，在2007年11月－2008年4月期間播出，改編自原作漫畫的第282－310章。主要講述鳴人組成的全新四人小隊，前去草隱村「天地橋」執行偵查任務，準備捕獲「曉」組織成員－蝎埋藏在大蛇丸身邊的神秘間諜，以此找到大蛇丸以及佐助的下落。
| 集數 | 總集數 | 標題                                                                                             | 原劇首映日期   |
| --- | ------ | ------------------------------------------------------------------------------------------------ | -------------- |
| 33 | 253    | 新的目標 （Aratanaru tāgeto）                                                                    | 2007年11月8日  |
| 卡卡西班與凱班於砂忍村支援任務結束的三日後返回木葉村，小櫻迅速向綱手和靜音匯報自己從蝎口中得到的重要情報，準備六日後在草忍村的天地橋上會面蝎的神秘間諜，得以獲知大蛇丸乃至佐助的下落。由於卡卡西在此前任務中過度使用萬花筒寫輪眼而必須住院靜養一星期，導致卡卡西班人手嚴重不足。聽到對話的鳴人火速在村子各處尋找替補隊員，重逢第八班的同伴志乃、雛田、牙與忍犬赤丸，然而沒有一人臨時有空參與。正當鳴人去拜託鹿丸卻依然無果時，祭站在遠處施展自己卓越的繪畫技巧，以善用的「超獸偽畫」對鳴人發起一系列攻擊。                                                                                           |        |                                                                                                  |                |
| 34 | 254    | 集結！新卡卡西班 （Kessei! Shin Kakashi han）                                                    | 2007年11月15日 |
| 靜音基於擔憂而反對鳴人參與跟曉有關的危險任務，說不過綱手後不得已向兩名老顧問門炎和小春匯報事情經過，導致綱手不但受兩老強力指責，還被勒令卡卡西班的其中一名替補必須由他們挑選。兩老同時請出本已隱退的木葉元老、曾與第三代火影長年處於敵對關係的“武鬥派”領袖志村段藏，讓綱手意識到替補將會是來自段藏麾下的暗部組織「根」的一員。而隸屬根的祭攻擊結束後在鳴人和鹿丸面前撤退，後來出現在鳴人和小櫻面前，宣佈自己將加入卡卡西班作為替補。為了彌補卡卡西的空缺，綱手精挑細選出一名火影直屬暗部，讓他化名「大和」擔任新卡卡西班的臨時隊長。                                                                 |        |                                                                                                  |                |
| 35 | 255    | 畫蛇添足 （Gadatensoku）                                                                         | 2007年11月22日 |
| 鳴人無法接受祭成為卡卡西班一份子，即使祭解釋之前的攻擊是為了試探鳴人的實力，然而語出驚人的毒舌以及一副暗藏邪魅的“假笑”，給鳴人和小櫻留下深刻且惡劣的印象。出於任務緊急的情況下，兩人不得已接受這種臨時安排。大和集合前陪同綱手和靜音探望身為自己暗部前輩的卡卡西，而自來也一同前來提醒大和必須隨時提防鳴人時常暴走的九尾力量；自來也表示自己陪鳴人修煉時曾目睹他爆出“四條尾巴”，不但差點沒命，甚至在胸膛上留下巨大傷痕。一小時後，新生卡卡西班在村口集合前往天地橋，而眾人不知道祭其實即將在這次任務中，奉命為段藏執行內幕不明的“極密任務”。                                                         |        |                                                                                                  |                |
| 36 | 256    | 虛假的笑容（《火影忍者疾風傳一小時特别篇 ～新生卡卡西班出動！～》上集） （Itsuwari no Egao）     | 2007年11月29日 |
| 前去天地橋的路上，祭揚言佐助與大蛇丸是一丘之貉，此話激怒鳴人和小櫻發展為肢體衝突，大和被迫展現自己的獨門秘術「木遁·四牢柱」進行鎮壓；使三人震驚於大和所使用的自初代火影後就失傳的木遁忍術。為了使隊伍關係好轉，大和自掏腰包帶鳴人一行人去附近鎮上泡溫泉、吃大餐過夜，使隊伍終於開始和睦相處。但為了謹慎起見，大和悄悄在每人的食物中放入追蹤種子，並奉綱手之令而時刻緊盯祭的動向。 |        |                                                                                                  |                |
| 37 | 257    | 無題（《火影忍者疾風傳一小時特别篇 ～新生卡卡西班出動！～》下集） （Mudai）                      | 2007年11月29日 |
| 小櫻注意到祭一早起身來到河流邊寫生，見識到他傑出的繪畫水平，但觀察到沒有一幅畫有標題。祭由於所來自的根組織均是沒有姓名、感情或親人，因此不知道該如何命名。離開旅館後，大和將三人帶往樹林深處繞路以防敵襲，靠四柱家之術造出的“木遁三室一廳”給眾人過夜，期間召開作戰會議安排行動。首先由大和變裝成蝎去接近間諜，之後由鳴人和祭組隊抓捕間諜，小櫻則作為後方的醫療支援。 |        |                                                                                                  |                |
| 38 | 258    | 模擬戰鬥訓練 （Shimyurēshon）                                                                    | 2007年12月6日  |
| 為了確保作戰計劃順利進行，一行人在森林中進行一場模擬戰鬥訓練，大和觀察到鳴人難以跟祭達成配合、而祭則是完全不顧同伴單打獨鬥。在聽完祭針對佐助背叛村子、傷害同伴的種種行為所發表的意見時，鳴人險些情緒失控，但最後還是強忍住憤怒表示“自己一定會救同伴”。從小櫻口中得知鳴人將佐助視作兄弟時，祭交代自己曾有一個已過世的哥哥，因此還不理解真正的意義。 |        |                                                                                                  |                |
| 39 | 259    | 天地橋 （Tenchikyō）                                                                             | 2007年12月13日 |
| 行動當天，一行人提前趕到天地橋前偵查而確認沒有曉的影子，大和靠木遁偽裝成蝎的蛭子外殼到橋上會面間諜。眾人驚訝的發現蝎的間諜是藥師兜，大和開始向他套問關於大蛇丸和佐助的情報，然而不請自來的大蛇丸突然現身在橋上而擾亂計劃，大和僅能逢場作戲，卻突然被身邊的兜捅刀而暴露偽裝。兜表示大蛇丸早已破解蝎的記憶控制術，因此來這裡上演苦肉計設伏殺蝎。大和直接叫出鳴人三人對敵，與“拐走”佐助的敵人重逢使鳴人逐漸開始喪失理性。 |        |                                                                                                  |                |
| 40 | 260    | 九尾解放！！（《火影忍者疾風傳一小時特别篇 ～戰鬥時刻，來臨！～》上集） （Kyūbi kaihō）          | 2007年12月20日 |
| 面對大蛇丸持續言語挑釁，鳴人徹底憤怒而露出九尾查克拉外衣與兩條尾巴，一拳將大蛇丸擊至森林中。然而大蛇丸迅速爬起緩緩走回橋上，破爛的臉皮之下露出上一任轉生容器幻幽丸的臉。大蛇丸同時指出大和其實身為自己原先在木葉村進行的非法木遁實驗的實驗品之一，也是60名實驗嬰孩的唯一倖存者；大和身上因此獲得初代火影的DNA而學會木遁忍術，得以成為鳴人的監護者，因木遁能夠壓制九尾的力量。聽到大蛇丸提及佐助，狂怒的鳴人露出第三條尾巴。 |        |                                                                                                  |                |
| 41 | 261    | 極秘任務啟動（《火影忍者疾風傳一小時特别篇 ～戰鬥時刻，來臨！～》下集） （Gokuhi Ninmu SUTAATO） | 2007年12月20日 |
| 面對進入三尾狀態而暴走的鳴人，兜試圖偷襲卻被鳴人痛擊至後方，卻連同小櫻一併撞昏。強大的攻擊摧毀天地橋，祭把握住時機暗中脫隊執行自己的極密任務，完全不顧昏迷墜橋的小櫻、坐上超獸偽畫的巨鳥飛往對岸，不得不由大和出手救下小櫻。大蛇丸和兜均震驚於祭品之力的力量，而失控的鳴人在內心世界中自責自己不夠強而沒能帶回佐助，因此自願投靠九尾的力量。九尾以鳴人作為媒介而釋放大量查克拉，使鳴人進入全身被查克拉燒灼的四尾形態。 |        |                                                                                                  |                |
| 42 | 262    | 大蛇丸VS祭品之力 （Orochimaru VS Jinchūriki）                                                    | 2008年1月10日  |
| 四尾狀態的鳴人直接與大蛇丸展開一場旁人無法企及的激烈戰鬥，而大蛇丸即使受重傷或斷肢均能以“蛻皮”形式擺脫舊身體、以全新身體繼續行動。橋邊的小櫻和大和對遠處看不見的戰況所擔憂，兜從小櫻口中證實蝎已死的真相。這時，四尾鳴人開始不由自主地將紅藍查克拉合為高密度的“攻擊球體”，大蛇丸見不妙而通靈出三重羅生門才勉強抵過巨大衝擊，隨即伸長脖子靠草薙劍將鳴人頂回天地橋前，讓小櫻和大和首次目睹鳴人的駭人狀態。 |        |                                                                                                  |                |
| 43 | 263    | 小櫻的眼淚 （Sakura no namida）                                                                  | 2008年1月17日  |
| 鳴人因全身被查克拉包覆而無法被草薙劍刺穿，大蛇丸也因轉生體到達極限而停手。小櫻不希望鳴人為了救佐助而持續受苦，哭著奔向鳴人而勸阻他停止，然而被不分敵我的鳴人擊傷左臂。大和立即出手而使用初代火影的秘術「廓庵入鄽垂手」，結合著鳴人身上掛的具有封印術式之特殊結晶項鏈，成功制止鳴人九尾化。兜上前自願幫小櫻療傷以達成“私人目的”，隨後離開去跟大蛇丸會合。祭此時前去接觸大蛇丸，以段藏名義跟大蛇丸達成某種共識。 |        |                                                                                                  |                |
| 44 | 264    | 戰鬥的來龍去脈 （Tatakai no tenmatsu）                                                           | 2008年1月24日  |
| 祭提供一本由段藏提供的木葉機密檔案，才讓大蛇丸放下戒心而帶祭一同返回據點，大和的一個木遁分身則緊隨其後。小櫻強忍左臂上猶如劇毒的傷痛而治好全身燒灼的鳴人，鳴人清醒後卻不記得戰鬥經過，小櫻為了不讓鳴人難過而隱瞞他失控的來龍去脈。三人稍作休整後來到戰鬥留下的大坑中一探究竟，得知祭已跟大蛇丸和兜為伍，大和與小櫻由此懷疑祭其實奉命為段藏擔任與大蛇丸交涉的中間人，段藏疑似打算靠大蛇丸再次毀滅木葉以幫他篡位。 |        |                                                                                                  |                |
| 45 | 265    | 背叛的後果 （Uragiri no hate）                                                                   | 2008年1月31日  |
| 為了不讓段藏的目的得逞，大和做好必須殺死祭的心裡準備，帶領鳴人和小櫻追隨祭等人。而大蛇丸一方深感被跟蹤，用一具打扮成祭並暗藏陷阱的假遺體準備殺死跟蹤者，但大和的木遁分身僥倖擺脫並持續跟隨。隨著鳴人未從戰鬥傷痛中恢復，而小櫻則左臂傷勢惡化，三人被迫停下腳步休息。大和同時私下向鳴人如實交代他九尾化暴走時弄傷小櫻的真相，好讓鳴人認清真實狀況。 |        |                                                                                                  |                |
| 46 | 266    | 未完之頁 （Mikan no pēji）                                                                       | 2008年2月7日   |
| 鳴人頓時發現是自己造成自來也胸口出現的傷疤、以及小櫻的左臂傷，領略到過度依賴九尾力量的嚴重後果，大和則督促他必須使用自身的力量。小櫻休息時翻開祭離開戰場時掉落在地的一本重要畫集，但被當中的內容所困惑。三人一起查看得知是正反封面上的兩名少年為主人公，戰勝一個又一個敵人並向中間頁相向而行，然而在最後中間頁的結局卻沒有繼續畫下去；三人看出從反面畫起的黑髮男孩是祭的自畫像，而正面的白髮少年則是他提過的已故“哥哥”。 |        |                                                                                                  |                |
| 47 | 267    | 潛入！毒蛇的巢穴 （Sennyū! Dokuhebi no ajito）                                                   | 2008年2月14日  |
| 祭跟隨大蛇丸和兜來到地下據點並遠距離見到佐助，即使隔著距離就能感受到他的強大實力與寫輪眼瞳力，於是向他開口提起鳴人和小櫻執著尋找他，佐助則絲毫不在乎地聲稱“自己唯一的兄弟是要殺的人”。祭被兜安排在私人房間中反鎖，大和帶領鳴人和小櫻追隨木遁分身趕到據點外並潛入，乃至靠追蹤種子一下找到祭所待的房間。 |        |                                                                                                  |                |
| 48 | 268    | 牽絆 （Tsunagari）                                                                               | 2008年2月28日  |
| 被抓現行的祭認為自己只是服從命令，即使結果是造成木葉毀滅，三人只能先將他抓去外面審問。對於祭的冷漠態度，大和能有所理解，源於祭從小經歷過根用來抹殺情感、殘酷程度猶如「血霧之裡」的忍者試煉。小櫻歸還祭的畫集，以此認為祭心中仍然保留一絲情感。祭提及自己已見過佐助，不認為鳴人能成功將他勸回，鳴人卻自信地表示自己一定會救回“認可過自己”的佐助，即使拼上自己的性命。鳴人的一番話以及笑容滿面讓祭陷入深深的思索，然而兜此時發現祭從房間中消失。 |        |                                                                                                  |                |
| 49 | 269    | 重要的東西 （Taisetsu na mono）                                                                  | 2008年3月6日   |
| 兜追上來伏擊眾人並救回疑似被俘虜的祭，放鬆警惕之下卻被身後選擇支持鳴人的祭背叛而抓獲。兜供述佐助已和大蛇丸修煉結束且在地下其中一個房間中午睡，據點中錯綜複雜的迷宮結構讓鳴人一行人無從查起。但鳴人堅持要分頭行動逐一檢查，由大和的木遁分身看守兜。鳴人和祭組隊檢查下層，而小櫻和大和負責檢查上層，不惜將據點翻個底朝天都要找出佐助所在。 |        |                                                                                                  |                |
| 50 | 270    | 繪本所描述的故事 （Ehon ga kataru sutōri）                                                       | 2008年3月13日  |
| 鳴人因找不到佐助而心急如焚，加上九尾化時還未恢復的傷而摔倒在地，祭說服鳴人先休息保持體力，與鳴人在一起的感覺讓祭回想起自己陪哥哥攜手共戰的時光。祭於是動筆為畫集畫上結局，自己與哥哥戰勝完敵人後找到彼此並笑著緊握雙手，象征著自己與哥哥無可替代的“羈絆”；鳴人也察覺到祭首次露出“發自內心的笑容”。然而大蛇丸找到他們並展開攻擊，鳴人讓祭先去找佐助，自己留下來抵擋他。遠處的大和察覺到戰鬥而帶小櫻第一時間破墻而入，大蛇丸只能先撤退。祭為省時間而使用一群超獸偽畫的偵查老鼠，率先找到佐助的房間而找到他。                                                                                           |        |                                                                                                  |                |
| 51 | 271    | 重逢！！（《火影忍者疾風傳一小時特别篇 ～久違的佐助現身！～》上集） （Saikai!!）                 | 2008年3月20日  |
| 大和在祭包袱中的一本暗殺目標名單上找到佐助的資料，突然意識到祭的極密任務本質並不是背叛木葉，實為幫段藏暗殺作為大蛇丸轉生容器的佐助，進而避免大蛇丸恢復全盛時期毀滅村子。三人頓時再度對祭起疑心，殊不知祭當時已經洗心革面，守在佐助房間門口決定將他平安帶回木葉來完成鳴人的心願。然而佐助僅是輕輕抬手則掙脫祭的束縛且摧毀整個房間，鳴人一行人被爆炸聲吸引而全速趕去，最後集體抬頭望見三年未見、實力今非昔比的佐助。三人從佐助口中證實祭的改頭換面，而祭同樣表示自己如今只想拯救鳴人和佐助之間的“羈絆”，但佐助卻直言自己現在會斬斷這一羈絆。                                                           |        |                                                                                                  |                |
| 52 | 272    | 宇智波的力量（《火影忍者疾風傳一小時特别篇 ～久違的佐助現身！～》下集） （Uchiha no chikara）    | 2008年3月20日  |
| 鳴人質問佐助若要斬斷羈絆、為何三年前在終末之谷選擇不殺他，但佐助早已將原先的理由拋之腦後，直言這次自己不會再手下留情。佐助霎那間瞬身到鳴人身邊，嘲諷鳴人實力仍不夠，拔出自己專屬的草薙劍準備斬向他，迫使祭和大和分別出手制止。佐助以自己三年期間開發的千鳥流，強大雷遁圍繞全身而使眾人頓時無從下手。倒地不起的鳴人險些再次被體內的九尾誘惑，但這次選擇不接受、揚言自己從今往後不再需要牠的力量。這時，佐助靠修煉增強的瞳力窺探到鳴人的內心世界，從而得知鳴人強大力量的來源。而九尾直言自己從佐助身上看見當年宇智波斑的影子，同時提醒佐助小心行事，還威脅他不要殺死鳴人。                             |        |                                                                                                  |                |
| 53 | 273    | 主題（《火影忍者疾風傳一小時特别篇 ～萌發！木葉的新芽～》上集） （Taitoru）                      | 2008年4月3日   |
| 隨著新生卡卡西班沒人能敵過現在的佐助，甚至得知他甘願獻身給大蛇丸來獲取足以打敗鼬的強大力量，直到大蛇丸與伺機逃出的兜及時勸阻佐助收手，打算借鳴人一行人之手削弱曉的成員與勢力。佐助勉強接受這一決定，跟隨大蛇丸和兜消失的無影無蹤，使新生卡卡西班無功而返。鳴人和小櫻很快從難過與自責中振作起來，決定把握剩餘半年時間修煉而再奪佐助。回村後，大和如實向綱手匯報祭的極密任務，拿出從祭手中沒收的暗部機密檔案，迫使綱手下令嚴密監視段藏。另一邊的段藏見計劃敗露只能低調行事，姑且答應祭繼續留在卡卡西班的決定。祭經此一役而學到全新的友情價值，開始將自己的畫作逐一命名，並跟隨卡卡西班執行下一個任務。 |        |                                                                                                  |                |

### 守護忍十二士之章
《守護忍十二士之章》（日语：守護忍十二士の章）作為疾風傳第三篇章，在2008年4月－8月期間播出，均是動畫原創劇情。此篇章重點擴充原作中的「守護忍十二士」成員與歷史、以及鳴人修煉全新風遁忍術的過程描寫。主要講述埋於火之寺附近的四座十二士隱墓被盜，使新生卡卡西班負責追尋盜墓的神秘敵人，其意圖靠四具遺體完成守護忍十二士“分裂派系”未盡的使命。
| 集數 | 總集數 | 標題                                                                                         | 原劇首映日期  |
| --- | ------ | -------------------------------------------------------------------------------------------- | ------------- |
| 54 | 274    | 惡夢（《火影忍者疾風傳一小時特别篇 ～萌發！木葉的新芽～》下集） （Akumu）                    | 2008年4月3日  |
| 鳴人突然被一間寺廟發生九尾化混亂的噩夢驚醒，不知自己為何會做這種夢。祭當時在閱讀各種書籍以學會如何跟別人交際與相處，得知“綽號或暱稱能增添親近感”，卻時不時會得罪小櫻而帶來麻煩。一行人到醫院探望卡卡西並匯報天地橋任務情況，卡卡西總結鳴人需要一個強大的新忍術才能跟佐助抗衡，表示自己住院期間已經想好一種鳴人專屬的修煉方法。這時阿斯瑪伴隨第十班前來探病，鹿丸三人因此首次與祭相識，而井野迅速對年輕帥氣的祭產生興趣。在兩班的烤肉聚餐時，祭為了避免得罪而將井野稱之為「美女」，當井野對此臉紅心跳時，卻也使一旁的小櫻再次動怒。與此同時，一群身份不明的盜墓賊開始蠢蠢欲動。                                     |        |                                                                                              |               |
| 55 | 275    | 旋風 （Kaze）                                                                                | 2008年4月17日 |
| 卡卡西出院後陪伴鳴人至訓練場進行查克拉性質變化的修煉，表示螺旋丸是形態變化，若加入性質變化則能將其強化。當驗證鳴人的查克拉主屬性為「風」後，卡卡西聯合大和為鳴人講解世間五種查克拉屬性，而像大和一樣擁有兩種屬性則會組成不同血繼限界等等相關知識。為了使鳴人修煉忍術時間縮至最短，卡卡西讓鳴人使用多重影分身進行修煉，充分利用影分身解除後能讓本體吸收全部經驗值的特性。而鳴人雖然難理解性質變化，但僅一天就獲得不少成效。 |        |                                                                                              |               |
| 56 | 276    | 蠢動 （Ugomeku）                                                                             | 2008年4月24日 |
| 鳴人在修煉過程中找上查克拉同樣是風之屬性的阿斯瑪，詢問有關風遁忍術的訣竅，觀摩阿斯瑪用自己專屬查克拉刀的示範指導下，大致理解風遁的性質變化。與此同時，綱手獲知火之國境內不少村落被毀，疑似是鄰國雨忍村所為，因此指派阿斯瑪帶領第十班前去被毀的村落查實敵人的身份。綱手同時為卡卡西班安排由火之寺委託的盜墓調查之D級任務，由於卡卡西要去執行別的任務，鳴人只好暫停修煉，在大和帶領下隨同小櫻和祭踏上旅程。 |        |                                                                                              |               |
| 57 | 277    | 遭搶奪的長眠（《火影忍者疾風傳一小時特别篇 ～撕裂黑暗的鉤爪！～》上集） （Ubawareta Nemuri） | 2008年5月8日  |
| 卡卡西班來到會面地點時，火之寺一方因臨時弄錯地點而沒有及時赴約，獨自到附近探查的鳴人無意間摸索至一間不久前才被盜的隱墓，隨後撞見尾隨他進來探查的火之寺見習僧空。兩人因誤會對方是盜墓賊而大打出手，直到火之寺的忍僧地陸及時前來解除誤會，並帶領一行人至山頂上擁有千年歷史的火之寺。而鳴人雖然是初次到訪，卻突然察覺到跟自己之前噩夢中為相同的寺廟。 |        |                                                                                              |               |
| 58 | 278    | 孤獨（《火影忍者疾風傳一小時特别篇 ～撕裂黑暗的鉤爪！～》下集） （Kodoku）                   | 2008年5月8日  |
| 地陸講述被盜的隱墓中埋葬著「守護忍十二士」之一的北子，表示自己與阿斯瑪都曾是成員，原是從各地選拔出的十二名負責保護大名的精英，卻在十年前因針對大名專制產生理念不合而分為兩派。隸屬忠誠派的阿斯瑪、地陸等四人成功阻止且殲滅反對派，而陣亡的四名忠誠派同袍則包含遺體被盜的北子。鳴人隨後不情願地跟空相處，但發現他在火之寺中遭到其他忍僧冷眼相待，頓時發現他跟自己兒時處境相似，並得知他有意想為死去的父親討回公道。這時，另外三名十二士忠誠派的南午、西都和東卯的遺體一併被盜，迫使鳴人一行人在地陸和隨行的空引領，前去攔截逃亡中的四名盜墓賊。                                                                   |        |                                                                                              |               |
| 59 | 279    | 新的敵人 （Aratana teki）                                                                    | 2008年5月15日 |
| 地陸帶領卡卡西班全員與空共同追趕被盜的四口棺材至一片平原，卻發現盜墓賊用過於明顯的方式進行偷運。身處高處的盜墓賊四人組領袖降土等待大和一行人上鉤後移走棺材，命令三名部下不風、不動與不緣發起進攻。藉由不緣的土遁地形設計，不動發動強大土遁忍術「有為轉變」，將眾人所在的平原瞬間變成一片群山峻嶺。鳴人一行人因此各自落至不同的地方，同時面對各自的敵人。 |        |                                                                                              |               |
| 60 | 280    | 有為轉變 （Uitenpen）                                                                        | 2008年5月22日 |
| 大和在峽谷中面對善用土遁的不動，僅靠木遁忍術逃過一劫。祭發現自己無論怎麼做都逃不出去，頓時陷入不緣的地形設計之中。而小櫻與空分開後走入一片被濃霧覆蓋的毒蜘蛛巢穴，祭及時趕到她身邊而替她擋下毒液攻擊，導致手臂骨折而無法作戰。而鳴人則掉入更深的地下洞穴，被一頭紅髮的不風糾纏；而不風不但持續想親吻鳴人，甚至接連使出火遁、水遁及雷遁三種查克拉性質的強大忍術。另一邊的空被遠處的聲響吸引，乃至遇到盜墓賊領袖降土。 |        |                                                                                              |               |
| 61 | 281    | 接觸 （Sesshoku）                                                                            | 2008年5月29日 |
| 降土向空表示自己並無惡意，還跟他分享自己愛吃的烤紅薯，同時趁機用五行解印解開空身上封印的力量。在地下，鳴人在不風的接連五種查克拉性質的不同忍術下一籌莫展，僅僅只切斷不風的一小撮頭髮。而此舉激怒不風，鳴人霎那間中她的縛身術而動彈不得，不風得以靠屍鬼接吻而吸收鳴人的生命力與查克拉，直到鳴人體內的九尾查克拉受阻而罷手。另一邊的空這時因“感知”到鳴人有危險而迅速趕到鳴人所在處支援，加上地陸帶領火之寺的援軍趕到，目的達到的降土帶領部下與四具遺體撤退。全員回火之寺後，大和對敵人盜走四具遺體的真實目的感到不安，決定回村報告經過，而空獲准一同前去木葉見習，同時填補負傷的祭空缺。                           |        |                                                                                              |               |
| 62 | 282    | 團隊夥伴 （Chīmumeito）                                                                      | 2008年6月5日  |
| 阿斯瑪与第十班回村匯報火之國邊境多個村落接連毀於一旦，始作俑者刻意留下雨忍村標誌作為嫁禍手段。而這時，卡卡西班隨同空回到村子向綱手匯報任務情況，阿斯瑪得以再遇身為前戰友和馬之子的空。首次來到木葉的空起初因目中無人的態度而引起鳴人同伴的不滿，直到阿斯瑪請大家開心吃烤肉，並提及守護忍十二士的往年舊事。團隊和樂融融的氣氛使空改變態度，隨後還參與鳴人從阿斯瑪身上學到的風之查克拉刀修煉。 |        |                                                                                              |               |
| 63 | 283    | 兩個將 （Futatsu no Gyoku）                                                                  | 2008年6月18日 |
| 綱手收到火之寺的地陸來信，信上詳細描述年幼時的空因身體蘊藏的“神秘力量”暴走，險些將火之寺毀於一旦，這場災難導致空成長期間遭受其他忍僧孤立。而空修煉時忍不住向曾身為十二士的阿斯瑪詢問自己已故父親和馬的真相，阿斯瑪僅告知和馬是為守護自己的“大義”而死。一句話起初讓空如釋重負，認為自己父親是以英雄身份而死，然而降土突然現身在村子裡私下會面空，交給空兩個玉將棋子，並道出和馬當年死於阿斯瑪之手。 |        |                                                                                              |               |
| 64 | 284    | 漆黒的狼煙（《火影忍者疾風傳一小時特别篇 ～木葉緊急封鎖！～》上集） （Shikkoku no Noroshi）  | 2008年7月3日  |
| 暗部突然捉回擅自出村的段藏，包括捉回一名曾是木葉暗部的雨忍間諜達次。兩名顧問門炎和小春出面挑明達次同身為他們麾下的間諜，並證實雨忍村與連續摧毀邊境村落無關，真正的始作俑者是盜走十二士遺體的四名盜墓賊。為了使綱手難堪，段藏看準時機指責綱手收留身體蘊藏恐怖力量的空，甚至認為必須剷除村子的“禍害”。這些話被一路尾隨阿斯瑪且躲在審訊處上方的空聽見，當在場暗部發現他並抓獲時，證實心中猜疑的空開始失去理智地發起攻擊，繃帶下的左手開始形成野獸爪子。遠處看到狼煙的鳴人到場幫空擋下暗部的順利將攻擊，縱使空倉惶逃離後回去見降土並與之聯手。晚間恢復傷勢的鳴人四處尋找空時，卻撞見他襲擊火影辦公室且試圖刺殺綱手。 |        |                                                                                              |               |
| 65 | 285    | 上鎖的黑暗（《火影忍者疾風傳一小時特别篇 ～木葉緊急封鎖！～》下集） （Ankoku no Sejō）       | 2008年7月3日  |
| 隨著空意圖行刺後轉身就跑，鳴人緊隨其後打算問出真相。這時木葉村突然大停電，降土帶領三人組對木葉發起進攻，先是使用內部防禦結界「八門閉城」封鎖全村，隨即在村口使用有為轉變，召來他們沿路摧毀的村落焦土，釋放出大量以土遁轉生術驅動的死者遺體。大多上忍集中在村口抵禦亡靈軍團時，鳴人以及後到的阿斯瑪追上空，然而阿斯瑪卻從空口中聽出和馬生前講過的相同宣言，當中明確包含針對“兩個玉將”的曲解含義，由此懷疑元兇是繼承和馬激進理念之人。阿斯瑪命令鳴人去阻止空，自己全速趕往放置被盜的北子、南午、西都和東卯遺體的配電站，當時已充電完畢而即將以轉生術復活他們四人。                                                 |        |                                                                                              |               |
| 66 | 286    | 甦醒過來的靈魂 （Yomigaeru Tamashii）                                                        | 2008年7月10日 |
| 阿斯瑪趕到配電站目睹四口棺材中走出曾經並肩作戰的已故同伴，分別以土遁轉生術驅動而保留生前的記憶與忍術，阿斯瑪意識到敵人打算利用被稱作“雷遁四人組”的他們使用「雷夢雷人」，一旦讓四人在木葉東西南北方向定位且發動該忍術，足以一瞬間將村子毀滅。阿斯瑪不慎困入北子的雷遁屏障中，但事先將阻止其他三人的使命交付給小櫻與大和。但不動和不緣出手攔截兩人，小櫻被困入佈滿毒飛蛾的土遁之中，大和則與不動周旋而抽不開身。鳴人一度追上空卻也再度遭到不風糾纏，空被鳴人的話影響而質疑敵人的真正目的，最後來到村外找到降土，得知他決定將追隨火影理念的無辜村民一併毀滅，聲言為永絕後患則必須斬草除根。                         |        |                                                                                              |               |
| 67 | 287    | 各自的死鬥 （Sorezore no Sitou）                                                             | 2008年7月24日 |
| 眾木葉忍者集中在村口全力抵擋亡靈軍團，但意識到敵人忍術未解除則會源源不斷。直到分頭作戰的小櫻與大和分別靠智取擊殺不緣和不動，使有為轉變與亡靈軍團隨著施術者的死亡而集體灰飛煙滅。但另一邊的鳴人仍在對付不風的戰鬥中一籌莫展，無法想出一下應付多種查克拉性質的手段。而在村外，空反對降土濫殺無辜的方式，而被降土視作軟弱而惹來一頓暴打，甚至被諷刺其父和馬當初潰敗則源於犯過相同的錯誤。 |        |                                                                                              |               |
| 68 | 288    | 覺醒的時刻（《火影忍者疾風傳一小時特别篇 ～紅色查克拉！～》上集） （Mezame no Toki）         | 2008年7月31日 |
| 就在鳴人幾近支撐不住時，回憶起之前的戰鬥細節而最終找到不風的弱點所在，亦是她最在乎的頭髮。如同推論，不風實為以頭髮為本體、持續以「屍鬼轉身術」替換身體而掌握全部查克拉屬性。身體秘密暴露的不風由於耗光身體，用僅剩的頭髮攻向鳴人，而鳴人用這段時間修煉的風遁性質變化，削斷不風的頭髮本體而使其斃命。另一邊，阿斯瑪靠移動落在外圍的查克拉刀逃出屏障，及時阻止即將到位的北子而成功瓦解雷夢雷人，與同伴再次惜別而目睹他們變回塵土。村外的降土得知原計劃失敗，決定靠空使用最後手段，表示自己十五年前九尾襲擊木葉時收集到外洩的九尾查克拉，再秘密封印在年幼的空體內，最後將空體內的九尾查克拉完全解封。               |        |                                                                                              |               |
| 69 | 289    | 絶望（《火影忍者疾風傳一小時特别篇 ～紅色查克拉！～》下集） （Zetsubou）                     | 2008年7月31日 |
| 鳴人和阿斯瑪相繼趕到村外而被九尾化的空所震驚，更讓阿斯瑪吃驚的是，降土的真實身份為早在多年前被自己親手殺死的和馬本人，得知他利用自己的兒子慢慢變成“仿祭品之力”。隨著阿斯瑪獨身對抗和馬時，鳴人試圖用自己也身為祭品之力的實情勸服空，然而空因孤獨的童年而陷入無盡的痛苦，九尾化越加嚴重而慢慢進入旁人無法觸及的三尾狀態。 |        |                                                                                              |               |
| 70 | 290    | 共鳴 （Kyoumei）                                                                             | 2008年8月7日  |
| 眾人即使聯合作戰都無法阻止九尾化失控的空，就連大和都無從下手，眼看他即將進入四尾狀態，而鳴人冒險多次與九尾化的空接觸，不慎導致自己體內的九尾查克拉產生共鳴而再次湧現出來。但鳴人憑藉自己的意志力而成功克制住九尾化，全力呼喊失控的空能清醒過來。當時在內心世界中孤身一人哭泣的空陷入消沉，直到慢慢聽見鳴人的呼喊聲。 |        |                                                                                              |               |
| 71 | 291    | 朋友 （Tomoyo）                                                                              | 2008年8月14日 |
| 阿斯瑪經過一番森林苦戰以及跑出醫院前來支援的祭協助下成功擊殺和馬，徹底結束守護忍十二士的恩怨，並向臨死的和馬保證火之國的和平會延續下去。鳴人以朋友身份踏入空的內心世界中全力勸服他，聲言他現在像自己一樣擁有同伴。對此感化的空解開心結而停止九尾化，體內的九尾查克拉也離開他的身體而消散。村子的危機因而結束，療完傷的空決定告別火之寺，從此去周遊世界認識不同的人，與鳴人一行人就此分別。阿斯瑪因此從多年以來的內心困擾得到解脫，並領悟“玉將”的真正意義所在。在某處，曉的另一對搭檔——飛段和角都找到下一個目標，身為二尾祭品之力的雲忍二位柚木斗。                                                               |        |                                                                                              |               |

### 不死的破壞者·飛段與角都之章
《不死的破壞者·飛段與角都之章》（日语：不死の破壊者、飛段・角都の章）作為疾風傳第四篇章，在2008年8月－12月期間播出，改編自原作漫畫的第311－342章。主要講述另外兩名「曉」組織成員飛段與角都，以匪夷所思的能力入侵火之國境內燒殺搶掠，迫使木葉派出二十支小隊向他們執行攔截，然而這個過程也讓他們付出極大的代價。
| 集數 | 總集數 | 標題 | 原劇首映日期   |
| --- | ------ | --- | -------------- |
| 72 | 292    | 逐漸逼近的威脅 （Shinobiyoru Kyoui）                                                                                 | 2008年8月21日  |
| 木葉村各處進行修復期間，阿斯瑪來到自己的父親第三代火影·蒜山的墓前祭拜，回憶起年輕氣盛的自己還未能領悟“玉將”的真正含義，由此理解當時的自己為何始終得不到父親的認可。而卡卡西結束參與自來也的曉調查任務後回村匯報，準備陪出院的鳴人進行下一輪的風遁性質變化的修煉。而另一邊，飛段與角都準備捕捉身為二尾祭品之力的二位柚木斗，卻發現她能自如地控制體內尾獸的力量，乃至“尾獸化”而發起攻擊。然而經過一場激烈的戰鬥，原本勝券在握的柚木斗仍淪落為釘在墻上的瀕死局面；心臟被利樁捅穿的飛段平躺在一個“圓形三角法陣”的正中心，完成「邪神教」祭祀儀式後若無其事地爬起來，與坐在一旁、毫發無損的角都完成二尾的捕捉任務。                             |        | |                |
| 73 | 293    | 「曉」的入侵 （"Akatsuki" Shinkou）                                                                                  | 2008年8月28日  |
| 鳴人出院後陪卡卡西進行下一輪修煉，得知這次自己必須靠風遁將大和製造的瀑布切成兩半。為了讓鳴人更快趕上進度藉以跟佐助抗衡，卡卡西讓大和耗費巨大查克拉擴增瀑布的直徑，好讓鳴人一下用更多的影分身而進一步縮短修煉時間。與此同時，飛段與角都入侵火之國尋找新目標，習慣收集金錢的角都帶領飛段闖入山上的火之寺，決定殺死在地下世界懸賞三千萬兩、同時身為「守護忍十二士」的仙族忍僧地陸。即使地陸展露「來迎·千手殺」同時力抗兩名強敵，但最終還是不幸死在飛段與角都匪夷所思的能力手中。角都帶上地陸的遺體前去領賞，兩人離開淪為廢墟的火之寺，一名因在外巡邏而僥倖生還的忍僧只能逃往木葉村求救。                                                 |        | |                |
| 74 | 294    | 星空之下 （Hoshizora no Motode）                                                                                     | 2008年9月4日   |
| 綱手收到忍僧的求援得知事態嚴重，立刻召集自己編排的二十支四人小隊，對火之國境內全力排查曉的蹤跡，勒令絕不能讓敵人逃出火之國、且若不能活捉則就地正法。阿斯瑪負責帶領中忍鹿丸、出雲和子鐵，從忍僧口中得知地陸被殺而極為震驚，意識到自己是僅存的守護忍十二士，出發前最後往遠處觀望家中的紅。另一邊，鳴人因修煉而精疲力竭，夜裡躺在星空之下回憶起第七班的美好時光，決定爬起來繼續修煉，並於隔天早晨成功切開瀑布而完成第二階段。 |        | |                |
| 75 | 295    | 老和尚的祈禱 （Rousou no Inori）                                                                                     | 2008年9月11日  |
| 阿斯瑪小隊趕到毀於一旦的火之寺，見到事發時外出而逃過一劫的住持板齋，獲知地陸遺體不在其中後，斷言對方帶走其遺體去換高額賞金。小隊全體得到住持的禱告祈求平安後，立刻趕往距離最近的換金所攔截敵人，同時靠飛鴿傳書將消息傳遞給附近的其他小隊。在鳴人即將進行新忍術的開發階段前，小櫻購買藥材做出一籃子的特製兵糧丸作為補品以助鳴人修煉順利，卻不知道自己的兵糧丸讓鳴人以及試吃的祭都難以下嚥。 |        | |                |
| 76 | 296    | 下一個階段（《火影忍者疾風傳一小時特别篇 ～大激戰！曉VS阿斯瑪班～》上集） （Tsuginaru SUTEPPU）                      | 2008年9月25日  |
| 卡卡西告知鳴人接下來要將剛掌握的風遁性質變化，試著加入作為形態變化的螺旋丸中來完成新忍術，表示就連開發螺旋丸的第四代火影都沒能完成這個挑戰。鳴人開始製造出大量影分身進行嘗試，然而也加大九尾化的危機指數，僅能靠大和進行壓制，使最後的修煉連番遭遇瓶頸。各小隊搜索時收到阿斯瑪一方的情報，火速趕往距離他們最近的換金所尋找敵人跡象並設下埋伏。而飛段與角都抵達一處無人趕到的換金所交差，而角都靠地陸遺體得到三千萬兩的賞金。 |        | |                |
| 77 | 297    | 棒銀（《火影忍者疾風傳一小時特别篇 ～大激戰！曉VS阿斯瑪班～》下集） （Bougin）                                       | 2008年9月25日  |
| 阿斯瑪小隊碰巧找到正確地點，共同對在外等候的飛段來一個出其不意的必殺戰術。然而，四人驚恐地發現要害被兩把刀刺穿的飛段竟沒有死，由此見識到真正的“不死之身”。角都衝出來後選擇靜觀戰局，同時看上值三千五百萬兩賞金的阿斯瑪，飛段在原地用血劃好法陣後決定獨自上陣。意識到敵我懸殊的阿斯瑪私下暗示鹿丸，自己打算採取“棒銀”戰術而獨戰飛段、堅持到最近的援軍趕到，讓鹿丸集中精力分析對方的不死能力。目睹飛段即將去攻同伴後，阿斯瑪奮不顧身跑去攔截，然而正好中計而被飛段用三刃鐮刀擦傷出血。阿斯瑪隨即發動大範圍的「火遁·灰積燒」，飛段卻先舔一口鐮刀上沾的阿斯瑪之血，隨後從容地回到法陣中心任由自己被焚燒…                                |        | |                |
| 78 | 298    | 神的制裁（《火影忍者疾風傳一小時特别篇 ～阿斯瑪之死！～》上集） （Kudasareta Sabaki）                                | 2008年10月2日  |
| 灰積燒散去後，站在法陣中心的飛段身體化為黑白骷髏形態，聲言阿斯瑪已被自己“詛咒”；本站在攻擊範圍外的阿斯瑪，右臂卻嚴重燒傷。飛段緊接著刺自己的腿，導致阿斯瑪腿上也出現相同的傷勢；這讓鹿丸和阿斯瑪都意識到飛段使用他的獨特能力「咒術·死司憑血」，將自己與阿斯瑪的身體產生“互聯”，因此會遭受同等傷害。但飛段是不死之身，阿斯瑪生命則有限，使鹿丸一方霎那間陷入劣勢。目睹飛段即將自戳心臟，鹿丸全力用影子模仿術及時束縛飛段的行動，並用剛才的所見以及飛段的“詛咒”、“儀式”等口述得出結論，全力操控飛段離開唯一能讓詛咒生效的法陣。剛等飛段離開法陣，阿斯瑪靠劃傷其左耳以確認詛咒失效，當機立斷用查克拉刀斬下飛段的首級。                 |        | |                |
| 79 | 299    | 聽不到的叫聲（《火影忍者疾風傳一小時特别篇 ～阿斯瑪之死！～》下集） （Todokanu Zekkyou）                             | 2008年10月2日  |
| 飛段人頭落地、身體隨之倒下，還未得到喘息時間的阿斯瑪小隊，驚訝地目睹飛段即使“腦袋搬家”仍不會死，落地的腦袋甚至怒斥角都在一旁袖手旁觀。不想放棄懸賞目標的角都迅速擊倒毫無反抗餘力的阿斯瑪，還靠自己身上附有的黑色“縫線”，將飛段的斷頭重新縫回身體上恢復行動。出雲和子鐵雖然盡全力跟角都周旋，然而短時間內被角都從身上經由拆線而分離的雙手制住。阿斯瑪及時起身續戰飛段，注意到飛段靠纜繩回收自己的三刃鐮刀，便及時撲倒在地而誘使飛段被自己的鐮刀刺中。但不幸的是，飛段已回到詛咒法陣中，阿斯瑪瞬間感到腹部劇痛。查克拉耗盡的鹿丸驚慌失措地向前奔跑試圖阻止，卻只能眼睜睜地看著飛段以利樁穿心，使阿斯瑪受致命一擊而倒下。              |        | |                |
| 80 | 300    | 最後的遺言 （Saigo no Kotoba）                                                                                       | 2008年10月16日 |
| 幾近全軍覆沒的阿斯瑪小隊苦苦堅持三十分鐘才等到援軍抵達，井野和丁次負責營救與治療傷兵，另外兩名特別上忍雷同和青葉盡全力跟角都周旋。這時，曉首領召集全員封印二尾，飛段和角都僅能放棄懸賞目標而撤退。由於阿斯瑪身中四處致命傷，井野的醫療忍術於事無補。深知自己撐不下去的阿斯瑪，便對自己帶領的第十班成員分別交代遺言，同時作為最後的教導，將使命與“玉將”託付給自己最驕傲的學生鹿丸後，伴隨著最後一根香煙熄火而結束生命。 |        | |                |
| 81 | 301    | 噩耗 （Kanashiki Shirase）                                                                                           | 2008年10月23日 |
| 小隊返回木葉向綱手匯報阿斯瑪的死訊，鹿丸主動前去告知紅。而鳴人開發新忍術陷入瓶頸，聲稱猶如一個人“無法同時看左右兩邊”，但在卡卡西的簡單暗示之下，鳴人想到靠影分身彌補不足得以完成新忍術的雛形。就在這時，眾人收到阿斯瑪之死的噩耗。另一邊，飛段和角都伴隨其他成員進行為期三天的封印儀式，而曉首領同時藉此機會再跟眾成員如實敘述曉的真實目的，收集金錢得以掌握戰爭市場，收集尾獸發動他們自己的戰爭，乃至一步一步“支配世界”。 |        | |                |
| 82 | 302    | 第十班 （Daijuppan）                                                                                                 | 2008年10月30日 |
| 鹿丸平靜地將噩耗帶給紅，兩天後缺席阿斯瑪的葬禮，一人走訪村子各處思考下一步。鹿角為了讓身心消沉的鹿丸排除心中雜念，有意激怒他來宣洩出心中的悲憤。夜裡看著散落一地的將棋盤，鹿丸決心把握阿斯瑪用生命換來的情報，花一晚上研究針對飛段和角都的對付方案，百步演算之下得出萬無一失的結論與戰術。鹿丸行動前叫上丁次和井野，發現他們倆早已做好行動的準備，齊聚一堂的第十班當晚共同來到阿斯瑪墓前祭拜，並於隔天日出前準備好行動。但綱手發現他們的意圖而及時出面阻攔，表示在沒有支援或領隊的情況下不准擅自行動。直到卡卡西出面自願擔任第十班的臨時隊長，才讓綱手答應讓他們前去，讓第十班踏上這場復仇之行。                                      |        | |                |
| 83 | 303    | 捕捉目標 （TAAGETTO ROKKUON）                                                                                        | 2008年11月6日  |
| 綱手認為派遣第七班去支援第十班是最佳選擇，命令鳴人必須在一天之內完成新忍術，使鳴人吃下多個兵糧丸開始爭分奪秒。另一邊，鹿丸迅速為入隊的卡卡西調整作戰計劃，靠井野用心轉身之術搜尋敵人位置。當時飛段和角都剛好結束封印儀式，正要前往木葉村捕捉九尾祭品之力，在荒地抄近路時被井野找到。第十班各就各位後，鹿丸首先採取影子進行佯攻，隨後扔出阿斯瑪的查克拉刀使出「影子模仿手裡劍之術」釘住飛段和角都的影子。雖然率先取得先機，但角都事先從身上分離出右手藏入地底、拔掉查克拉刀而恢復行動，為了躲避攻擊而被逼至樹下無退路，緊接著遭到丁次的肉彈針戰車撞擊。另一邊，換金所的管理人也被抓獲，帶回木葉遭受伊比喜審訊。                      |        | |                |
| 84 | 304    | 角都的能力 （KAKUZU no Nouryoku）                                                                                    | 2008年11月13日 |
| 鳴人的新忍術即將完成之際，大和藉此機會向鳴人交代五屬性查克拉之間的“優劣關係”，指出鳴人的風遁將不敵佐助的火遁，僅能攻克佐助的雷遁忍術。另一邊，角都雖然用土遁·土矛硬化身體扛下丁次的攻擊，卻遭到埋伏已久的卡卡西用雷切刺穿心臟，源於卡卡西用寫輪眼看穿角都結下的土遁印、再以“雷剋土”進行背後偷襲。然而剛倒地的角都迅速爬起，脫下斗篷展露自己的秘術「地怨虞」，身體中爬出四隻佩戴不同假面的無臉鬼；其中一隻因先前被卡卡西用雷切貫穿而散架死去。面對角都恐怖的能力，第十班再次陷入劣勢，甚至目睹角都操縱不同的無臉鬼進行遠距離攻擊，接連使出足以將大片區域夷為平地的風遁·風壓、雷遁·偽暗、以及火遁·頭刻苦。                              |        | |                |
| 85 | 305    | 可怕的秘密 （Osorubeki Himitsu）                                                                                     | 2008年11月20日 |
| 鹿丸四人意識到角都身體裡實有五顆心臟，並與自身結合而得以使用全五屬性，而角都表示自己持續在敗者身上搜刮並替換心臟，以這種形式得到永生，並威脅會奪取卡卡西的心臟進行補缺。面對如此難上加難，鹿丸認為唯一的方法則是將兩人分開。在丁次和卡卡西盡全力跟角都周旋時，鹿丸想辦法用影子控制住四處逃竄的飛段，機智地靠地上影子丟出查克拉刀作為佯攻，自己再跑過去對飛段揮出一拳，直接使兩人的影子重疊而束縛住飛段。鹿丸將打敗角都的使命託付給同伴後，一人控制著飛段奔向區域外的一片密林中央，隨後在身邊佈下大量起爆符陷阱。然而影子很快維持不住，飛段自由後迅速取出利樁揮向鹿丸，獲得血液後佈下法陣且發動儀式。                                |        | |                |
| 86 | 306    | 鹿丸的才華（《火影忍者疾風傳一小時特别篇 ～新術炸裂！被託付的火之意志～》上集） （SHIKAMARU no Sai）                 | 2008年12月4日  |
| 隨著飛段刺穿自己的心臟、目睹鹿丸倒地，剛以為自己勝利而正要轉身離開，鹿丸卻突然起身劃開飛段的後頸，但由於傷口過淺而沒能將他斬首。而另一邊的角都突然感到胸口劇痛，卡卡西表示飛段當時的詛咒儀式用的是角都的血，源自自己先前用雷切偷襲角都時趁機採集的血。角都震驚於鹿丸的才能而倒地，然而一隻無臉鬼自動回到角都體內供給心臟而復甦。不敢再大意的角都放棄奪取心臟，與剩下兩隻無臉鬼融合而淪為怪物化，施展風與火的復合忍術。卡卡西、井野和丁次即將被殲滅之際，第七班全員及時趕來支援，大和與鳴人共同以風與水的復合忍術化解角都的攻擊。 |        | |                |
| 87 | 307    | 詛咒別人的代價（《火影忍者疾風傳一小時特别篇 ～新術炸裂！被託付的火之意志～》下集） （Hito wo Norowaba Ana Futatsu） | 2008年12月4日  |
| 鹿丸沒有給飛段奪回局勢的機會，用影聚集之術將身邊佈下的起爆符全部集中在飛段身上，同時在飛段正下方鑿開一處自己事先準備的深坑，表示這是自己特意為他挖好的“墳墓”。驚恐的飛段意識到自己從始至終都落入鹿丸的佈局中，甚至被鹿丸告知此地為僅奈良一族世代看守的麋鹿森林禁地，讓他永遠不會被人找到。鹿丸一度看見阿斯瑪的靈魂站在他身邊給予稱讚，便點上阿斯瑪的遺物打火機，扔過去將飛段炸個粉身碎骨。另一邊，鳴人決定獨自靠當時完成近五成的新忍術對付角都，先靠兩個影分身分析角都的攻擊範圍，再靠影分身聯手製造出自己開發的新忍術「風遁·螺旋手裡劍」。另一邊，雛田、牙和志乃在樹林下等候接受任務時，談論起第十班為阿斯瑪復仇和鳴人修行的過程。 |        | |                |
| 88 | 308    | 風遁·螺旋手裡劍！ （Futon Rasenshuriken）                                                                            | 2008年12月11日 |
| 身體四分五裂的飛段落入坑中，用僅存的頭部奮力地狂吼，而鹿丸毫不猶豫地炸毀洞口使飛段永埋地下，撿回打火機後走出森林迎接趕來的小櫻和祭。另一邊的眾人目睹鳴人氣勢浩大的螺旋手裡劍，強大的風壓使角都提高警惕。但鳴人第一次進攻時卻維持不住忍術，撤回去後僅能再次製造影分身嘗試一次。角都因此將自身地怨虞的力量提升至最高，直接攻向最後面手持螺旋手裡劍的本體，認為破壞忍術則沒有威脅。然而角都卻發現自己被影分身矇騙，鳴人真正的本體則衝在最前方，迅速重造螺旋手裡劍而以背後偷襲形式給予角都重重一擊。遭到螺旋手裡劍直接命中的角都，身體猶如被無數風刃斬過而奄奄一息，而卡卡西等同伴不由得驚歎鳴人的成長。                                |        | |                |
| 89 | 309    | 力量的代價 （Chikara no daisho）                                                                                     | 2008年12月18日 |
| 卡卡西上前補刀使角都一命嗚呼，鳴人施術的右臂遭重創而受井野治療，眾人集體回木葉匯報任務圓滿完成。鹿丸經此一役學到全新價值以及“玉將”的真正含義，其代表著肩負著木葉村未來的孩子們，因此在阿斯瑪的墓前向有孕在身的紅發誓，自己會持續守護她與阿斯瑪的孩子，以兌現阿斯瑪的遺願。綱手查看被運回木葉的角都屍檢報告，獲知其身體因鳴人的螺旋手裡劍重創導致經脈盡斷，察覺到鳴人右臂上也遭到相同的輕微傷害，因此禁止鳴人再次使用新忍術。飛段與角都之死引起大蛇丸和兜的注意，兩人決定乘勝追擊，繼續削弱曉的力量。為了趕在木葉與曉之前搶先將尾獸的力量收入囊中，大蛇丸命令兜去傳喚自己麾下的晶遁使·紅蓮。                                           |        | |                |

### 三尾出現之章
《三尾出現之章》（日语：三尾出現の章）作為疾風傳第五篇章，在2008年12月－2009年6月期間播出，均是動畫原創劇情。主要講述木葉村調查大蛇丸據點過程中，無意間與大蛇丸麾下的晶遁使·紅蓮所率領的多名實驗體正面交鋒，加上當時作壁上觀的曉組織，三組人馬共同企圖捕捉野生在外的尾獸·三尾。
| 集數 | 總集數 | 標題                                                                                    | 原劇首映日期   |
| --- | ------ | --------------------------------------------------------------------------------------- | -------------- |
| 90 | 310    | 忍者的決心 （Shinobi no Ketsui）                                                        | 2008年12月25日 |
| 鳴人受傷靜養等待右臂痊愈，苦惱剛練出的強大忍術因代價太大而無法再使用，而自來也決定帶他出村泡溫泉養傷、修煉其他可用的忍術。綱手收到一名暗部死前送出的大蛇丸之據點的情報，命令卡卡西帶領第八班的雛田、志乃、牙與赤丸共同執行這場探索任務。而兜與紅蓮當時釋放該據點中的所有咒印實驗體囚犯，讓他們互相廝殺以選出參與接下來任務的強者。兜同時奉命帶出一名實驗體男孩幽鬼丸，作為這次任務的關鍵一環。 |        |                                                                                         |                |
| 91 | 311    | 發現 大蛇丸的根據地 （Haken Orochimaru no Azito）                                       | 2009年1月8日   |
| 紅蓮帶領據點中剩下的21名實驗體前去跟大蛇丸碰面接任務，其中16人中途倒戈決定自謀生路，卻集體死在紅蓮的「晶遁·結晶五角牢」之中；而剩餘五名實驗體麟兒、牛頭、鬼霧、鬼鳳、與濡羅吏則繼續效忠紅蓮。卡卡西帶領第八班來到血流成河的據點，隨後在據點定時自毀之前緊急逃生，跟隨紅蓮一行人蹤跡時找到殘留的晶遁。由於是從未見過的奇特忍術，卡卡西將一枚封住志乃寄壞蟲的晶遁樣本塞給忍犬帕克帶回木葉村分析。鳴人與自來也這時來到村外的溫泉地療養且搜集“情報”，打算帶鳴人修煉自己與蛤蟆擅長的復合忍術，但自來也召喚的蛤蟆力過於娘娘腔、與鳴人完全不合拍，因此無法完成蛤蟆精傳復合忍術「水鐵炮」。                  |        |                                                                                         |                |
| 92 | 312    | 遭遇 （Deai）                                                                           | 2009年1月15日  |
| 兜將幽鬼丸帶至一座被濃霧籠罩的巨大湖泊中央進行實驗，讓他服藥以及靠頭上儀器來釋放體內查克拉，以精神力量來控制棲息湖中的一頭龐然大物，實驗雖成功卻也為幽鬼丸造成巨大的身體負擔。紅蓮將五人眾留在一間舊屋駐守後獨自回去大蛇丸的據點，親眼目睹大蛇丸細心培養的佐助以一敵萬，卻仍毫髮無傷、一命不取地走出戰場。由於三年前曾錯失當容器的時機，紅蓮決定靠這次任務贏回大蛇丸的器重。另一邊的鳴人為了完成復合忍術，召喚出自己認識的蛤蟆吉和蛤蟆龍兩兄弟進行修煉。晚間泡溫泉時，鳴人偶遇碰巧路過的幽鬼丸，其向鳴人詢問自己的歸宿何在，而鳴人引用自來也講過的答案：“思念你的人所在的地方就是你的歸宿。”         |        |                                                                                         |                |
| 93 | 313    | 心有靈犀一點通 （Kayoiau Kokoro）                                                       | 2009年1月22日  |
| 當鳴人難以與蛤蟆兄弟心靈相通時，自來也陪他共同分享一根冰棒，使鳴人安心地睡在師傅的背上。而自來也很快必須外出繼續搜集曉的情報，走前讓蛤蟆兄弟繼續協助鳴人修煉並通知他先回村。持續探索的第八班則在原地等待綱手的晶遁分析結果以得出應對方案，而志乃察覺到自己有一隻活過晶遁攻擊的寄壞蟲疑似出現免疫，在卡卡西的允許下花時間找出來進行培養。而另一邊的麟兒採用蝙蝠控制術進行巡邏，靠蝙蝠的超聲波預先得知區域內有敵人追兵跡象。鳴人隔天清晨回到木葉繼續修煉，好不容易跟蛤蟆兄弟建立心靈相通時，卻又得知蛤蟆兄弟完全不會水遁，更不會使用水鐵炮。                                                           |        |                                                                                         |                |
| 94 | 314    | 雨一夜 （Amehitoyo）                                                                    | 2009年1月29日  |
| 紅蓮不情願地帶幽鬼丸回去麟兒一行人的藏身處，然而幽鬼丸行進時受之前的實驗影響而體力不支、加上下雨前的潮濕氣候而發燒，迫使紅蓮停下腳步在一間小屋照顧他一整晚才使其退燒。另一邊的第八班在山洞躲雨，並靜待志乃培育出免疫蟲子。隔天早晨，紅蓮起身發現幽鬼丸不見，聽著附近一首“似曾相識”的草笛樂曲找到他，得知是幽鬼丸曾一去不回的母親生前所教。為了讓他安心，紅蓮摘下一朵山茶花並使其水晶化，表示自己只要活著則永遠不會凋零。 |        |                                                                                         |                |
| 95 | 315    | 兩個護身符 （Hutatsu no Omamori）                                                       | 2009年2月5日   |
| 鳴人開始讓蛤蟆龍從零開始學習水遁，而綱手已決定瞞著鳴人派遣大和帶領小櫻與祭前去支援第八班，但鳴人最終從祭口中得知任務的存在而希望得到綱手准許。由於不久前從自來也的信中得知鳴人的努力，綱手答應他參與任務。隨著紅蓮帶幽鬼丸趕到藏身處，但認為任務進行前有必要剷除木葉的追兵以不留後患，命令麟兒一行人跟敵人周旋，好讓自己搜集敵人情報而做好攻擊的準備。幽鬼丸擔心紅蓮的安危，而將自己亡母的護身符交給她。 |        |                                                                                         |                |
| 96 | 316    | 看不到的敵人 （Miezaruteki）                                                            | 2009年2月12日  |
| 第八班持續追蹤時很快中麟兒一行人伏擊，卡卡西被力大無窮的牛頭牽制住，而鬼霧在森林中佈滿能阻斷牙和赤丸嗅覺的濃霧。雛田雖能靠白眼找到敵人所在，但不敵身體能自由橡皮化的濡羅吏，其身上還佈滿足以擋下柔拳的特殊粘液。卡卡西靠雷切擊傷牛頭而逃脫，牙和赤丸合力使用牙通牙吹散霧氣救下雛田，加上志乃帶著大量免疫蟲子趕到，迫使麟兒一行人靠鬼鳳釋放的毒煙霧彈而撤退。遠程觀戰的紅蓮獲得足夠情報，準備出手一舉殲滅敵人。 |        |                                                                                         |                |
| 97 | 317    | 亂反射的迷宮 （Ranhansia no Meikyo）                                                    | 2009年2月19日  |
| 紅蓮在第八班所在範圍發動「水晶迷宮之術」，所圍繞的反射鏡水晶結界瞬間罩住大片森林，隨即製造多數水晶分身拆散一行人後逐一解決。第八班在迷宮中暈頭轉向，雛田還不慎困入紅蓮的水晶牢之術中淪為人質。另一邊的第七班即將趕到，鳴人再次偶遇離開藏身處摘花的幽鬼丸，由於不知道他正在跟隨敵人，鳴人再次教導他關於歸宿的所在。幽鬼丸伴隨霧消失後，鳴人跟隨第七班趕到水晶迷宮外，召喚出蛤蟆兄弟準備靠復合忍術打破晶遁結界。經由鳴人和蛤蟆龍的努力，初次施展風與水的復合忍術風遁·蛤蟆鐵炮，成功打破堪稱無懈可擊的水晶迷宮。                                                                                        |        |                                                                                         |                |
| 98 | 318    | 目标出現 （Arawareta Hiouteki）                                                         | 2009年2月26日  |
| 紅蓮震驚於自己的晶遁被攻破，第七、八班會聚後靠出其不意救走困入水晶牢中的雛田。搬運過程中不慎使水晶牢受損，但雛田卻平安無事地出來，源於她及時靠全身穴道釋放查克拉而形成保護層，讓眾人獲知晶遁無法將查克拉結晶化。兜親自帶領敗逃的紅蓮一行人回到湖泊上執行任務，命令麟兒四人看守周邊以防木葉一方接近。兜讓幽鬼丸服下大量藥，使他足以釋放比之前更大的查克拉，再由紅蓮製造「水晶六角柱」形成封鎖，準備捕捉湖中的尾獸·三尾。 |        |                                                                                         |                |
| 99 | 319    | 發狂的尾獸 （Arekuruu Biziu）                                                           | 2009年3月5日   |
| 幽鬼丸雖然短暫控制住冒出湖面的三尾，然而尾獸的強大卻超乎想像，接連突破紅蓮製造的強大晶遁結界。當卡卡西一方跟麟兒一行人周旋時，鳴人獨身來到湖面上探查，召喚出蛤蟆兄弟游到湖中央目睹發狂的三尾。而鳴人同時注意到先前預見的幽鬼丸跟隨紅蓮一行人，意識到他所說的歸宿是敵人的陣營。兜預先撤退後，幽鬼丸為了保護紅蓮而盡最大努力重新控制住三尾，才使自己與紅蓮倖免於難而衝至岸上。 |        |                                                                                         |                |
| 100 | 320    | 在霧之中 （Kirinonakade）                                                               | 2009年3月12日  |
| 三尾潛回湖底而在湖邊一帶掀起大浪，同時釋放一種能製造幻覺的濃霧，使戰鬥的木葉與麟兒兩方均撤回。鳴人匯報自己的所見後，卡卡西再度派遣帕克回村通報，使木葉得以掌握在第三次忍界大戰期間“失蹤”的三尾之下落。為了防止三尾落入敵手，綱手指派靜音、井野、小李與天天作為任務增援，意圖趕在敵人出手前將三尾封印。鳴人自責是自己說的話讓幽鬼丸投靠敵人，擅自脫隊後試圖將他帶回。眾人所不知道的是，曉同樣派遣迪達拉與鳶，來到三尾出沒的區域尋找其下落。 |        |                                                                                         |                |
| 101 | 321    | 各自的想法（《火影忍者疾風傳一小時特别篇 ～鳴人VS紅蓮！～》上集） （Sorezoreno Omoi）   | 2009年3月26日  |
| 紅蓮與幽鬼丸被衝至湖邊稍作休整，然而幽鬼丸很快再度因使力過度而發燒昏倒，而鳴人沿著湖邊找到兩人所在處打算帶回幽鬼丸，與紅蓮發生激烈衝突。鳴人控訴大蛇丸為達目的不擇手段的本質，使紅蓮內心出現不小矛盾，而牛頭隨即將紅蓮和幽鬼丸救離。兩人將幽鬼丸帶回去給兜治療，而麟兒逐漸察覺到紅蓮對幽鬼丸產生感情。救人失敗的鳴人只能跟趕來的卡卡西與大和打道回府，而卡卡西同樣對跟隨敵人的幽鬼丸感到在意。 |        |                                                                                         |                |
| 102 | 322    | 重新編隊！（《火影忍者疾風傳一小時特别篇 ～鳴人VS紅蓮！～》下集） （Saihensei）         | 2009年3月26日  |
| 隨著靜音帶領小李和井野加入戰局，眾人便重新編隊準備封印三尾且營救幽鬼丸，靜音、小櫻、井野和雛田組成封印班，剩餘人則聽從卡卡西與大和指示兵分兩路組成作戰及護衛班以防敵襲。另一邊的紅蓮小隊同樣開始規劃隔天的戰局，避免木葉一方搶先封印三尾。麟兒暗地裡身為兜麾下的間諜，開始考慮藉此機會推翻兜，獨自回去向大蛇丸獨攬功勞的念頭。 |        |                                                                                         |                |
| 103 | 323    | 結界四方封陣（《火影忍者疾風傳一小時特别篇 ～封印大作戰！～》上集） （Kekaisihouhuzin） | 2009年4月9日   |
| 靜音帶領小櫻、井野和雛田共同施展「結界四方封陣」，四人一邊控制結界、一邊走到湖面上尋找三尾位置。紅蓮帶領小隊到湖面上意圖阻止封印，然而心裡因對幽鬼丸的感情而產生矛盾，加上前來應戰的鳴人向她質問幽鬼丸下落，導致她開始不顧一切地莽撞行事。而麟兒四人負責伏擊大和、小李、天天及牙，但麟兒卻在作戰關鍵時刻脫隊去觀察三尾封印，導致鬼霧、鬼鳳及濡羅吏在煙霧中自亂陣腳，最後集體敗於大和一行人手中。 |        |                                                                                         |                |
| 104 | 324    | 晶遁瓦解（《火影忍者疾風傳一小時特别篇 ～封印大作戰！～》下集） （Siotonkutsusi）       | 2009年4月9日   |
| 志乃靠鳴人和卡卡西爭取的時間而釋放出大量對晶遁免疫的寄壞蟲，使紅蓮的晶遁短時間內瓦解而無力抵擋卡卡西的雷切，直到牛頭以身體土化形式縱身為紅蓮擋下致命一擊而散架。爬到岸上的紅蓮再度聽見幽鬼丸吹出的熟悉草笛聲，回憶起自己曾經奉大蛇丸的命令殺死過幽鬼丸的母親。由於麟兒無法一人攻破靜音一行人的封印結界，兜便強制紅蓮讓幽鬼丸重新控制住三尾，威脅她若不服從則會對幽鬼丸說出其母被紅蓮殺害的真相，使紅蓮無從選擇地服從命令。與此同時，與迪達拉分開行動的鳶趕到湖邊，目睹兩方戰鬥後決定作壁上觀。 |        |                                                                                         |                |
| 105 | 325    | 結界攻防戰 （Kekaikoubousen）                                                           | 2009年4月16日  |
| 紅蓮為保護幽鬼丸而自願協同麟兒前去攻破封印結界，卻遭到護衛的小李和天天奮力阻攔，加上鳴人和卡卡西也在短時間內趕到，紅蓮被迫耗盡最後的查克拉施展「破晶降龍」一舉擊破封印結界，導致湖中即將被封印的三尾當場衝出結界展開攻擊。封印失敗的木葉一方全線撤退，逃晚的紅蓮被巨浪衝至湖邊小島上昏過去。眼看三尾即將殺死她，幽鬼丸以此為契機而在不服藥的情況下覺醒力量阻止三尾行動，此舉驗證大蛇丸對幽鬼丸“以愛為契機”的推論。 |        |                                                                                         |                |
| 106 | 326    | 紅色山茶花 （Akaitsubaki）                                                              | 2009年4月23日  |
| 為了讓幽鬼丸覺醒更多的力量，麟兒暗下殺手刺傷及時逃生的紅蓮作為“催化劑”。但幽鬼丸剛好耗盡力量，紅蓮被迫忍著傷痛以綿薄之力對抗三尾，發誓不惜性命保護幽鬼丸免受傷害。鳴人最先趕到戰場，但決定暫時阻止三尾為優先，與紅蓮找出三尾的眼部弱點後將其擊退。然而三尾因此被激怒而跳出湖面，當場將鳴人和紅蓮兩人吞入腹中後潛入回湖底，而力盡昏倒躺在湖邊的幽鬼丸，被後來趕到的卡卡西一行人救回去。 |        |                                                                                         |                |
| 107 | 327    | 吳越同舟 （Goetsudoshu）                                                                | 2009年4月30日  |
| 鳴人和紅蓮醒後發現他們共同受困三尾的腹中，為了避免成為其食物而只能勉強同舟共濟，兩人藉此機會重新審視彼此。即使鳴人不認為紅蓮有資格當幽鬼丸的歸宿，但從紅蓮肯為幽鬼丸犧牲的決心中看出她是真心實意，因此對其改觀而決定帶她逃生。在湖邊，卡卡西一行人找不到鳴人，幽鬼丸醒後靠手中未破裂的水晶得知紅蓮還活著，讓眾人意識到鳴人被三尾吞下。另一邊的兜為了搶回幽鬼丸，誘使重傷的鬼鳳、鬼霧及濡羅吏植入咒印保命，使三人的力量得到大幅提升。 |        |                                                                                         |                |
| 108 | 328    | 山茶花的路標 （Tsubaki no dohyo）                                                       | 2009年5月7日   |
| 在找不到出口的情況下，鳴人帶著負傷紅蓮四處逃竄，兩人分別進入能映出心靈弱點的霧氣中。鳴人看見自己無法勸回的佐助，而紅蓮則看到被自己埋沒良心所殺的幽鬼丸之母，而紅蓮在她面前誓死保護幽鬼丸作為自我救贖。在湖面上，卡卡西一行人聽從幽鬼丸建議撒下大量山茶花，同時刺穿三尾棲息的湖底異空間的屏障而靠漩渦引入。當時無路可逃的鳴人和紅蓮聽見幽鬼丸的熟悉草笛聲、加上被水引進來的山茶花作為路標，乃至成功逃出生天。 |        |                                                                                         |                |
| 109 | 329    | 咒印的逆襲 （Juin no gyakushu）                                                         | 2009年5月14日  |
| 鬼鳳、鬼霧及濡羅吏靠咒印提升力量，短時間內打敗小李、天天、牙，以及負責看守幽鬼丸的祭而成功將其搶回。麟兒則繼續為幽鬼丸灌藥，認為即使得不到三尾也必須阻止木葉捷足先登。當鬼鳳、鬼霧及濡羅吏不肯繼續服從他時，三人突然因咒印副作用而痛苦不堪，為了換取兜的抑制藥而無從選擇地繼續服從命令，全力攻向湖面上意圖重新封印三尾的卡卡西一行人。從三尾腹中逃出的鳴人和紅蓮在湖邊清醒，卻注意到遠處發動力量的幽鬼丸。 |        |                                                                                         |                |
| 110 | 330    | 罪的記憶 （Tsumi no kioku）                                                             | 2009年5月21日  |
| 封印班靠綱手遠程逆向通靈出蛞蝓而補給查克拉，而卡卡西、大和與志乃分別靠先前一系列戰鬥所搜集的情報，分別找到鬼鳳、鬼霧及濡羅吏各自的弱點而成功擊敗三人，然而三人卻靠濡羅吏的能力融合變成一隻巨大怪物。鳴人和紅蓮及時制止麟兒並救下幽鬼丸，深感不妙的麟兒便向幽鬼丸說出紅蓮曾殺死過他母親的真相，打算以此激怒幽鬼丸而引導出蘊藏的力量。然而善良的幽鬼丸願意原諒紅蓮，繼續認她為自己的歸宿，而鳴人憤怒一拳打爛麟兒的假臉龐，發現易容之下其實是兜所冒充。 |        |                                                                                         |                |
| 111 | 331    | 破碎的約定 （Kudakareta yakusoku）                                                      | 2009年5月28日  |
| 兜揭示自己前一晚暗殺麟兒以防止他惡意通風報信，隨後便一人分飾兩角誘導紅蓮小隊為自己謀利。兜隨後用「死魂之術」復活死去的麟兒本尊並加以操縱，準備殺死紅蓮和幽鬼丸，甚至靠蝙蝠的超聲波使晶遁無效化。紅蓮為救幽鬼丸而將自己與麟兒共同困入水晶牢之中，雙雙墜入湖裡同歸於盡。目睹紅蓮犧牲的幽鬼丸受悲憤驅使而釋放全部力量，導致三尾再度衝破封印，當場竄出湖面而壓死怪物化的鬼鳳、鬼霧及濡羅吏。由於三尾即將攻向幽鬼丸，迫使鳴人召喚出蛤蟆兄弟，緊急想出並實用全新的風與火復合忍術「風遁·蛤蟆油炎彈」，成功瓦解三尾的大塊水彈而將其擊入湖中，成功及時阻止幽鬼丸發力而結束危機。                              |        |                                                                                         |                |
| 112 | 332    | 歸宿 （Kaerubeki basho）                                                                | 2009年6月4日   |
| 幽鬼丸因查克拉經絡受損嚴重，至此再也無法控制三尾，封印失敗的一行人準備隔天返程。當晚，幽鬼丸在夢中感知到紅蓮生還，其晶化的身體被湖底倖存的牛頭所救，以報答紅蓮曾救過即將渴死的自己。鳴人半夜醒來發現幽鬼丸消失不見，追出去時只在樹叢中找到他留下的水晶山茶花，並發現水晶未破裂而得知紅蓮倖存，因此決定遵從幽鬼丸的心願。經此一役找到「歸宿」的紅蓮、幽鬼丸與牛頭彼此結伴，與木葉一行人分道揚鑣。功虧一簣的兜回去向大蛇丸匯報，失望的大蛇丸決定將重心放在接下來的轉生儀式上。當鳴人一行人返回木葉時，迪達拉和鳶伺機下手殲滅負責留守的木葉暗部，不費工夫就靠起爆黏土炸傷且捕獲三尾，將其拖回曉的據點。 |        |                                                                                         |                |

### 師父的預言與復仇之章
《師父的預言與復仇之章》（日语：師の予言と復讐の章）作為疾風傳第六篇章，在2009年6月－2010年1月期間播出，改編自原作漫畫的第343－412章。此篇章分為三大階段，首先講述佐助組建小隊去追殺哥哥宇智波鼬，另一邊的鳴人組隊進行“第二次佐助奪回行動”，同樣以追擊鼬為目標；第二階段為自來也潛入雨隱村調查曉組織首領的蹤跡，最後階段則是佐助與鼬兩兄弟的宿命對決、乃至探究宇智波一族的恩怨「起因」。當中總集數的第339－340集則改編自原作漫畫的第239－244章《卡卡西外傳》（日语：カカシ外伝），主要講述卡卡西少年時期的故事，以及改變他一生的「神無毗橋之戰」。
| 集數 | 總集數 | 標題 | 原劇首映日期   |
| --- | ------ | --- | -------------- |
| 113 | 333    | 大蛇的瞳孔 （Daija no Doukou）                                                                                                 | 2009年6月11日  |
| 隨著大蛇丸三年一度的轉生期將至，使大蛇丸經過漫長的等待與煎熬，終於迎來夢寐以求的時刻。但事與願違，佐助突然隔著門用千鳥銳槍對大蛇丸暗下殺手，表示自己如今已足夠強大，因此無需獻身給比自己略遜一籌的大蛇丸。而大蛇丸同樣算計到佐助會背叛，直接釋出自己的白磷大蛇本體，意圖強行奪取佐助的身體，卻發現自己無法觸及如今脫胎換骨、進化成“鷹”的佐助。 |        | |                |
| 114 | 334    | 鷹之瞳 （Taka no Hitomi） | 2009年6月18日  |
| 自小父母雙亡的大蛇丸受啟蒙恩師蒜山說過的有關“轉世”與“再生”的安慰話，從此引發對生命永恆的思考，乃至走上禁忌科學的道路。覬覦寫輪眼的力量卻遙不可及，大蛇丸只能選擇鼬的弟弟佐助以方便下手。時至今日，看似落敗的大蛇丸靠混入空氣中的毒液使佐助麻痺後趁機吞噬，在異空間之中進行轉生儀式。但佐助卻靠咒印增幅寫輪眼的力量反向侵蝕整片異空間，最終使大蛇丸無助地被反噬。外出取藥回來的兜目睹慘況，被佐助用寫輪眼幻術一睹看到大蛇丸之死的景象。 |        | |                |
| 115 | 335    | 再不斬的大刀 （ZABUZA no Daitou）                                                                                              | 2009年6月25日  |
| 佐助殺死大蛇丸後開始建立小隊對付鼬，首先將長時間關在實驗水槽中的鬼燈水月釋放出來，其具有身體液化的特殊能力。水月為了復興自己憧憬的「忍刀七人眾」，讓佐助陪自己來到波之國尋找已故“鬼人”桃地再不斬的斬首大刀。由於大刀當時被本地黑幫老大佔有，佐助藉此機會試探水月的實力，目睹水月不負期望地以一敵萬，在一塵不染、一命不取的情況下闖入黑幫堡壘中奪回大刀。心滿意足的水月為了實現目標而繼續跟隨佐助，前往南方據點招收第二人選。 |        | |                |
| 116 | 336    | 鐵壁的看守者 （Teppeki no Bannin）                                                                                             | 2009年7月2日   |
| 南方據點由大蛇丸的得力女幹將香燐看管，其以出眾的天賦、聰明的頭腦、兇悍的個性、包括超越瞳術的查克拉感知能力而被佐助相中。香燐表面上拒絕跟隨佐助，但心裡卻是雀躍不已，自從一次追回實驗體的任務中被佐助捨身相救後便迷戀上他，然而每當想靠近佐助則會受到水月惡意阻擾。三人上路前釋放據點中的所有囚犯，並希望他們自由後四處放話，散播佐助殺死大蛇丸的消息，而佐助的最後人選則是關在北方據點的重吾。 |        | |                |
| 117 | 337    | 北方根據地的重吾 （Kita AJITO no JUUGO）                                                                                       | 2009年7月9日   |
| 佐助三人來到發生過大量咒印實驗體暴走的北方據點，獲知擁有特殊體質的重吾身為咒印的源頭，曾經因無法克制自己的殺人衝動而遠離人群、居於山洞，直到與大蛇丸麾下的君麻呂結伴後一同成為大蛇丸的重要實驗體。然而君麻呂三年前奪回佐助過程中病逝，重吾此後持續獨居牢房中。時至今日，佐助帶頭打開他的牢門，卻被情緒失控的重吾攻擊，然而佐助同樣靠咒印狀態二變化而擋下攻擊。同時，木葉一行人收到大蛇丸的死訊，卻仍盼不到佐助回村。 |        | |                |
| 118 | 338    | 集結！ （Kessei!） | 2009年7月23日  |
| 隨著重吾與水月互相看不順眼而發生激烈打鬥，兩人卻集體被佐助在一瞬間阻止，重吾得知佐助身為君麻呂生前捨命保護的人，因此決定走出牢籠、將佐助視為君麻呂的“重生”，且即使自己再次失控也能依靠佐助幫忙阻止。至此，佐助組建的「蛇」小隊齊聚一堂，以殺死鼬為首要目標。在木葉，鳴人意識到佐助仍會去找鼬報仇，為了確保佐助會回村，決定趕在佐助之前找到鼬。 |        | |                |
| 119120 | 339340 | 卡卡西外傳～戰場上的少年時代 （KAKASHI Gaiden ~Senjou no BOOIZU RAIFU~）                                                       | 2009年7月30日  |
| 年僅12歲晉升上忍的卡卡西，伴隨上忍波風湊與同伴宇智波帶土和野原凜，負責摧毀草忍村「神無毗橋」以阻斷岩忍的運輸線。湊獨自去前線作戰時，卡卡西三人趕往橋時遭到岩忍三人小隊伏擊，凜被敵人擄為人質。由於這是對當下戰局影響至關重要的任務，加上卡卡西因為亡父「木葉白牙」旗木朔茂曾因營救同伴而中斷重要任務、遭受全村責備之下自盡所導致的陰影，使卡卡西決定將任務視作優先。急切想救凜的帶土決定跟他分道揚鑣，表示「不遵守規則的人會被視作廢物，但不珍惜同伴的人則連廢物都不如」。這句話讓卡卡西猛然醒悟而折返回去協助帶土，過程中替帶土擋下一擊而失去左眼，而帶土則初次覺醒寫輪眼擊殺敵人。兩人在洞穴戰鬥中雖然成功救出凜，但岩忍引發山洞坍塌，導致帶土為救卡卡西而遭巨石砸中。瀕死的帶土將自己的一隻寫輪眼送給卡卡西，最後埋入崩塌的地洞中。湊隨後趕到救下卡卡西和琳，三人合力摧毀神無毗橋而在大戰中立下大功、緬懷英勇犧牲的帶土，其名被刻在慰靈碑上譽為英雄。 |        | |                |
| 121 | 341    | 開始行動的人們 （Ugokidasu Monotachi）                                                                                         | 2009年8月6日   |
| 鼬與鬼鮫共同捕獲四尾祭品之力，將其帶回曉的一處據點連同三尾一併封印，首領同時向眾成員傳達佐助殺死大蛇丸的消息，提醒最有可能會成為佐助小隊目標的鼬與鬼鮫小心行事。而佐助先帶領小隊來到宇智波一族熟知的軍械補給點，從經營者貓婆婆手中得到所需的兵器與資源後踏上復仇之行。而在木葉，卡卡西與綱手協助鳴人調派出第二次佐助奪回行動的最佳人選，讓擅長戰鬥的第七班與擅長偵查的第八班組成八人小隊攜手同行。 |        | |                |
| 122 | 342    | 探索 （Tansaku） | 2009年8月13日  |
| 卡卡西安排八人小隊分頭行動進行大範圍搜索，每人各跟兩隻忍犬搜索佐助氣味並通報，而另一邊的佐助同樣命令小隊分頭行動搜集有關曉的情報。鳴人協同雛田與大和搜索時撞見前來接觸的兜，其為鳴人留下一本關於曉的情報作為“答謝”，並展示自己如今與已故大蛇丸“融為一體”的駭人模樣，走前表示等到自己修成正果會再碰面。與此同時，迪達拉和鳶先找到獨身在外的佐助，由於不甘心佐助搶先殺死本要由自己解決的大蛇丸，迪達拉決定就此與佐助過招。 |        | |                |
| 123 | 343    | 衝突！ （Gekitotsu） | 2009年8月20日  |
| 佐助與迪達拉的戰鬥一觸即發，由於用來小試牛刀的C1起爆黏土對佐助不起作用，迪達拉便召出自己的C2黏土巨龍飛至空中、進行遠距離誘導攻擊，再靠鳶事先在周邊埋下大量地雷藉以封鎖佐助的行動。無路可走的佐助犧牲自己的一隻翅膀擋下一擊，靠灌輸雷遁的劍插入地雷區做立足點，靠千鳥銳槍斬斷迪達拉的龍翼。失控下墜的迪達拉被佐助暗藏的機關手裡劍釘住雙手，但仍在墜入地雷區爆炸前逃過一劫。由於自己在加入曉時曾折服於鼬的寫輪眼幻術之中，迪達拉不甘願自己的藝術會敗給這對宇智波兄弟，便不顧一切地吃下一部分黏土，決定在此使用自己原本為打敗鼬所準備的殺手鐧。佐助目睹迪達拉施展「C4迦樓羅」，吐出的黏土瞬間形成一隻巨型迪達拉。 |        | |                |
| 124 | 344    | 藝術 （Geijutsu） | 2009年8月27日  |
| 迪達拉引爆C4迦樓羅擴散出大量肉眼不可見的奈米級小型炸彈，一聲喝令將身處一定範圍內所有吸入炸彈的生物、包括佐助集體灰飛煙滅。原以為自己獲勝的迪達拉卻中佐助的幻術而遭背後偷襲，其靠寫輪眼分辨查克拉顏色，及時躲在迪達拉身處的安全區域。但迪達拉經過與鼬一戰而學會識破寫輪眼幻術，再次將佐助困入小型C4中企圖反敗為勝。而這次，佐助及時對自己使用千鳥使體內的炸彈全部啞火，使迪達拉發現自己的土屬性起爆黏土從始至終都對善用雷遁的佐助無效。遍體鱗傷的佐助解除寫輪眼，惱羞成怒的迪達拉再也無法容忍他的藐視，將剩餘黏土塞入胸口發動“究極藝術”C0自爆，伴隨一句「藝術就是爆炸！」而用生命發動範圍十公里的舉世矚目之大爆炸。 |        | |                |
| 125 | 345    | 消失 （Shoushitsu） | 2009年9月3日   |
| 隨著迪達拉葬身爆炸之中，佐助及時召喚出大蛇丸的通靈獸萬蛇、用寫輪眼操縱住牠進行藏身、逆向通靈至異空間而死裡逃生。水月靠佐助事先給予的卷軸通靈出萬蛇救出佐助，承受爆炸衝擊的萬蛇因此死亡，蛇小隊全員入住附近旅館靜待佐助康復。而木葉八人小隊在爆炸地點集合，意識到佐助在此跟曉戰鬥過，決定以此為起點而持續追蹤。曉組織內同樣收到迪達拉之死以及鳶失蹤的消息；殊不知，鳶非但毫發無損地走出爆炸，甚至出現在曉的首領培因與其搭檔小南面前，以不同的聲音與語氣展露其真實身份“宇智波斑”；從始至終作為曉幕後的實際操縱者。鳶利用迪達拉一戰確認佐助今非昔比的強悍實力，最後命令培因接下捕捉九尾祭品之力的使命。 |        | |                |
| 126 | 346    | 黃昏 （Tasogare） | 2009年9月10日  |
| 木葉八人小隊逼近佐助一行人的所在地，但被香燐提前感知到而迫使佐助提早上路。香燐藉由重吾的協助混淆木葉一方的追蹤，而另一邊的鳴人使用多重影分身展開大範圍搜索。當鳴人本體單獨行動時，在森林中撞見前來接觸的鼬，霎那間困入鼬的幻術空間中，兩人進行完“一番對話”後，鼬放過鳴人而去準備接下來與佐助的對決。在木葉，自來也獲得曉的首領藏身在雨忍村的重要情報，但決定不顧綱手反對獨自打頭陣潛入敵村探查搜集情報。深感此行異常兇險的自來也，臨走前跟綱手最後把酒歡，同時表示弟子鳴人必定會超越身為第四代火影的生父波風湊。為了讓綱手安心，自來也讓她以自己的命打賭，最後豎起大拇指、在綱手淚流滿面的注視下向夕陽遠去。 |        | |                |
| 127128 | 347348 | 堅毅忍傳～自來也忍法帖～ （DOKonjou Ninden ~Jiraiya Ninpouchou~）                                                              | 2009年9月24日  |
| 少年時的自來也與大蛇丸和綱手成為猿飛蒜山的徒弟，起初一無是處的他偶然試驗蒜山傳授的通靈之術，卻被逆向通靈至蛤蟆生活的妙木山，花費數年時間習得仙術、實力大增。大蛤蟆仙人預言自來也將會引導為忍界帶來變革的「預言之子」，而未來也即將面臨一個決定忍界和平或毀滅命運的“重大抉擇”。從此肩負重要使命的自來也踏上雲遊四方的旅程，直到戰爭爆發後回村與綱手和大蛇丸聯手戰平雨忍村，三人被雨忍村首領山椒魚半藏稱讚為「木葉三忍」。自來也同時邂逅雨忍村的三名戰爭孤兒長門、彌彥和小南，而長門竟擁有六道仙人的傳說瞳術“輪迴眼”。自來也認定長門就是「預言之子」而細心培養三年，並以長門為原型寫出自傳小說《堅毅忍傳》，確保他們三人能獨當一面後離開。然而不到幾年卻傳出長門三人集體“喪生”的噩耗，一度讓自來也悲痛欲絕，直到他的另一個徒弟波風湊以驚才絕艷的實力立下功績、成為火影。湊稱讚自來也寫的忍傳，決定將自己與妻子漩渦九品未出世的兒子以書中主人公命名“鳴人”。 |        | |                |
| 129 | 349    | 潛入！雨忍者村（《火影忍者疾風傳一小時特别篇 ～潛入雨忍者村！自來也的決心～》上集） （Sennyuu! Amegakure no Sato）             | 2009年10月8日  |
| 自來也靠空間忍術隻身潛入雨忍村，殊不知自己剛踏入村子的瞬間，就被培因用來監視村子的感知雨水「雨虎自在之術」發現。小南受令發動「式紙之舞」，身體轉化為無數張摺紙、折成紙鶴進行大範圍搜索。自來也一路上發現當地氣氛壓抑，但比以往更為繁榮安定，居民們將培因以及其代言人“天使大人”奉為神一樣的存在。為了搜集更多情報，自來也俘虜兩名忠誠於培因的基層雨忍，向其中一人拷問出培因曾以一人之力將半藏的勢力連根拔起，結束雨忍村長年累月的內戰，然而沒有一人知情培因的真實身份底細，甚至謠言稱培因疑似“並不存在”。與此同時，培因在駐守的高塔中進入一道密門，啟用另一具身體準備殲滅入侵者。 |        | |                |
| 130 | 350    | 成為神的男人（《火影忍者疾風傳一小時特别篇 ～潛入雨忍者村！自來也的決心～》下集） （Kami tonatta Otoko）                       | 2009年10月8日  |
| 深感不安的自來也為以防萬一，召出負責看管鳴人體內九尾八卦封印之鑰匙的蛤蟆寅，囑託牠看準時機將鑰匙交給鳴人以覆行第四代火影·波風湊的遺志。自來也懷疑湊死前之所以將九尾封入幼小鳴人體內，是源於發現九尾之亂其實是“人為導致”，因此希望鳴人有朝一日有能力對付這名“幕後黑手”。一切安排妥當後，自來也操縱著俘虜進入培因的高塔，一眼認出培因和天使大人的真實身份為自己曾經照顧三年、如今性情與樣貌大變的長門和小南，並獲知彌彥“已死”。培因表示自己統領曉收集尾獸是為開發某種足以毀滅一座國家的“禁術兵器”，準備將兵器平均分給各國起到威懾作用，藉此終結戰爭形成“永久和平”。自來也不認同他的瘋狂執念，下定決心打敗誤入歧途的弟子。 |        | |                |
| 131 | 351    | 發動！仙人模式 （Hatsudou! Sennin MOODO）                                                                                      | 2009年10月15日 |
| 為了跟具有輪迴眼的培因抗衡，自來也雙手合十準備進入“仙人模式”，並通靈出戰鬥型的蛤蟆健跟敵人周旋爭取時間。但培因連續通靈出一隻又一隻詭異通靈獸，其中一隻受傷後卻能無限分裂為其他個體的通靈狗最為難纏。但自來也仍靠智取撐到仙人模式充能完成，樣貌進入蛤蟆狀態，還召喚出妙木山的兩位蛤蟆仙人深作和志麻夫婦，各自站在自來也兩邊的肩上提供大幅戰力。培因不得不召喚出另外兩名同樣具有輪迴眼、卻是不同樣貌的培因進行三對一戰鬥。 |        | |                |
| 132 | 352    | 培因六道，駕到 （PEIN Rokudou, Kenzan）                                                                                        | 2009年10月22日 |
| 自來也震驚於三人全都有輪迴眼，經過近身戰發現三人的眼睛能“共享視野”，即為彼此提防死角攻擊，而與兩名蛤蟆仙人共同施展的復合忍術「仙法·五左衛門」甚至被其中一名培因輕易吸收。自來也僅能先撤退至管道內，安排自己與長門均不擅長的幻術伏擊，最終幸運靠深作和志麻施展「魔幻·蛤蟆臨唱」而一舉困住對方三人。自來也毫不猶豫地刺死三名培因，原以為完勝且做出抉擇的他，卻緊接著受到另一名培因悄無聲息地重擊至塔外，並在攻擊中失去左臂。六名培因全體集合並自封「培因六道」，當中甚至包括剛被殺死卻以某種方式復甦的三名培因。無法結印的自來也頓時陷入進退兩難的困境，突然從正中央的培因身上看到熟悉的影子，最後認出他是本應死亡的彌彥。 |        | |                |
| 133 | 353    | 自來也豪傑物語 （Jiraiya Gouketsu Monogatari）                                                                                 | 2009年10月29日 |
| 自來也設法將使用通靈術的培因拖入空間結界中殺死，卻從該培因的額頭刀疤認出他是自己曾交過手的風魔一族忍者，為了驗證猜疑而冒險返回戰場，證實其他培因都曾是與自己有過一面之緣的忍者。而自來也剛推論出培因的真正身份就遭到重創，喉嚨被毀而無法傳達情報，意識模糊之下本以為自己會以失敗的一生做結尾。然而自來也突然頓悟，自己將鳴人之父波風湊培養成才，《堅毅忍傳》賦予鳴人之名，以至於成功引導真正的「預言之子」鳴人。自來也決定覆行弟子鳴人“絕不輕言放棄”的忍道而做出真正的「抉擇」，奮力將情報以暗號形式寫在深作背上傳遞出去，最後在培因的執念一擊下、面帶如釋重負的笑容沉入大海，為書寫自己一生的《自來也豪傑物語》畫下句點，並以鳴人的故事延續下去。 |        | |                |
| 134 | 354    | 宴會的邀約 （Utage heno Izanai）                                                                                               | 2009年11月5日  |
| 佐助帶領蛇小隊抵達曉的一處據點，單獨進入調查的佐助撞見鼬留在此的一個烏鴉影分身，其指示佐助前去宇智波一族位於荒郊野外的據地決一死戰。佐助迅速帶隊伍上路，過程中撞見鳴人的一個影分身而毫不猶豫地將其消滅。木葉八人小隊由此找到佐助下落而全力追趕，然而在森林中遭到鳶出面攔路，其以快速自如的“行動能力”獨身攔下所有人，使木葉一行人一時無法抵達佐助的位置。鬼鮫同時奉鼬的命令攔下即將抵達據地的蛇小隊，聲稱接下來必須由佐助一人前去，水月為爭奪忍刀及消磨時間而與鬼鮫大打出手，而佐助本身也不想讓他人干涉他們兄弟對決，抱著覺悟隻身前往決戰的據地。 |        | |                |
| 135 | 355    | 漫長的瞬間…（《火影忍者疾風傳一小時特别篇 ～流離的終點！兄弟的再會～》上集） （Nagaki Toki no Nakade）                         | 2009年11月19日 |
| 鼬獨自坐在據地王座上靜待佐助的到來，回想起自己因宇智波止水跳崖身亡而遭到族人的懷疑、乃至屠殺全族來“衡量器量”的整個過程，最後留下弟弟佐助一人藉以讓他以相同的方式開啟萬花筒寫輪眼。這時，佐助來到王座前與鼬進行短暫的幻術交手，下手的同時也搬出自己長久以來的疑惑，質問鼬滅族當晚的協力者身份，同身為鼬曾對年幼的自己提及過的“持有萬花筒寫輪眼的第三人”，而答案卻是自己曾從九尾口中聽過的名字：宇智波斑。 |        | |                |
| 136 | 356    | 萬花筒寫輪眼的光與闇（《火影忍者疾風傳一小時特别篇 ～流離的終點！兄弟的再會～》下集） （Mangekyo Sharingan no Hikari to Yami） | 2009年11月19日 |
| 面對半信半疑的佐助，鼬便講述斑作為歷史上首個開啟萬花筒寫輪眼的宇智波族人，得到強大力量的同時也被迫承受相應的風險，使用過久會導致失明。斑被迫“奪取”弟弟的雙眼進行移植，從而開啟永不失明的永恆萬花筒寫輪眼。而鼬以一副癲狂的語氣聲言自己會效仿斑的方法奪取弟弟佐助的雙眼，藉以得到永恆的力量乃至達到宇智波的巔峰。聽完這一切的佐助眼裡再無迷惘，決心殺死這名為一己之私而踐踏親情、殘殺父母與全族的惡人，直言自己的寫輪眼如今能“看穿一切幻術”。經過一番手裡劍和體術的較量，佐助不慎被鼬瞪一眼而處於劣勢，當場被鼬當場挖去左眼… |        | |                |
| 137 | 357    | 天照 （Amaterasu） | 2009年11月26日 |
| 眼看自己將被挖去雙眼，佐助憑藉咒印強化瞳力而霎那間破解鼬的月讀，而自己在現實中仍雙眼健全。絕一直躲在上方偷偷觀戰並記錄戰況，認為佐助當時的瞳力已超越鼬。隨著鼬受月讀帶來的身體和視覺負擔所影響，被佐助用暗藏機關的影手裡劍術刺傷腿。兄弟倆的戰鬥很快從屋內轉移至屋頂，在豪火球之術的對決中，鼬靠萬花筒寫輪眼製造出“永不熄滅的黑炎”天照。黑色烈焰當場吞噬掉豪火球，甚至燒掉佐助僅剩的狀態二翅膀。所幸佐助靠白蛇蛻皮逃回下方屋內，用僅存的查克拉對上空使用豪龍火之術，透過豪龍火加上他們二人之前使用的火遁以及天照的高溫，使整片據地的天空短時間內被雷雲籠罩，表示自己即將對鼬施展“避無可避”的必殺技。 |        | |                |
| 138 | 358    | 壽終 （Shuen） | 2009年12月3日  |
| 佐助單手引導閃電對鼬發動S級忍術「麒麟」，閃電化作雷龍的形態給予鼬承重一擊，但鼬卻展現出堪比神話、甚至攻守兼備的瞳術「須佐能乎」擋下攻擊。查克拉耗盡的佐助目睹鼬身體周圍被巨大紅色鎧甲形態的查克拉覆蓋，而原先被佐助反噬的大蛇丸卻趁機從他的咒印中脫身，並施展最強的「八歧之術」。鼬以須佐具有封印力量的「十拳劍」刺中他，導致剛逃出生天的大蛇丸被重新封印起來，此舉同時將大蛇丸的咒印徹底從佐助體內根除。鼬強忍著咳血、虛弱的身體，緩緩走到無計可施又無路可退的佐助面前，最後卻是輕輕地戳一下佐助的額頭，並說完一句話後直接倒在佐助的面前身亡。對鼬最後的行為感到一臉茫然的佐助，露出一絲笑容後累倒在鼬的身邊。 |        | |                |
| 139 | 359    | 鳶的謎團 （TOBI no Nazo） | 2009年12月10日 |
| 正當宇智波兄弟之戰告終時，木葉一行人仍被鳶耽擱在森林中，卡卡西察覺到鳶能使用強大的時空間忍術，使身體進入“虛化狀態”而穿透任何物理攻擊。絕隨即趕到匯報佐助勝利以及鼬戰死的結果，當場震驚木葉一行人，聞之大喜的鳶換回斑的身份，被卡卡西短暫注意到面具之下的寫輪眼後用時空間移動消失，搶在木葉一行人前抵達戰場帶走昏倒的佐助以及鼬的遺體。鳶幫佐助療完傷，以斑的身份做自我介紹並準備亮相面具下的寫輪眼，然而此舉觸動鼬死前設在佐助寫輪眼中的天照。鳶險險避開這一擊，斷言這是鼬為防止自己對佐助交代“真相”所採取的保險措施。當佐助疑惑鳶提及的“真相”時，被鳶親口告知鼬的所作所為都是為了保護他這個弟弟。 |        | |                |
| 140 | 360    | 因緣 （Innen） | 2009年12月17日 |
| 鳶強迫佐助傾聽一切恩怨的因緣，早先在各個家族彼此廝殺的戰亂時代，宇智波一族與千手一族作為不共戴天、世代相爭的宿敵。長年累月的戰爭直到在某一時刻，千手與宇智波達成和解，共同建立各家族齊聚一堂的木葉忍者村。然而隨著柱間當上初代火影，導致宇智波日漸式微，預感一族將會覆滅的斑遭到族人孤立，因此在數年後駕馭九尾襲擊木葉村，卻仍敗在柱間手上。而斑的預感很快成真，宇智波一族慢慢被村子擠出主權地位，而十六年前發生的九尾之亂“天災”更是火上澆油，造成木葉高層基於斑的先例而懷疑宇智波是主導者，因此將一族據地遷往村子邊境進行監視與隔離。心生不滿的宇智波從那時起走上謀反的道路，為通往鼬的真相拉開序幕。 |        | |                |
| 141 | 361    | 真相 （Shinjitsu） | 2009年12月24日 |
| 佐助繼續聽著一系列顛覆自己認知的驚人真相，自己的父親富岳生前其實一直在帶領一族謀劃政變以奪取村子主權。但歷經戰爭的鼬為了和平著想而選擇幫助村子、抵制家族謀反，直到無以為繼之下接受木葉高層交予他的極密任務：殲滅宇智波一族以遏制叛亂；唯獨沒能殺死深愛的弟弟佐助。鼬曾確保佐助會受村子保護，淪為叛忍加入曉而監視敵人動向，強撐因長年背負的壓力導致病入膏盲的身體，準備死在與佐助的對決中，原意是要讓弟弟完成復仇凱旋而歸；甚至還幫佐助剝除大蛇丸咒印。獲知真相的佐助站在海邊回想起鼬臨終時的舉動及“遺言”，證實所有的真相而淚流滿面，睜開自己剛開的萬花筒寫輪眼，發誓會親手摧毀殘害哥哥、造成宇智波家破人亡的木葉村。 |        | |                |
| 142 | 362    | 雲雷峽之戰 （Unraikyou no Tatakai）                                                                                            | 2010年1月7日   |
| 鳴人一行人未能找到佐助蹤跡，無以為繼之下只能全體打道回府。另一邊，佐助的蛇小隊正式更名為「鷹」小隊，與曉建立短暫的合作關係，首要目標則是毀滅木葉、並處死下令殲滅宇智波一族的三名高層。鳶召回鬼鮫後提議鷹小隊替曉捕捉八尾祭品之力，承諾事成後會提供尾獸力量，當時急需力量的佐助不知深淺地答應鳶的誘人條件，率領小隊集體披上曉的斗篷趕往八尾祭品之力所在的雷之國雲雷峽。而八尾祭品之力·殺人蜂於正午起身面對鷹小隊前來挑戰，一副愛說唱的個性及滑稽外表之下卻擁有神乎其技的強悍實力，當場給鷹小隊來一個措手不及。隨著水月和重吾相繼落敗，佐助決定親自出手，認為在自己剛獲得的力量面前，區區一隻尾獸不足為懼。 |        | |                |
| 143 | 363    | 「八尾」對「佐助」 （Hachibi tai SASUKE）                                                                                      | 2010年1月14日  |
| 佐助對打殺人蜂直接遭到當頭棒喝，不僅跟不上殺人蜂眼花繚亂的七刀流秘技，甚至連雷遁都是殺人蜂更勝一籌。鷹小隊便合力進攻，而香燐讓受傷的佐助咬自己的手臂、吸收查克拉恢復傷勢。佐助一度用寫輪眼幻術困住殺人蜂，但能完美控制尾獸的殺人蜂迅速解除幻術，施展最強體術「雷犁熱刀」正面擊中佐助至重傷。重吾分出自己一部分肉體挽救奄奄一息的佐助一命，而殺人蜂同時進入八尾形態，水月被迫與水融合巨大化，替隊伍扛下一擊尾獸炮而淪為“果凍”。眼看將全軍覆沒，佐助的左眼初次使用天照使殺人蜂全身焚燒，再靠右眼收回烈焰使其燒傷昏迷。僥倖完成任務的鷹小隊扛著傷兵與殺人蜂返回，然而雲忍村的哨兵遠距離望見他們，隨即去通報身為殺人蜂大哥的雷影。 |        | |                |

### 六尾發動之章
《六尾發動之章》（日语：六尾発動の章）作為疾風傳第七篇章，在2010年1月－2010年3月期間播出，均是動畫原創劇情。主要講述鳴人的小隊奪回佐助行動失敗後，回村期間被派去執行額外任務，負責守護歷代流傳強大禁術的土蜘蛛一族之繼承者·螢，保護她免受盜賊團襲擊；而鳴人一行人任務期間並不知道，螢身邊的隨從兼“師父”，是身為六尾祭品之力的霧隱村叛忍·羽高。
| 集數 | 總集數 | 標題                                    | 原劇首映日期  |
| --- | ------ | --------------------------------------- | ------------- |
| 144 | 364    | 風來坊 （Fuuraibou）                    | 2010年1月21日 |
| 在佐助奪回行動中無功而返的木葉八人小隊，突然被綱手逆向通靈出的蛞蝓傳達臨時指派的新任務，卡卡西帶領第八班先行一步回村做簡報，由大和帶領第七班奉命前去援助身在「葛城山」要塞上的土蜘蛛一族。基於土蜘蛛一族的已故族長役之行者曾在上次大戰中發動過足以左右戰局的強大毀滅性禁術，導致流傳下來的禁術被一夥盜賊團四人眾盯上。葛城山掌門遁兵衛盡全力抵禦盜賊團的強襲，為一族現任繼承者螢爭取逃跑時間。盜賊團見木葉援軍趕到而被迫撤退，小櫻留下來照顧受傷的遁兵衛，鳴人深入森林找到螢，一度不慎將她身邊的隨從兼“師父”羽高錯認成敵人，首次見識到羽高的“肥皂泡忍術”。羽高見援軍抵達而將螢託付給鳴人一行人，自己決定就此與螢別過。             |        |                                         |               |
| 145 | 365    | 禁術的繼承者 （Kinjutsu no Keishousha） | 2010年1月28日 |
| 一直打算拜羽高為師的螢不情願他就此別過，但還是決定尊重他的選擇。獨身在森林中漫無目的遊蕩的羽高，回憶起自己曾被敬重的師父春雨“背叛”，進行某種奪取自己身體力量的實驗，因此才畏忌螢想與自己發展為“師徒”關係。然而盜賊團見完他們的首領後決定捲土重來，前去重奪禁術過程中一度與森林中的羽高發生交戰，四人聯合施展合體技疾風迅雷看似解決羽高。鳴人一行人護送螢到土蜘蛛一族的村落，本在此結束任務，但鳴人觀察到村民似乎對螢抱有自己曾經歷過的冷漠眼神，在離開的路上深感不安，決定回去村落查看螢的安危。 |        |                                         |               |
| 146 | 366    | 繼承者的想法 （Keishosha no omoi）      | 2010年2月4日  |
| 如同鳴人所預料，村民和村長因恐懼身上藏有恐怖禁術的螢，不惜將她出賣給埋伏在村子裡的盜賊團。螢靠機關卷軸逃出村落，但無法逃出盜賊四人的包圍網，所幸毫髮未傷的羽高及時前來救走螢，使盜賊團再次空手而歸。當兩人逃到森林中一座小溪邊時，突然受到四名霧忍村暗部的偷襲，其指名道姓要求羽高跟他們回去霧忍村。由於羽高不肯順從，對方不惜抓螢為人質進行脅迫，直到鳴人、祭與大和及時趕到發展為三方打鬥。 |        |                                         |               |
| 147 | 367    | 逃亡忍者的過去 （Nukenin no kako）      | 2010年2月11日 |
| 眾人獲知羽高身為霧忍村高額懸賞的叛忍，而暗部首領劍不想得罪木葉而出面協調，並以理解的方式希望羽高能回心轉意，告知其師父春雨當初並非“背叛”、而是試圖救他。由於木葉仍要將保護螢的任務進行到底，劍答應放羽高自由直到任務完成為止。由於螢在襲擊中不慎受傷，羽高獨自幫她療傷，然而被鳴人發現禁術其實藏於螢體內的內幕，得知螢同樣作為一族的力量“容器”。 |        |                                         |               |
| 148 | 368    | 闇之繼承者 （Yami no Koukeisha）        | 2010年2月18日 |
| 由於自己身為祭品之力受到的不公待遇，憤怒的鳴人回去要塞而質問對此知情且任由此發生的遁兵衛，但卻得知螢自願要求已故祖父役之行者將禁術封在自己身上作為保管，原意是靠此復興土蜘蛛一族。但對此懊悔的遁兵衛決定移除禁術而保護螢的安全，且不讓禁術落入敵手。螢不情願葬送祖父託付給自己的遺物，無意間想到求助祖父的前弟子波濤之子白浪，藉由他的協助即能安全移除禁術且用於復興一族。鳴人認同這個兩全其美的方法，傳信獲得綱手准許後努力尋找白浪的下落。然而眾人卻不知道，白浪實為打算將禁術據為己有的盜賊團首領，探聽到對方打算求助自己而決定將計就計。與此同時，等待羽高回應的劍一行暗部，在森林中遭到一隻通靈犬伏擊而集體陣亡。             |        |                                         |               |
| 149 | 369    | 離別 （Betsuri）                        | 2010年2月25日 |
| 鳴人剛找到白浪的居所就踏入陷阱被盜賊團合力擒獲，而白浪則以師兄身份會面獨自離開要塞的螢，將其打昏後帶回一族村落。在外的羽高找不到劍一行人的下落，隨後收到螢事先的傳信通知，來到白浪小屋才得知真相。羽高出手救下鳴人且逼走盜賊團，兩人直奔村落拯救螢。然而白浪早已用「字搏之術」洗腦操縱住所有村民，兩人藉由尾隨趕到的大和、小櫻及祭掩護，跑到白浪進行儀式的山頂。白浪得意地坦然道自己殺死過父親波濤，意圖奪取禁術用來征服忍界。 |        |                                         |               |
| 150 | 370    | 禁術發動 （Kinjutsu Hatsudou）          | 2010年3月4日  |
| 大和、小櫻及祭藉由替身而一舉打敗盜賊團四人，同時制止被操縱的村民們。白浪靜待螢發動土蜘蛛一族的禁術「怒髮天」，同時全力阻止鳴人和羽高干預儀式。鳴人被白浪的貪婪以及草菅人命的行徑激怒，釋放一點九尾查克拉而掙脫字搏之術怒打白浪，但累積一定量的螢不由自主地發動禁術炸毀整片場地。 |        |                                         |               |
| 151 | 371    | 師徒 （Sitei）                          | 2010年3月11日 |
| 螢僥倖將禁術殺傷力降至最低，沒有就此罷手白浪強制她發動第二輪，羽高在不暴露自己身為六尾祭品之力身份的情況下，全力阻止螢過程中走入她的內心世界，正式以師父身份將她勸阻下來，同時平安移除禁術使其永遠失去效用。白浪最終敗在鳴人手上，就此結束村落危機。村民們決定慢慢接受螢，完成任務的第七班與螢和羽高別過後回村。羽高經此一役解開心結、接受師父的真相，決定獨身前去跟劍會面，談好讓自己留在螢身邊的條件，然而最後發現劍一行人早已死在培因六道的手中。經過激烈的交戰，羽高最終不敵而落入曉的魔掌，最後之際吹出肥皂泡祈求螢能平安活下去。而螢獨自坐在與羽高首次碰面的岩石下等待，收到飄來的肥皂泡時，卻再也盼不到自己敬愛的師父歸來。 |        |                                         |               |

### 兩名救世主之章
《兩名救世主之章》（日语：二人の救世主の章）作為疾風傳第八篇章，又名《培因強襲》（日语：ペイン強襲），在2010年3月－2010年8月期間播出，改編自原作漫畫的第413－450章。主要講述鳴人追隨師父自來也的腳步學習仙術期間，木葉村遭到曉組織首領·培因的大舉入侵，面對敵人壓倒性的強大力量，使木葉村面臨前所未有的存亡危機，迫使努力學成仙術的鳴人準備與培因背水一戰。而篇章中同時包含為數兩集的特別篇《大冒險！尋找第四代火影的遺產》（日语：大冒険！四代目の遺産を探せ），具體描述下忍時期的鳴人以及其他木葉下忍們尋找第四代火影遺產的經過。
| 集數 | 總集數 | 標題                                                                                                   | 原劇首映日期  |
| --- | ------ | --- | ------------- |
| 152 | 372    | 悲訊（《火影忍者疾風傳一小時特别篇 ～鳴人的眼淚！再起的誓言～》上集） （Hihou）                        | 2010年3月25日 |
| 曉剛封印完六尾，佐助將捕獲的八尾交給鳶而完成任務，表示自己陪隊伍療傷結束後會進攻木葉。但雲忍村的第四代雷影獲知弟弟殺人蜂被曉擄走後勃然大怒，由哨兵所見得知首當其衝的是木葉的宇智波一族。回到木葉的鳴人思索著鼬生前與他在幻術世界中的對話，而自己曾對鼬堅定地表示，即使是生死交關都不會放棄挽救佐助，這句回答讓鼬嘴裡露出笑容，臨走前將一股未知的“力量”分給鳴人以備無患。回憶過後，鳴人突然被傳喚至火影辦公室，由蛤蟆仙人深作傳達師父自來也戰死於曉首領培因的噩耗，得知自來也用性命換回關於培因真實身份的一系列重要情報。鳴人第一時間無法接受師父之死，斥責綱手派他去執行自殺式任務，最後選擇一人離開辦公室靜一靜。              |        | |               |
| 153 | 373    | 追逐恩師的身影（《火影忍者疾風傳一小時特别篇 ～鳴人的眼淚！再起的誓言～》下集） （Shi no kage o otte） | 2010年3月25日 |
| 深作為綱手一行人留下自來也遺留的暗號情報，其他包括被其俘虜的雨忍以及成功殺死的培因遺體，全數由綱手轉交給暗號班以及審訊班在第一時間進行解讀。鳴人一人走遍村子各處，回憶起自己與自來也朝夕相處三年多的美好時光，開始陷入深深的消沉與悲痛之中。即使有伊魯卡上前給予鳴人關懷與鼓舞，鳴人仍難以走出傷痛。直到同樣有過喪師經歷的鹿丸出面，帶他去醫院探望有孕在身的師母紅，表示自己曾向已故阿斯瑪發誓過會照顧好他的孩子，並在未來成為這個孩子的老師。鹿丸用自己的經歷與繼承之物激勵鳴人，這讓鳴人決定不再消沉、開始振作起來，準備繼承師父的遺志。                                                                                      |        | |               |
| 154 | 374    | 暗號解讀（《火影忍者疾風傳一小時特别篇 ～師父走過的道路！仙術修行開始～》上集） （Ango kaidoku）       | 2010年4月8日  |
| 由於暗號班無法解讀自來也暗號的含義，鹿丸只能帶鳴人一同前來破譯，而眼尖的鳴人一下看出排在首位的暗號看似是數字「9」、但實際上是片假名「タ」，其靠長期閱讀自來也小說文稿而辨認出他的書寫習慣。暗號班由此認定這是自來也留給鳴人的暗號，片假名則是暗示自來也的最新著作《親熱攻略》。而其他數字則是暗示頁數，靠相關頁數的第一個字結合為一句音似「本體並不存在」的訊息。深作想起自來也曾提及過，六名培因之中沒有一人長得像前弟子長門，木葉一方決定深入解析。而深作同時獲得綱手准許帶鳴人去妙木山修煉仙術，為了得到足以跟培因抗衡的底牌，鳴人答應追隨師父的腳步，被逆向通靈至妙木山開始一番艱辛的仙術修煉。                             |        | |               |
| 155 | 375    | 第一個課題（《火影忍者疾風傳一小時特别篇 ～師父走過的道路！仙術修行開始～》下集） （Daichi NO Kadai）  | 2010年4月8日  |
| 鳴人被深作告知學會仙術必須是要在完全靜止狀態下，吸收一定量的自然能量才能使用，但若吸收過多則會淪為青蛙而石化。為了使鳴人能迅速掌握，深作將妙木山的蛤蟆油塗在鳴人身上，加上鳴人靠影分身以縮短修煉時間。鳴人起初修煉坎坷，但很快就找到訣竅而順流而上，深作佩服鳴人比自來也學習得更快。深作同時將自來也的首作《堅毅忍傳》交給鳴人，而鳴人閱讀後獲知自己名從這本小說的主人公，並理解自來也的用心良苦。另一邊，培因六道與小南準備進攻木葉捕捉九尾，而先前被自來也殺死的培因則以新的女性身體行動。鳶傳喚鬼鮫和絕開始封印被佐助捕獲的八尾，但三人封印到一半才發現該八尾只是一截觸角分身，意識到佐助並未成功捕獲本體。                  |        | |               |
| 156 | 376    | 超越恩師之時 （Shi o koeru toki）                                                                      | 2010年4月15日 |
| 鳴人開始吃力地以不用蛤蟆油的情況下學會吸收自然能量，但因難以保持靜止狀態而被迫進行山頂靜坐修煉，以一不留神則會墜下山的環境讓鳴人慢慢學會保持平靜。深作再次佩服鳴人的仙術學習能力，決定馬上教他進行體術蛙組手。獲得仙人模式底牌的鳴人，以此完善之前不能使用的螺旋手裡劍，背著深作趁深夜偷偷在外進行多次演練。與此同時，鷹小隊在藏身處療傷期間殺死一名跟監的雲忍傑，迫使雷影首先派出麾下的寒小隊，向木葉一方尋求剷除佐助、獲取其情報的許可以外，還向各村傳令舉行五影會談商議應對曉。 |        | |               |
| 157 | 377    | 襲擊木葉！ （Konoha shugeki）                                                                          | 2010年4月22日 |
| 就在鳴人還未學成仙術歸來，以及木葉還未能解讀出自來也的情報時，培因六道與小南對木葉忍者村發動總攻。培因將七人隊伍分為誘敵及搜索兩組，首先將會通靈術的畜生道投擲進村內裡應外合，迅速將五道集體從外召喚至村內大肆破壞，藉以混淆木葉的入侵者感知人數。畜生道、修羅道及餓鬼道分別以不同形式製造混亂，小南伴隨擁有讀心能力的人間道和地獄道，趁亂搜索鳴人的下落；而力量最強的天道則邊搜索、邊等待捕捉九尾。全村緊急疏散過程中，小櫻趕往醫院救治成群的傷者，其他同伴及忍者則迅速趕往各自的戰鬥位置。綱手警覺如此嚴重的攻擊是曉所為，為了及時掌握戰鬥主權，向深作留下的一隻聯絡青蛙下令召回鳴人。                                        |        | |               |
| 158 | 378    | 相信的力量 （Shinjiru chikara）                                                                        | 2010年4月29日 |
| 大多數忍者和村民死在培因襲擊之中，綱手下令召回鳴人並肩作戰。但意圖藉此襲擊而密謀篡位的段藏因此被打亂算盤，暗中委託兩名顧問門炎和小春前去勸說綱手，把鳴人繼續留在妙木山以防落入曉之手。綱手被門炎和小春不負責任的話所激怒，大聲呵斥兩名元老都嚴重缺乏“相信他人的力量”。隨著兩名元老作罷而前去避難，靜音從死去培因遺體上嵌入的多根能接收查克拉的黑棒得出新結論。綱手下令暗部護送靜音至情報部進行查實，自己則召喚蛞蝓進行全村治療。然而眾人前腳剛走，段藏伺機下手殺死聯絡青蛙以不讓鳴人參與戰鬥。而培因的強襲已勢不可擋，協助村民避難的伊魯卡險些被培因天道殺死，直到卡卡西及時現身攔下他。                                        |        | |               |
| 159 | 379    | 培因VS卡卡西 （Pein TAI Kakashi）                                                                      | 2010年5月6日  |
| 卡卡西發現任何攻擊在培因天道面前都無所遁形，察覺到他身邊不但被某種斥力保護，還能以自身為引力奇點發動「萬象天引」，將周圍的人或物體吸附過去。而修羅道同時現身形成一對二局面，險險避開一擊的卡卡西伴隨丁次父子共同作戰。天道僅憑一發「神羅天征」當場彈飛周圍的援軍與攻擊，卡卡西觀察到天道發動術需有五秒的緩衝間隔，三人瞄準此空檔發動奇襲，但即將消滅天道時卻不幸被修羅道擋下。偷襲失敗的卡卡西雖然用萬花筒空間瞳術躲過培因的致命一擊，但被迫耗盡枯竭的查克拉、最後一次使用空間瞳術掩護丁次逃跑，也因此順利為綱手傳達天道的情報。使命完成的卡卡西力竭而死，在來世中看到湊、帶土及凜的身影，直到最後與亡父朔茂重聚。              |        | |               |
| 160 | 380    | 培因之謎 （Pein NO nazo）                                                                              | 2010年5月13日 |
| 正當綱手全力靠百毫之印查克拉供給村民，聯合所有忍者捍衛村子時，段藏卻率領全體根成員躲入地下，袖手旁觀的同時還抱著趁火打劫的念頭。情報部中的山中亥一深度挖掘出雨忍俘虜的一段關於培因情報的回憶，內容顯示他曾與搭檔共同將一具女性遺體搬到雨忍村的最高塔，亦是培因的總部。然而還沒看完，畜生道召喚多隻通靈獸攻入情報部，而亥一一眼認出畜生道的樣貌跟回憶中的女性遺體一致。為了結合現有的情報，亥一、井野與趕到的靜音先行一步，留下伊比喜率領暗部爭取時間。伊比喜將畜生道關入通靈拷問屋，但接觸後發現畜生道冰冷的身體猶如一具被操縱的屍體。而畜生道迅速掙脫束縛，繼續召喚大量通靈獸肆意破壞，短時間內使木葉滿目瘡痍。                |        | |               |
| 161 | 381    | 姓是猿飛，名為木葉丸！ （Seiwa SARUTOBI Nawa KONOHAMARU）                                              | 2010年5月20日 |
| 身在受災中心的木葉丸、萌黃與烏冬分頭疏散村民，而木葉丸偷看到培因地獄道正在搜索鳴人下落，目睹兩名中忍無力招架而被地獄道靠「冥府之王」拔舌殺害。當木葉丸不慎暴露行蹤時，惠比壽出面幫木葉丸爭取時間逃跑，但眼看惠比壽不敵對方，使木葉丸想起鳴人長期對自己的諄諄教導而下定決心。靠自己秘密從鳴人身上學會的影分身以及螺旋丸，木葉丸成功打地獄道一個措手不及，擊敗敵人的同時還成功營救惠比壽。在妙木山，鳴人的仙術修煉不巧在最後階段中陷入瓶頸，源於鳴人體內的九尾不讓他與深作融合，迫使鳴人努力想出邊戰鬥、邊汲取自然能量的新方法。當深作表示猶如一個人“無法同時看左右兩邊”而行不通時，讓鳴人終於想出屬於他自己的妙計。              |        | |               |
| 162 | 382    | 帶給世界痛楚 （Sekai ni Itamiwo）                                                                      | 2010年5月27日 |
| 隨著油女一族與犬冢一族等援軍相繼趕回，使木葉得到喘息時間，而培因天道來到火影府質問知情鳴人下落的綱手。當綱手怒斥培因與曉是為私益而濫殺無辜的“恐怖分子”時，培因的神情開始露出殺氣騰騰的憤怒。這時，人間道抓獲靜音後從其腦中獲知鳴人身在妙木山，抽走靜音的靈魂後集體靠畜生道的通靈術撤退，唯一留下的天道決定對掀起歷次忍界大戰、卻仍張口自詡“維繫和平”的木葉給予神的制裁。天道緩緩升上半空、喃喃自語地說著：「不體會痛楚的人，不會理解真正的和平！」，不惜消耗壽命集中力量發動最大範圍的神羅天征，使木葉村霎那間夷為平地。絕望之際，學成仙術的鳴人和深作及時獲知木葉存亡危機，藉由剛到木葉的志麻發動通靈術，伴隨眾蛤蟆軍團歸來。    |        | |               |
| 163 | 383    | 爆發！仙人模式 （Bakuhatsu! Sennin MODE）                                                              | 2010年6月3日  |
| 大部分村民在村子毀滅時受到蛞蝓保護，加上靠綱手發動「創造再生」而倖免於難。然而代價是綱手靠陰封印積攢的查克拉瞬間耗盡，但還是衝在最前方給予歸來的鳴人一臂之力。正當不久前被地獄道復甦的修羅道衝向綱手時，早已進入完美仙人模式的鳴人憤怒一拳打爛修羅道。鳴人不希望有人干預這場戰鬥，綱手將記錄培因所有情報的小蛞蝓塞給鳴人，最後被蛤蟆吉接上去後進入衰老及昏迷狀態。而實力已超越先輩的鳴人毫無保留地攻向培因六道，靠蛞蝓的情報迅速找出各個培因的應對方法。正在等力量恢復的天道訴說自己也身為自來也的弟子、亦是鳴人的師兄，對此不解的鳴人憤怒地準備自己偷偷煉成的螺旋手裡劍，一心只想殺死他為死去師父與同伴報仇。                  |        | |               |
| 164 | 384    | 危機！消失的仙人模式 （Pinchi! Kieta Sennin MODE）                                                     | 2010年6月10日 |
| 鳴人成功將螺旋手裡劍投擲至前方，擴增攻擊範圍殺死人間道，然而仙人模式持續的五分鐘即將到頭，鳴人趕在力量消退之際藉由蛤蟆軍團的掩護殺死畜生道。為了重回仙人模式，鳴人靠卷軸召喚自己留在妙木山吸收自然能量的兩個影分身其一，以“搬救兵”形式為仙人模式充能。鳴人再次用螺旋手裡劍攻向培因，但剛被鳴人打倒的餓鬼道再次被地獄道復甦後重回戰場，當場吸收掉螺旋手裡劍。鳴人決定就此斷對方的後路，用出其不意的戰術繞到後方殺死地獄道。但就在鳴人勝利在望時，天道正好恢復力量，不但防住鳴人的最後一發螺旋手裡劍，還一發神羅天征當場震飛蛤蟆軍團。隨著戰局瞬間逆轉，力量不多的鳴人再度處於一對二的劣勢。                                      |        | |               |
| 165 | 385    | 九尾捕獲完成 （KYUBI Hokaku Kanryo）                                                                   | 2010年6月17日 |
| 培因意圖靠餓鬼道吸走鳴人的仙術查克拉，而鳴人靈機一動誘使餓鬼道吸收過多自然能量而淪為青蛙且石化。但天道卻將正要配合施展蛤蟆臨唱幻術的深作吸附過去刺死，沒來得及救他的鳴人被天道用黑棒釘死雙手、動彈不得。面對鳴人的怒罵，培因訴說自己的“暴行”源於家鄉雨忍村歷年來淪為火、風、土三國的戰場而千瘡百孔，造成自己與同村難民受盡凌虐、家破人亡，總結戰爭只會給受害者帶來永無止境、聯繫雙方的“憎恨”。隨著鳴人不知如何看待憎恨而啞口無言，培因表示唯一的方法是靠自己即將完成的尾獸兵器，藉以靠恐懼來抑制戰爭形成永久和平。而同時，身為培因本體的長門藏身在小南的紙樹中，身處大型機關上遠程發送信號操縱培因完成使命。                    |        | |               |
| 166 | 386    | 告白 （Kokuhaku）                                                                                      | 2010年6月24日 |
| 雛田用白眼目睹喪失鬥志的鳴人即將落入培因之手，不忍心看鳴人孤立無援卻又愛莫能助。此刻，雛田回憶起自己童年時因能力弱小，得不到家族與父親認可以外還常受人欺負，直到鳴人的樂觀以及不服輸的性格，多次出手幫自己解圍而獲得勇氣。雛田不再猶豫而奮不顧身跑到戰場營救鳴人，即使深知是以卵擊石，卻仍不惜性命保護自己“最喜歡的鳴人”。面對強大的培因，雛田施展自己三年學成的「柔步·雙獅拳」並一度擊中培因，盡全力擊碎培因用來封鎖鳴人行動的三根黑棒。然而培因直接重創雛田，目睹她不肯放棄後將她全力舉起後砸向地面，再用一根黑棒看似將她刺死。目睹雛田為救自己而生死未卜，鳴人霎那間失去理智，完全釋放體內的九尾力量。                       |        | |               |
| 167 | 387    | 地爆天星 （Chibaku Tensei）                                                                            | 2010年7月1日  |
| 鳴人因雛田“之死”而失去理智，直接九尾化進入四尾狀態暴走，培因看到鳴人瘋狂地想毀滅一切而不由得振奮起來，全力以赴與鳴人周旋。然而隨著鳴人又多出兩條尾巴、長出骨骼、甚至親手捏碎身上的封印術式項鏈，便開始以壓倒性的力量重創天道。由於神羅天征無法抗衡，長門操縱天道遠離木葉靠近本體後，施展傳說中的六道仙人曾用來製造月亮的輪迴眼封印術「地爆天星」，拋出一顆引力奇點吸附崩壞的大地形成一顆小星球困住鳴人。內心世界中的鳴人頭腦一片空白，開始被九尾誘惑而幾近撕下封印解放牠；當時在外陪祭與紅豆執行任務的大和意識到不妙而火速趕回，然而最終獲知鳴人已達到第九條尾巴。在這至暗時刻，已故第四代火影突然現身阻止鳴人。                |        | |               |
| 168 | 388    | 第四代火影 （Yondaime Hokage）                                                                         | 2010年7月15日 |
| 第四代火影·波風湊對兒子鳴人解釋自己封印九尾時，曾將自己一小部分查克拉輸入鳴人體內以防封印破解。首次見到父親而歡喜的鳴人，卻也斥責湊將九尾封印在自己身上而導致痛苦的一生，更是導致敵人因抓他而毀滅村子。湊表示造就培因的根源是這座混亂無序的忍者世界，同時希望鳴人有朝一日能控制住九尾力量去對付十六年前引發九尾之亂的“幕後黑手”；亦是曉的“面具男”。湊相信兒子鳴人一定能找到和平的答案，消失前最後一次幫他修復封印。回到現實的鳴人停止九尾化且脫離地爆天星，趕在自己最後的仙人模式耗盡之際，用影分身合力扛下天道的神羅天征後，瞄準五秒間隙全力以螺旋丸將天道徹底擊敗，最後拔下天道身上的查克拉信號黑棒，精確找到本體的所在位置。 |        | |               |
| 169 | 389    | 兩個弟子 （Hutari no Teshi）                                                                           | 2010年7月22日 |
| 趕回村子的凱班及時營救重傷卻倖存的雛田，讓她在小櫻的全力救治下平安清醒，而眾人同時被蛞蝓傳達鳴人勝利以及即將去找培因本體的消息。而鳴人前去路上遇到同樣破解培因身份謎團而全力尋找的鹿角和亥一，表示自己要去找培因進行面對面交談，即使受到亥一的反對、但鹿角決定像兒子鹿丸一樣相信鳴人。而鳴人最終找到本體藏身的紙樹，會見自己的師兄姐長門和小南。見到殺死師父、老師及大量同伴的仇人使鳴人一度控制不住憤怒，抵抗長門的查克拉控制後一拳衝上去，但最終回憶起師父自來也以及父親湊說過的忠言而克制住憎恨，決定問出與自己同身為自來也弟子的他們淪為如此的起因。長門被鳴人的舉動所折服，決定跟他分享自己的故事。                        |        | |               |
| 170171 | 390391 | 大冒險！尋找第四代火影的遺產 （Daibouken!Yondaime no Isan o Sagase）                                   | 2010年7月29日 |
| 早在中忍考試期間，因首次成功施展通靈之術而住院的鳴人，出院後偶然加入其它同期下忍的尋寶之旅，寶藏被稱為第四代火影之遺產，即使旅程一路上充滿艱辛，加上鳴人衝動行事導致眾人遭遇各種危險。而當眾下忍最終找到寶物所在時，卻遭到十五名雨忍考生意圖捷足先登，所幸正在修煉千鳥的佐助前來援助。然而寶物卷軸上僅僅只寫上“成為忍者沒有捷徑可言”，而整場尋寶之旅甚至是凱一手安排，以測試鳴人一行下忍的實力，而最後只有鳴人領會卷軸的意義。 |        | |               |
| 172 | 392    | 相逢 （Deai）                                                                                          | 2010年8月5日  |
| 年幼的長門陪父母生活在戰亂的雨忍村中，恰逢第二次忍界大戰爆發，父母在他面前被幾名闖入家中的木葉忍者錯認成敵人所殺，導致自己首次展現輪迴眼力量殺死對方。一夜之間成為孤兒的長門埋葬父母後獨自流浪，食物耗盡又乞討不到的情況下幾近餓死在路上，直到同為戰爭孤兒的彌彥和小南給他食物救下他。長門就此跟他們相依為命，陪伴他們四處偷食物謀生，有夢想與志氣的彌彥一心想靠“武力”改變這座戰火連天的國家，然而卻沒有改變現狀的力量。直到三人共同目睹木葉三忍與山椒魚半藏的一戰，彌彥認為跟木葉三忍學習忍術便足以得到力量，三人達成共識、經歷千辛萬苦來到三忍面前求學，乃至陪伴自來也朝夕相處三年。                                          |        | |               |
| 173 | 393    | 培因誕生 （Pein tanjo）                                                                                | 2010年8月12日 |
| 長門三人從自來也身上學成本事，長大後一改曾經的想法，意圖靠和平的方式互相理解而停止戰爭。憑藉可靠的實力與美好的願景，三人相繼招募其他擁有相同想法的追隨者，正式成立最初的曉組織。然而隨著曉名聲四起而迅速引起半藏的警覺，生性多疑的半藏擔心曉的壯大會威脅自身，不惜與率領木葉暗部的段藏共謀設下陷阱，使彌彥一行人輕易上鉤。面對小南被半藏挾持，彌彥決定犧牲自己換小南一命，乃至奔向手持苦無、不知所措的長門而自盡。再次目睹“家人”之死使長門在悲憤之下爆發輪迴眼力量，召喚出外道魔像並供給自己的查克拉，救出小南、殺出重圍並迫使半藏瞬身敗逃。長門在戰鬥中被燒傷雙腿，並因供給查克拉而骨瘦如柴，從此踏上遠離理想的不歸路。          |        | |               |
| 174 | 394    | 漩渦鳴人物語 （Uzumaki Naruto monogatari）                                                             | 2010年8月19日 |
| 鳴人聽完長門的悲慘起因後有所理解，表示自己還不知道如何成就和平，隨後重複著自來也《堅毅忍傳》小說中的原台詞：「只要和平真的存在，我就會緊緊抓住，並且決不放棄！」長門一下認出這句話是曾經的自己對自來也做出的回答，後被自來也寫進這本小說作為主人公“鳴人”的重要台詞。即使長門最後仍對和平抱有質疑，直到發現鳴人經歷完與自己一樣的痛楚卻屹立不倒。鳴人的答案讓長門重新看到曙光，同時懊悔自己與理想漸行漸遠，就此決定相信鳴人的同時，決定對自己的錯誤行徑贖罪，最後毫不猶豫地耗盡餘力發動「外道·輪迴天生之術」。在妙木山，大蛤蟆仙人靠水晶球觀察兩名「預言之子」鳴人和長門的交匯，驚歎道自來也寫的小說變成拯救世界的關鍵。         |        | |               |
| 175 | 395    | 木葉的英雄 （Konoha no eiyu）                                                                          | 2010年8月26日 |
| 隨著長門發動輪迴天生之術，木葉村中戰死的忍者們開始一個接一個復活，其中包括在來世與亡父達成理解、撫平遺憾的卡卡西，伴隨著深作、靜音等其他死難者一併清醒。此舉使長門耗盡生命，臨終之際將使命交託給師弟鳴人。小南將長門與改造成天道的彌彥的遺體帶回雨忍村安葬，走前表示自己會脫離曉、並為鳴人造出一束紙花以支持鳴人的理想。鳴人在森林中為師父自來也造一座墓，並留下紙花與忍傳以示紀念，折返回村期間幾近累到的他被卡卡西背回村子。鳴人剛一回去就受到全體村民的熱烈迎接，以及同伴們的擁抱與鼓舞，經此一役正式成為「木葉的英雄」。群眾中的伊魯卡欣慰現在的鳴人實現第四代火影的遺願，最後伴隨村民集體高舉鳴人歡呼。                    |        | |               |

### 過去篇～木葉的軌跡～
《過去篇～木葉的軌跡～》（日语：過去篇～木ノ葉の軌跡～）作為疾風傳第九篇章，在2010年9月－2011年1月期間播出，均是動畫原創劇情。主要講述經過培因襲擊過後，木葉村重建村子期間，每個人回憶起他們從未講述過的經歷故事，篇章前期同時包含一小部分主線劇情，具體改編自漫畫第450－451章的部分內容。
| 集數 | 總集數 | 標題                                                                                                   | 原劇首映日期   |
| --- | ------ | --- | -------------- |
| 176 | 396    | 新手教師伊魯卡 （Shinmai kyoshi Iruka）                                                                | 2010年9月2日   |
| 正當全體木葉村民高舉鳴人歡呼時，躲在遠處觀戰的絕難以相信培因的落敗，決定馬上回去匯報鳶。木葉村稍作休整後開始規劃重建工作，而伊魯卡偶然發現忍者學校前的一棵唯一未受損的樹，上面則由鳴人小時候坐的鞦韆。伊魯卡回憶起自己剛成為忍者學校的新手教師時的經歷，當時不情願地奉第三代火影蒜山的命令而成為鳴人的教師，以至於難以跟鳴人相處。 |        | |                |
| 177 | 397    | 伊魯卡的試練 （Iruka no shiren）                                                                       | 2010年9月9日   |
| 隨著鳴人在學校中受到所有同期生以及其他教師的抵促，使他開始學會惡作劇而引起他人的注意，伊魯卡逐漸無法繼續容忍鳴人在自己班上胡搞，即使深知鳴人並非惡意。而一名被鳴人捉弄過的學生火鉢決定對他報復，有意騙鳴人前去埋葬敵人遺體的後山，而伊魯卡發現鳴人從課上失蹤後深感不安，立刻縱身前去將他帶回。 |        | |                |
| 178 | 398    | 伊魯卡的決心 （Iruka no ketsui）                                                                       | 2010年9月16日  |
| 鳴人跑到後山時無意間從敵人遺體手上得到一把實藏有木葉重要情報的苦無，但這也造成鳴人遭到三名瀧忍村的女忍追殺，伊魯卡及時趕到救走鳴人，而卡卡西及時前來支援打退敵人。由於死守木葉的重要情報，蒜山總結鳴人無意間拯救村子，而伊魯卡也從此學會接納鳴人，支持鳴人決定當火影的夢想。時間回到現在，大和趕回毀於一旦的村子得知詳情，慶幸鳴人及時克制九尾化，而大名同時召開緊急會議以商討木葉的局勢與下一步。與此同時，佐助的鷹小隊療傷結束後準備攻向木葉，未知這段期間木葉發生的強襲。曉組織中同時面臨培因落敗、小南脫離組織、以及需重新捕捉八尾和九尾的難題，而擔起領導權的鳶同樣決定安排下一步。 |        | |                |
| 179 | 399    | 負責上忍旗木卡卡西 （Tanto Jonin Hatake Kakashi）                                                      | 2010年9月30日  |
| 在大名緊急會議上，眾木葉高層因綱手戰後陷入重度昏迷，必須選出新一任幫村子挽回局勢的火影。段藏把握住千載難逢的時機，靠強詞奪理說服大名火影之位非他莫屬，即使有軍師鹿角推薦卡卡西為下一任火影，卻最終孤掌難鳴、無奈地看著段藏實現野心成為第六代火影。與此同時，卡卡西回憶起自己剛成為第七班負責上忍首日，躲在暗處觀察鳴人、佐助和小櫻一整天，並不知道其實是蒜山有意將鳴人和佐助組為一班，以期望佐助的寫輪眼能壓制鳴人的九尾力量。 |        | |                |
| 180 | 400    | 伊那利，接受考驗的勇氣 （Inari, tamesareru yuki）                                                      | 2010年10月7日  |
| 大和全力施展「木遁·連柱家之術」而蓋起臨時房屋，為木葉村重建工作注入強心針。而木葉村的盟友從各地趕來協助重建工作，其中包括來自波之國的達茲納和伊那利爺孫倆。鳴人和小櫻欣喜地跟老同伴重聚，同時回憶起三年前他們結束波之國任務當天，鳴人曾因忘記東西而折返回去，卻也恰好從死去黑幫頭目卡多麾下的餘黨手中救出伊那利等小孩。而伊那利當天也因展現出非凡勇氣，獲得其他小孩讚揚與改觀。 |        | |                |
| 181 | 401    | 鳴人，復仇指導教室 （Naruto, adauchi shinanjuku）                                                      | 2010年10月14日 |
| 與達茲納和伊那利的重逢使鳴人和小櫻又想起一小段回憶，在波之國任務結束的回村期間，第七班曾去執行額外任務而捉回一頭忍鴕鳥。然而到沿路村莊休息時無意間牽扯進當地的一對黑幫領袖的仇殺之中，當時的鳴人還不理解仇恨，同樣無法理解惦記著復仇的佐助。但如今失去師父自來也的鳴人深切體會到失去家人所帶來的憎恨，認為現在的自己終於能理解佐助的心情。 |        | |                |
| 182 | 402    | 我愛羅「羈絆」 （Gaara "kizuna"）                                                                      | 2010年10月21日 |
| 木葉村的災難引起砂忍村中的風影我愛羅、勘九郎及手鞠三姐弟的注意，而我愛羅堅信只要有鳴人在場則不會有事。早在三年前毀滅木葉行動過後，我愛羅首次帶隊協助第七班的任務以跟木葉修復關係，然而砂忍村一部分高層指派暗部隊伍，打算藉此機會暗殺我愛羅永絕後患。無法容忍此行為的鳴人與第七班出手相救，讓砂忍村居民與高層經過這三年而對我愛羅慢慢徹底改觀，我愛羅由此認定鳴人具有改變他人的力量。 |        | |                |
| 183 | 403    | 鳴人，突然發病 （Naruto: autobureiku）                                                                 | 2010年10月28日 |
| 丁次的一句話讓小櫻回憶起三年前的一段虛驚往事，任務結束回村的鳴人被認為感染某種危險的查克拉病毒，造成全村進入封鎖而準備對鳴人進行隔離，但最後證明這是虛驚一場。 |        | |                |
| 184 | 404    | 出擊！天天小組 （Shutsugeki! Tenten-han）                                                              | 2010年11月4日  |
| 天天伴隨寧次在木葉重建期間來到忍具研究所補充武器裝備時，回想起三年前經過毀滅木葉行動後，第一次由自己勝任隊長的武器奪取任務。 |        | |                |
| 185 | 405    | 動物樂園 （ANIMARU Bangaichi）                                                                         | 2010年11月11日 |
| 三年前曾被鳴人一行人捉回的忍鴕鳥獲知鳴人的英雄事跡，回憶起自己曾又一次從木葉逃跑時，在鳴人堅持不懈的戰鬥下抓回，從而徹底對鳴人改觀。 |        | |                |
| 186 | 406    | 啊，青春的中藥丸 （Ahah Seisyun no Kanhougan）                                                         | 2010年11月18日 |
| 小李帶藥探望依然昏迷的綱手，以答謝她三年前用手術使自己脫胎換骨。小櫻回憶起那段時間與鳴人和井野組隊，幫手術前復健的小李尋找特殊中藥丸藥材的任務。 |        | |                |
| 187 | 407    | 堅毅師弟修行篇（《火影忍者疾風傳一小時特别篇 ～堅毅師弟忍風錄～》上集） （Do konjo shitei shugyo hen） | 2010年11月25日 |
| 鳴人陪自來也離村修煉三年期間，自來也為了幫鳴人鍛煉出幻術應對方法，特地帶他來到一座由幻術磁場圍繞的樹海村莊，然而該村莊卻被流亡雨忍團體佔領。 |        | |                |
| 188 | 408    | 堅毅師弟忍風錄（《火影忍者疾風傳一小時特别篇 ～堅毅師弟忍風錄～》下集） （Do konjo shitei ninpurroku） | 2010年11月25日 |
| 自來也和鳴人協助村子少年谷史對付流亡雨忍領袖神達，但神達的通靈獸「貝螺王」靠樹海增強力量，鳴人跟隨自來也指示習得打破幻術的方法，擊退雨忍而拯救全村。 |        | |                |
| 189 | 409    | 佐助的爪印大全 （Sasuke no niku-dama taizen）                                                          | 2010年12月2日  |
| 第七班三年前曾由佐助帶頭受貓婆婆委託尋找一頭巨大貓又的爪印，以補全佐助自小起開始收集的爪印收藏系列，而貓又當時全力以赴與佐助對打，暗中兌現曾與鼬立下的承諾。 |        | |                |
| 190 | 410    | 鳴人與老兵 （Naruto to rohei）                                                                         | 2010年12月9日  |
| 木葉的「萬年下忍」耕介回憶起自己三年前與鳴人共同執行的一場抵禦岩忍入侵的任務，期間被鳴人看出自己並非下忍等級，耕介表示自己年輕時犯過錯害死同僚，因此自願停留在下忍級別並指引後人。 |        | |                |
| 191 | 411    | 卡卡西戀歌 （Kakashi koiuta）                                                                          | 2010年12月16日 |
| 一名流浪女藝人來到重建中的木葉為村民彈唱，讓卡卡西遠距離從她的打扮中回想起，自己三年前曾交涉並“戀愛”過一名來自鎖前村的女間諜阿離，而自己最後選擇將她偷偷放走。 |        | |                |
| 192 | 412    | 寧次外傳 （Neji Gaiden）                                                                               | 2010年12月23日 |
| 寧次協助木葉丸三人進行獨家採訪，講述自己三年前在中忍考試中輸給鳴人、解開長久以來的心結後，在毀滅木葉行動發生時從兩名雲忍手中救出險些被擄走的雛田。 |        | |                |
| 193 | 413    | 死亡兩次的男子 （Nido shinda otoko）                                                                   | 2011年1月6日   |
| 鳴人在村子受災區中找到一張熟悉的相片，源於自己三年前幫助過的一名已故卻“靈魂出竅”的暗部奇介，其當時身份被兜麾下的間諜掉包，而鳴人與卡卡西成功化險為夷，最後目送奇介靈魂升天。 |        | |                |
| 194 | 414    | 最糟糕的兩人三腳 （Saiaku no Nininsankyaku）                                                           | 2011年1月13日  |
| 鳴人回憶起自己陪佐助和小櫻參與奪回大名寶物的任務時，自己的手與佐助的手不慎被敵人的黏著查克拉黏在一起，被迫以不合群的“兩人三腳”形式艱難地完成任務，並營救被俘的小櫻。 |        | |                |
| 195 | 415    | 與第十班合作 （Renkei, Daijippan）                                                                     | 2011年1月20日  |
| 第十班在捕獵野豬的任務中分別以沒有指令、隨機應變的形式完成，讓鹿丸回憶起他們班三年前與第七班共同執行的一次極為相似的救人行動。 |        | |                |
| 196 | 416    | 前往黑暗的疾走 （Yami e no Shisso）                                                                    | 2011年1月27日  |
| 佐助帶領鷹小隊奔往木葉期間經過一座亭子，讓佐助回憶起自己三年前離開木葉之前，曾從敵國叛忍手中救過一名身為大名親戚的公主，而那次任務也導致佐助開始深陷黑暗之中。 |        | |                |

### 五影集結之章
《五影集結之章》（日语：五影集結の章）作為疾風傳第十篇章，在2011年2月－7月期間播出，改編自原作漫畫的第450－491章。主要講述忍界五大國數十年以來首次舉行「五影會談」，商議如何對付躲在幕後的曉組織。當時已跟曉組織的幕後首領—“宇智波斑”聯手的佐助，針對會談發動襲擊，僅為了殺死真正導致宇智波滅族事件的罪魁禍首。而佐助在木葉的夥伴，同樣再也無法對他執迷不悟的行為坐視不管，一致決定做出行動。
| 集數 | 總集數 | 標題 | 原劇首映日期  |
| --- | ------ | --- | ------------- |
| 197 | 417    | 第六代火影段藏（《火影忍者疾風傳一小時特别篇 ～動盪的時代！五影會談緊急召開～》上集） （Rokudaime Hokage Danzō） | 2011年2月10日 |
| 段藏順理成章當上第六代火影，準備帶領根組織大刀闊斧改革木葉的同時，決定想方設法博得村民支持與上忍支持。恰好雷影準備召開五影會談，使段藏決定把握這個天賜良機。而寒小隊抵達木葉代表雷影尋求剷除佐助的許可，使段藏正式將佐助列為叛忍。對此陷入焦急的鳴人和小櫻，打算向剛回村的祭詢問段藏的底細，但祭因伴隨根組織全員被段藏施加控制咒印而難以啟齒，同時暗地裡奉段藏命令監視鳴人。這時，寒的兩名隨從重與輕來到他們三人面前質問佐助情報，怒斥木葉放任叛忍佐助不管、導致他們的師父殺人蜂被曉擄走。就在鳴人和小櫻無法置信佐助與曉狼狽為奸的同時，另一邊的鳶也出現在正趕往木葉的鷹小隊面前。                                                                 |        | |               |
| 198 | 418    | 五影會談前夕（《火影忍者疾風傳一小時特别篇 ～動盪的時代！五影會談緊急召開～》下集） （Gokage kaidan zen'ya）     | 2011年2月10日 |
| 佐助被鳶告知八尾捕獲失敗、鳴人擊敗摧毀木葉的培因、以及段藏成為火影並即將趕赴五影會談的經過，因此變更計劃前去五影會談誅殺段藏。絕將身體分為“黑白”兩體，“白絕”帶領鷹小隊前去會談，而“黑絕”與鳶決定盡快補救因長門背叛而受挫的「月之眼計劃」。在木葉，鳴人為了保護佐助而自願擔下憎恨，不惜忍受輕的一頓毒打以讓他們宣洩憤怒，直到暗中監視的祭看不下去而出面制止。當鳴人在卡卡西與大和的看護下療傷時，表示自己九尾化時曾受第四代火影協助，從他口中得知九尾之亂實由“曉的面具男”一手導致的真相，斷言無論是長門及佐助都是遭受他靠仇恨加以利用。鳴人同時希望親自去說服雷影改變主意，而理解父親對兒子用心良苦的卡卡西答應陪鳴人前去。                   |        | |               |
| 199 | 419    | 五影登場！ （Gokage tōjō!）                                                                                      | 2011年2月17日 |
| 五影會談將在位於雪山峻嶺、武士群居的中立國「鐵之國」召開，現任五影包括風影·我愛羅、土影·大軒、水影·照美冥、以及火影·段藏相繼受雷影召集而前去赴會。段藏帶上根組織的兩名最強高手山中風與油女斗留音作為護衛上路，途中遭到來自林之國的仇敵「般若眾」沿路埋伏，而段藏展露自己右眼繃帶下的寫輪眼、加上強大風遁忍術一舉殲滅敵人。大和等到寒小隊調查結束、正要離村前去會面雷影時安置跟蹤種子，而卡卡西幫鳴人擺脫根的監視者後，三人輕裝上陣奔往鐵之國境內。雷影帶領兩名護衛希與懶上路，中途與寒小隊會面遞交情報時，感知能力强大的希馬上探知到鳴人三人尾隨。而鳴人親自來到雷影面前，希望他能撤回佐助的追殺令。                                             |        | |               |
| 200 | 420    | 鳴人的懇求 （Naruto no tangan）                                                                                  | 2011年2月24日 |
| 雷影沒理會鳴人下跪磕頭的懇求，即使鳴人的本意是不想加劇兩村之間的仇恨，但雷影堅稱“忍者不能輕易低頭”，更強調無論是戰爭或是這座適者生存的忍界都不能以德服人。之後，會談在鐵之國大將三船擔任中立主持之下正式開始，由於是各執己見的五影數十年來首次齊聚一堂，加上本身是雷影向各村追責為由而發起，導致會談迅速形成緊繃氣氛。隨著各村都曾私下利用過曉謀利、以及霧忍村的上一任水影疑似被曉控制的不堪秘密一個接一個揭開，段藏適時透漏不久前被祭傳信通知、關於“曉疑似由宇智波斑統領”的情報，導致其他四影紛紛被震懾。在段藏的有意引導下，三船提議五村組建史上首支「忍者聯軍」攜手共戰，並將指揮權交給握有唯一僅剩的九尾的火影段藏。                       |        | |               |
| 201 | 421    | 痛苦的抉擇 （Kujū no ketsudan）                                                                                  | 2011年3月3日  |
| 祭找到小櫻坦述鳴人保護佐助的舉動，表示鳴人不惜出此下策是因跟小櫻的某個“承諾”。而佐助得罪雲忍村而受通緝的消息傳開，其他同伴為了避免兩村矛盾加劇導致戰爭重演，紛紛決定不能再對誤入歧途的佐助坐視不管，鹿丸帶頭前來向第七班尋求處理佐助的許可。連串的打擊使小櫻頓時痛心疾首，但最終下定決心答應參與行動。當會談上的段藏即將任命聯軍統帥時，水影的隨從、感知型忍者青察覺到有蹊蹺，便靠自己左眼罩下的“戰利品”白眼進行窺探，發現段藏在使用源自宇智波止水之寫輪眼瞳術精神控制住三船謀利。奪權陰謀被揭穿的段藏頓時淪為眾矢之的，然而緊接著白絕突然現身在會場中央，高喊「佐助已混進來！」。另一邊，鳶找到躺在旅館中陷入沉思的鳴人打算談一談…          |        | |               |
| 202 | 422    | 疾馳的雷電 （Hashiru ikazuchi）                                                                                  | 2011年3月10日 |
| 鳴人二話不說攻向身後的鳶，然而攻擊直接穿過他的身體，卡卡西與大和相繼一湧而上保護鳴人。當鳴人問起佐助的事情時，鳶決定將木葉與宇智波的前因後果如實交代。在會談上，潛伏在一旁的鷹小隊因白絕的出賣而暴露行蹤，佐助不滿被戲弄而怒火沖天，面對眾武士一律擋我者死，使水月、重吾與香燐均訝異於佐助的轉變。會談上的人開始應對因耍詐而導致威信盡失的段藏，直到我愛羅指出在座的領袖若不能相信彼此則沒有未來可言，同時公開指出當中年紀最大、墨守陳規的土影大軒早已“拋棄自我”。雷影帶領希和懶到場對敵，決定全力教訓擄走他弟弟殺人蜂的佐助，而水月與重吾相繼前去支援佐助，使激烈的戰況一觸即發。                                                           |        | |               |
| 203 | 423    | 佐助的忍道 （Sasuke no nindō）                                                                                   | 2011年3月17日 |
| 鳴人、大和與卡卡西難以相信鳶講述的關於宇智波事件的真相，鳶同時諷刺鳴人一行人自以為瞭解別人，卻不知道佐助早已身處宇智波代代相傳的“復仇詛咒”中。鳶講述詛咒源於六道仙人臨終前在決定繼承人時，選出相信“愛”的次子而並非相信“力量”的長子，“廢長立幼”造成他們兄弟鬩墻，從而導致各自的轉世者之間永無止境的宿命戰鬥；而上一代轉世則是斑與千手柱間。鳶隨後消失離去，留下不知所措的鳴人三人。在會談的戰鬥中，水月與重吾相繼落敗，佐助費盡全力與雷影拼個兩敗俱傷，雷影甚至因天照而失去左臂。我愛羅及時前來制止戰鬥，打算以自己棄暗投明的經歷勸服佐助就此收手，但不願聽勸的佐助寧願身披黑暗，展現自己的須佐能乎擋下眾人的攻擊。                           |        | |               |
| 204 | 424    | 五影的實力 （Gokage no chikara）                                                                                 | 2011年3月24日 |
| 早先在雲雷峽的戰鬥中，殺人蜂利用八尾的一截觸角使用替身術逃過一劫，趁機偷跑出村享受玩樂，完全不知道大哥雷影正在心急如焚地找他。在會談上，佐助靠須佐砍斷場地的柱子引發坍塌作為掩護，獨自帶著香燐直奔會場，然而段藏卻伴隨兩名護衛趁亂逃跑。青獨自追擊段藏以外，水影照美冥伴隨護衛長十郎參戰，靠長十郎神乎其技的雙刀「比目鰈魚」刀法、加上照美冥的熔遁血繼限界，一度使佐助處於劣勢。危急時刻，白絕趁機發動不知不覺中設置的時限術式「孢子之術」，汲取五影及在場人的查克拉後供給佐助恢復。土影大軒也選擇出手，本打算靠「塵遁·原界剝離之術」消滅佐助，直到鳶親自來到會場緊急營救佐助一命，以斑之名會見四影與眾人打算商討自己的月之眼計劃。          |        | |               |
| 205 | 425    | 宣戰佈告 （Sensenfukoku）                                                                                        | 2011年3月31日 |
| 鳶將佐助與香燐靠右眼吸入一片黑暗異空間，對在座的四影陳述自己的「月之眼計劃」：將九隻尾獸的查克拉重新合為一體復活“十尾”，而他將重複六道仙人的步驟成為十尾祭品之力，再靠月亮施展名為“無限月讀”的大規模幻術，讓忍界所有人紛紛進入一片沒有紛爭、永遠和平的「美好夢境世界」中永眠。在座的四影沒有一人認同鳶的荒誕計劃，堅決地表示不會將剩下的尾獸與世界主權拱手相讓，鳶因此向四影掀起「第四次忍界大戰」，宣告開戰在即後離去。雷影慶幸殺人蜂沒有被抓，別無選擇之下與各影以及三船等鐵之國武士們達成共識，組成史上首支忍者聯軍。雷影同時全票推選成為聯軍統帥，盡全力保護八尾和九尾且剷除曉。                                                         |        | |               |
| 206 | 426    | 小櫻的心意 （Sakura no omoi）                                                                                    | 2011年4月7日  |
| 小櫻抱著殺死佐助的決心，伴隨牙、祭與小李踏上旅程，首先在鐵之國找到鳴人一行人。她本想告知鳴人關於眾人的決定，卻又不忍心傷害鳴人而對他上演一段“告白”；原意是想讓鳴人放下她們之間無法兌現的約定，並圓滿鳴人長期對自己的好感。然而鳴人識破小櫻是刻意演戲來掩飾內心，加上此前從鳶口中獲知的宇智波真相，即使難以啟齒卻仍表示是自己想救佐助、並不是為別人。小櫻只好作罷而轉身離去，暗中帶領牙一行人繼續追蹤佐助。而四影們隨著會談上取得的成果而各自回村通知備戰，大軒折返途中開始思索我愛羅講的話之真正用意。另一邊，殺人蜂在一片雪林跟阿三師傅學演歌時被前來的鬼鮫打斷，其由鳶指派前來捕回八尾。                                                   |        | |               |
| 207 | 427    | 尾獸VS無尾尾獸 （Bijū VS o no nai bijū）                                                                         | 2011年4月14日 |
| 段藏、風與斗留音為了擺脫霧忍青的追擊，沿路設下陷阱控制住青的身心後打算奪回白眼，然而因照美冥及時趕到且識破控制術，使段藏再次無功而返。另一邊，殺人蜂展現尾獸力量對打身為「無尾尾獸」的鬼鮫，但發現其身邊的大刀鮫肌不但能瞬間吞噬自己的龐大查克拉，甚至鬼鮫受重傷都能給予治療。眼看攻擊均不奏效，殺人蜂直接受困鬼鮫用「水遁·大爆水沖波」製造的大型水牢中，而鬼鮫甚至與鮫肌融合為鯊魚形態。殺人蜂雖然找機會救出一同受困水中的阿三師傅，但自己的查克拉卻被全部吸乾而喪失意識。這時，鮫肌因喜歡上殺人蜂的章魚查克拉而背叛主人鬼鮫、供回殺人蜂查克拉，雷影同時趕來與殺人蜂共同施展「絕牛·雷犁熱刀」，兩兄弟在一瞬間將鬼鮫斬首。                   |        | |               |
| 208 | 428    | 身為摯友 （Tomo to shite）                                                                                       | 2011年4月21日 |
| 祭暗中為鳴人、卡卡西與大和留下一個墨水分身，將小櫻準備隻身前去殺死佐助的意圖全盤托出，讓鳴人意識到小櫻的用意是不希望自己傷心。我愛羅、勘九郎與手鞠隨後趕到他們面前，匯報會談的詳情與結果，表示準備以卡卡西接任火影為前提而進行備戰，我愛羅表示若佐助執迷不悟則會將他連同曉一併剷除，走前希望鳴人好好思考“應做之事”。由於同伴們均對深陷黑暗的佐助死心、以及保護自己的戰爭將至，使鳴人陷入難上加難的困境。與此同時，鳶在鐵之國邊境橋上截住段藏，僅靠簡單的一番交手就將風與斗留音全部吸進異空間，最後放出佐助與香燐。段藏決定一舉消滅三名敵人來為自己正名，取下右手上的封印，展露自己移植入十顆寫輪眼的駭人右手。                               |        | |               |
| 209 | 429    | 段藏的右手 （Danzō no migiude）                                                                                  | 2011年4月28日 |
| 佐助目睹段藏的右手上嵌入的多顆寫輪眼，猜測是段藏趁宇智波滅族時從遺體身上搜刮而來，憤怒之下施展須佐而將段藏一手擒住，證實是段藏親口下令殲滅宇智波的實情。當佐助一手捏碎段藏時，段藏卻突然平安無事地出現在佐助身後，諷刺佐助無論實力於思想都與鼬大相徑庭，甚至直言佐助的復仇行為實屬無意義的洩憤。佐助因此被激怒，對段藏連番使用天照等一系列致命攻擊，但段藏卻會一次又一次毫髮無傷地回到戰場。躲在一旁觀戰的香燐一眼望見段藏每當使用一次“不死之術”，右臂上的寫輪眼會固定閉上一隻。佐助藉助通靈老鷹的掩護而將段藏近距離斬殺，而這次段藏重新出現在橋柱上，佐助便對段藏使用幻術，在其身後映出已故的鼬。                                           |        | |               |
| 210 | 430    | 禁忌的瞳術 （Kinjirareta dōjutsu）                                                                               | 2011年5月5日  |
| 段藏迅速看穿佐助的幻術，一度靠咒印陷阱使佐助動彈不得，不料佐助靠憤怒引導出力量，使須佐進化為第二形態而擺脫束縛，段藏被迫再次使用“不死之術”躲過須佐的攻擊。橋上觀戰的鳶看出段藏正在使用宇智波的禁忌瞳術「伊邪那岐」，靠犧牲一隻寫輪眼來“改寫”自己被殺的現實，還在右臂上移植入初代火影·千手柱間的細胞進行駕馭。段藏試圖在伊邪那岐生效的一分鐘內，藉助通靈獸「貘」的掩護直攻須佐的弱點，而佐助不但靠智取撐過攻擊，還證實段藏一旦寫輪眼耗光則無法再使用禁術。面對佐助劍雨般的連續攻擊，段藏被迫消耗多隻寫輪眼進行自保，同時也在保留對付鳶的實力。當段藏發現寫輪眼還剩一隻時，與佐助共同拔劍衝向彼此發動致命一擊。                                |        | |               |
| 211 | 431    | 志村段藏 （Shimura Danzō）                                                                                       | 2011年5月12日 |
| 原以為完勝的段藏卻發現手上的寫輪眼已耗光，自己其實是被佐助用幻術誘騙才自取滅亡。隨著佐助靠咬香燐而痊愈傷勢，段藏自斷失控的柱間細胞右臂，走投無路之下不惜抓香燐做人質。為復仇不顧一切的佐助，直接將段藏的要害連同香燐一併刺穿。香燐倒地奄奄一息，佐助則笑著注視段藏一瘸一拐地狼狽逃跑，鳶隨即現身準備奪取止水的寫輪眼。絕境中的段藏回想起自己年輕時曾與摯友蒜山競爭火影之位，卻因膽怯而導致失之交臂，由此猛然看清自己長久以來逃避的真正自我而徹底醒悟。為了不讓敵人如願，段藏撕開白色上衣、噴出黑色鮮血發動「裏四象封印術」，意圖將身邊的一切、連同自己的生命一併封印。猶如蒜山為保護村子所做出的自我犧牲，段藏最終以「忍者之暗」的身份而亡。 |        | |               |
| 212 | 432    | 小櫻的覺悟 （Sakura no kakugo）                                                                                  | 2011年5月19日 |
| 小櫻認為自己有必要與義務阻止佐助深陷邪道，為了不將同伴牽連進來，放催眠彈使身邊的同伴集體睡著後，獨自奔向佐助的所在位置。另一邊的鳴人由於背負龐大壓力而過度換氣昏倒，卡卡西囑託大和照顧鳴人、等他醒後一起回村，自己則跟隨祭的墨水分身試著趕上小櫻。另一邊，鳶與佐助僥倖躲過段藏死前發動的封印術，鳶帶走段藏遺體準備摘取止水的寫輪眼，而佐助同時準備殺死香燐滅口。重傷不起的香燐回憶起自己三年前曾代表草忍村參加木葉中忍考試，進而在死亡森林中初識佐助，然而卻再也盼不到佐助營救自己時所展露的笑容。就在佐助即將對她下手之際，小櫻及時趕到橋邊，聲稱自己決定跟隨佐助“叛離木葉”。                                                               |        | |               |
| 213 | 433    | 失去的羈絆 （Ushinawareta kizuna）                                                                               | 2011年5月26日 |
| 鳴人開始做起與佐助有關的噩夢，回顧自己與佐助從彼此競爭、結伴、乃至慢慢發展為衝突，經過認真思索後認清自己確實從未真正理解過佐助的內心與感受，更從未理解復仇與失去是何等的心情。鳴人驚醒後卻被大和勒令回村，最後只能靠影分身裝作回去睡覺、本體趁大和犯迷糊時鑿洞從樓下離開，靠仙人模式追蹤佐助的身在位置。在路上，鳴人認為失去恩師、經歷過同等傷痛的自己現在有資格跟佐助平等交流，認為自己只要見到佐助便能知道下一步。 |        | |               |
| 214 | 434    | 該背負的重擔 （Seōbeki omoni）                                                                                   | 2011年6月2日  |
| 小櫻裝作叛逃藉以找機會近距離刺殺佐助，不料“殺紅眼”的佐助企圖先對小櫻背後捅刀，所幸卡卡西及時趕到制止他。目睹佐助毫不猶豫地對同伴下殺手，卡卡西同樣死心而決定將佐助正法。兩人戰鬥過程中，因佐助的舉動而心碎腸斷的小櫻邊哭邊治療香燐。佐助怒吼著自己無法容忍木葉一塵不染的同時、卻讓鼬背負污名死去，發誓會一舉摧毀木葉靠犧牲宇智波一族所換來的和平；其內心的憎恨甚至增幅須佐的等級。但佐助由於過度使用萬花筒導致雙眼幾近失明，小櫻找準時機手持苦無準備對佐助背後偷襲時，卻在動手的一刻仍狠不下心。佐助直接擒住背後的小櫻，奪下苦無正要反殺，卡卡西則因身體負擔而來不及救她。千鈞一髮之際，鳴人及時趕到從佐助手中救下小櫻。                     |        | |               |
| 215 | 435    | 兩人的宿命 （Shukumei no futari）                                                                                | 2011年6月9日  |
| 面對處在自我毀滅邊緣的佐助，鳴人表示自己知悉鼬的真相、因而能理解他的所作所為。但佐助不屑同伴舉手相助，親口承認自己不久前殺死段藏，還揚言會繼續血洗木葉。鳴人沒有用言語回答，而是用螺旋丸衝向手持千鳥的佐助。以攻擊為交流方式的兩人隱隱約約重現三年前在終末之谷的交鋒，鳴人表示自己兒時曾經也想過報復對他冷眼相待的木葉村民，若沒有伊魯卡乃至第七班的陪伴，極有可能會走上跟佐助一樣的路。加上他與佐助在孤獨方面是同類人，因此默默將佐助視為嚮往的目標。 |        | |               |
| 216 | 436    | 一流的忍者 （Ichiryū no shinobi）                                                                                | 2011年6月16日 |
| 鳴人與佐助各自以「一流的忍者」之身份，在內心世界中進行“期盼已久”的對話。鳴人由於曾多次近距離見過佐助捨身保護自己的“最好一面”，堅稱他們之間不會發展成你死我活的結局。回到現實，鳴人和佐助經過交鋒後，而鳶預先留在佐助身上的六個白絕分身現身保護佐助且通知鳶前來。由於段藏死時自動銷毀止水的寫輪眼，失望的鳶剛要說服佐助一起回去。鳴人最後奮力地喊出自己願跟佐助一同在戰鬥中同歸於盡，在不背負憎恨的情況下去另一世界相互理解，莊重的話語與覺悟讓小櫻和卡卡西都為之動容。佐助露出釋懷的笑容，答應會與鳴人一戰，即使一心只想否認鳴人。佐助隨即陪鳶撤退，準備移植鼬的雙眼，以得到永恆萬花筒寫輪眼的力量打敗鳴人。                                 |        | |               |
| 217 | 437    | 潛入者 （Sennyūsha）                                                                                             | 2011年6月23日 |
| 鳴人、小櫻和卡卡西帶著淪為俘虜的香燐，折返回去喊醒睡在路邊的小李、牙與祭回村，而祭醒後發現自己身上的控制咒印消失，香燐親口承認段藏已被佐助殺死。當時木葉高層獲知會談的經過後仍在等段藏的消息，直到根全員隨著控制咒印全部消失而坐立不安，三名根的幹部沿路找到回村途中的祭證實段藏已死，而祭同時希望讓即將接任火影的卡卡西商討根的未來。雷影伴隨殺人蜂平安返回雲忍村，隨後緊急召開大名會議而得到忍者聯軍的授權。殺人蜂同時成為鮫肌的新主人，卻不知道鬼鮫本尊當時藏在鮫肌內，其在之前的戰鬥中用一隻白絕分身以吸收查克拉來變形而成的“替身”假造死亡，再靠鮫肌掩飾自己的查克拉，得以潛伏進雲忍村搜集聯軍的情報。                                   |        | |               |
| 218 | 438    | 開始行動的大國 （Ugokidasu taikoku）                                                                             | 2011年6月30日 |
| 忍界五大國的大名集體承認忍者聯軍的建立，全力對付實力不可估量的曉，而各影相繼趕回村子紛紛下令備戰工作立即開始。卡卡西同時將橋上的戰鬥經過、以及段藏之死的消息，第一時間靠忍犬傳達給各村統一戰線，之後伴隨鳴人一行人回到木葉村。其他同伴紛紛想知道會談的詳細情況，鳴人便如實供述將自己與佐助的交鋒及“約定”。 |        | |               |
| 219 | 439    | 火影旗木卡卡西 （Hokage Hatake Kakashi）                                                                         | 2011年7月7日  |
| 鹿丸一行人對於鳴人準備獨自對付佐助的決定保持反對，但在小櫻說服下只能勉強相信鳴人。卡卡西將香燐交予伊比喜審問敵人情報，同時在兩名顧問、大名及同盟的支持下準備就任火影之位，凱得知消息後陪卡卡西進行當火影前的最後一次賽跑作為慶祝。而就在卡卡西即將臨危受命時，眾人獲知綱手終於從昏迷中恢復意識的喜訊。 |        | |               |
| 220 | 440    | 大蛤蟆仙人的預言 （Ōgama Sennin no yogen）                                                                       | 2011年7月21日 |
| 平安清醒的綱手進補過程中得知自己昏迷期間發生的一系列重大事件，鳶代表曉宣戰縱使忍者聯軍建立，使她決定立刻參與各個作戰會議趕上進度，以爭取在接下來戰爭中的一席之地。就在木葉村歡慶綱手康復時，鳴人突然被深作逆向通靈至妙木山，得知大蛤蟆仙人傳喚自己前來轉交某件重要東西，同時預見到“鳴人即將遇到一隻指引他的章魚，並會與一名擁有強大瞳術的少年決戰”。而佐助當時順利移植入鼬的寫輪眼，耐心靜養並等待釋放自己全新的力量。 |        | |               |
| 221 | 441    | 入庫（《火影忍者疾風傳一小時特别篇 ～第四次忍界大戰在即！五影的決斷～》上集） （Kurairi）                        | 2011年7月28日 |
| 蛤蟆寅受自來也生前囑託負責遞交鳴人身上八卦封印的鑰匙，本意是要讓鳴人完全掌控九尾的力量。鳴人深知自己將會面臨被九尾剝奪意志的巨大風險，但他最終決定相信自己、把握機會而正式繼承鑰匙，讓蛤蟆寅藏入自己體內而使協議正式生效。另一方面，“改頭換面”的藥師兜重新現身，來到鳶藏身的「山岳墳場」會面，展露由自己完善的穢土轉生之術，當場召喚出已故曉成員鼬、蝎、迪達拉、角都與長門；以此向鳶提出在接下來的大戰中結盟，為他提供戰力以換取佐助作為“實驗樣本”。鳶原本要拒絕合作，兜突然穢土召喚出另一具看似無奇的棺材，棺中的“不明亡者”卻霎那間讓鳶大驚失色，縱使他別無選擇地答應與兜達成利益一致、卻也各懷鬼胎的同盟關係。                             |        | |               |
| 222 | 442    | 五影的決斷（《火影忍者疾風傳一小時特别篇 ～第四次忍界大戰在即！五影的決斷～》下集） （Gokage no ketsudan）       | 2011年7月28日 |
| 由紅豆率領的探索偵查小隊跟隨兜的蹤跡來到墳場外，將兜與鳶結盟的最新情報傳信回木葉。綱手通報全村關於大戰在即，而鳴人正好被深作通靈回木葉村，告知同伴們關於自己即將遇到章魚的預言。綱手幾天後來到雲忍村參與聯合作戰會議整合意見，然而卻得知其他四影已集體同意將鳴人和殺人蜂拘禁於某處作為保護，並封鎖消息且嚴禁他們參戰。對此反對的綱手卻只能配合各影的決定，同時私下拜託雷影讓殺人蜂教導鳴人學會控制尾獸力量；以此實現仙人的預言。至此，綱手在隱瞞戰爭詳情的情況下，指派鳴人在大和、凱與青葉等上忍的陪同，遠去雷之國的一座海島執行“S級任務”，該處既是雷影安排的拘禁地點，同時也是殺人蜂學習控制尾獸的修煉地。                                  |        | |               |

### 船上的天堂生活
《船上的天堂生活》（日语：船上のパラダイスライフ）作為疾風傳第十一篇章，在2011年7月－12月期間播出，均是動畫原創劇情。主要講述鳴人渡海前往雷之國期間的航海旅程，以及身在木葉村的夥伴們各自備戰的故事。
| 集數 | 總集數 | 標題                                                                 | 原劇首映日期   |
| --- | ------ | -------------------------------------------------------------------- | -------------- |
| 223 | 443    | 青年與海 （Seinen to Umi）                                           | 2011年8月4日   |
| 為了不讓鳴人發現「隱藏祭品之力」的作戰，綱手便捏造了一個機密任務給鳴人執行，讓鳴人踏上了旅程。為了尋找預言中的章魚，鳴人與大和、阿凱、青葉等人打算搭船出海，沒想到卻被突如其來的難題給困住了。因為出航的港口出口處有隻會攻擊船隻的怪物，使得船員們都不敢駕船出海。為了趕路，鳴人一行人答應會將怪物擊退，但是就在鳴人們勇敢面對怪物時，遇到了一位青年…。 |        |                                                                      |                |
| 224 | 444    | 紅州的商忍 （Benisu no shōnin）                                      | 2011年8月11日  |
| 鳴人、大和、阿凱、青葉因為不習慣搭船，全都暈船了。尤其是阿凱暈船的情況最為嚴重，一行人於是決定先到附近的無人島上靠岸。鳴人們在那座島上遇到了小櫻、井野與丁次。因為這座島是藥用植物的寶庫，小櫻一行便在綱手的指示下前來採草樂。鳴人決定在阿凱休養的期間，幫忙小櫻他們採草樂，但是卻在到達指定地點後遲遲採不到藥草。因為藥草已經被一個名叫紅州的小國商忍們採走了。然而小櫻他們也不能因此空手而回，但擅長做生意的商忍們，似乎是用盡所有方法趕在小櫻他們前面，先將草樂採走。 |        |                                                                      |                |
| 225 | 445    | 被詛咒的幽靈船 （Norowareta yūreisen）                               | 2011年8月18日  |
| 因為久久不散的濃霧，使得鳴人他們所搭乘的船被困在海上動彈不得。為了打發時間，只好說鬼故事來娛樂一下，只是最討厭聽鬼故事的鳴人，實在難掩心中的害怕。就在那裡時候，有一艘船在濃霧中現身。鳴人一想到那會不會就是剛才聽的鬼故事中的幽靈船，就覺得害怕，結果搭乘那艘船的並不是鬼，而是一位名叫杓子的少年船夫。可是，船明明就那麼大一艘，居然就只有杓子一個人，大和覺得很可疑，便詢問杓子原因。                                                                                 |        |                                                                      |                |
| 226 | 446    | 戰艦之島 （Senkan no shima）                                         | 2011年8月25日  |
| 鳴人一行人的船在航行途中突然遭受砲擊。這座看似戰艦的島嶼，就是在附近海域橫行的海賊們的巢穴。為了從攻擊中脫困，大和運用木遁製造速成的潛水艇潛入海裡，並暫時在海底洞穴棲身。沒想到卻在洞穴裡看到令人震驚的光景… |        |                                                                      |                |
| 227 | 447    | 忘卻之島 （Bōkyaku no shima）                                        | 2011年9月1日   |
| 暈船的阿凱被飛來的巨鳥抓走了，他們循著巨島飛行的方向，登陸了一座小島。在這座島上，青葉遇見了一位神秘女性，並在她的引導下，得知了隱藏在這座島上的可怕祕密… |        |                                                                      |                |
| 228 | 448    | 戰鬥吧，李洛克！ （Tatakae Rokku Rī!）                               | 2011年9月8日   |
| 阿凱曾經為了慶祝小李學會必殺技．裏蓮華，而舉辦了師徒兩人的慶祝會。但是在店裡喝多了的阿凱，到了隔天只記得某些片段的記憶，而小李也將前一晚的事忘得一乾二淨，為了回想起昨晚發生的事，他們展開了各式各樣的想像訓練。 |        |                                                                      |                |
| 229 | 449    | 吃還是被吃！跳舞蘑菇地獄 （Kuu ka kuwareru ka! Odoru kinoko jigoku） | 2011年9月22日  |
| 為了補給水與糧食，鳴人一行人的船隻在某個港口靠岸。前往張羅糧食的鳴人，在一名賣菜小販的推薦下，買了一顆很珍貴的蘑菇。但這顆蘑菇卻害得船上的食物及飲水全都無法食用，於是一場海上求生奮鬥記就此揭開序幕。 |        |                                                                      |                |
| 230 | 450    | 影子的反擊 （Kage no gyakushū）                                      | 2011年9月29日  |
| 為了與暴風雨奮戰，鳴人動員影分身幫忙處理大量的工作，在一直得不到休息的情況下，分身們決定要綁架鳴人，要求改善工作環境與待遇。面對鳴人被俘的狀況，大和、青葉與阿凱這些上忍們，只好展開救援作戰… |        |                                                                      |                |
| 231 | 451    | 被封閉的航道 （Tozasareta kōro）                                     | 2011年10月6日  |
| 大戰在即，鹿丸感受到自己肩負著夥伴性命的重責大任，並為此感到迷惘。看穿鹿丸心思的四角，建議他接下與鳴人一行人會合，進行物資補給的任務。但是當眾人準備離開藻屑島之際，卻遭逢了難以理解的危機。 |        |                                                                      |                |
| 232 | 452    | 木葉的女生會 （Konoha no joshikai）                                  | 2011年10月13日 |
| 在日向一族的聚會中，日足下達了在戰場上由寧次負責統領的指示。由於人選跳過宗家的嫡系，使得日向家的族人們議論紛紛。另一方面，天天邀集所有同期的女性夥伴舉行聚會，與會的雛田從眾人的對話中，回想起自己勤於修練的過往… |        |                                                                      |                |
| 233 | 453    | 冒牌？鳴人登場 （Sanjō, nise? Naruto）                               | 2011年10月20日 |
| 鳴人的面前出現了自稱是「漩渦鳴人」的盜賊，當這名盜賊被制伏時，另一名假藉官兵身分的同夥也隨之出現。另一方面，「盜賊‧漩渦鳴人」的傳聞傳了開來，反倒讓這兩名冒牌事件的主謀陷入了一籌莫展的絕境。 |        |                                                                      |                |
| 234 | 454    | 鳴人的得意門生 （Naruto no manadeshi）                               | 2011年10月27日 |
| 木葉忍者村正加緊腳步進行戰爭的準備工作。鬥志高昂的木葉丸也想跟眾人一起上場作戰，為村子立下汗馬功勞。於是他向小櫻和鹿丸等前輩詢問能立下功勞的方法，但是卻沒有人把他當一回事，於是木葉丸作了一個決定… |        |                                                                      |                |
| 235 | 455    | 撫子村的女忍者 （Nadeshiko no kunoichi）                             | 2011年11月3日  |
| 鳴人在某個港口遇到了來自撫子村的女忍者。過去她們的村長曾經以結婚為賭注向自來也提出挑戰，但這場戰鬥卻沒有分出勝負，於是兩人便約定由彼此的徒弟繼續這場戰鬥，但是得知詳情的鳴人，卻無法接受這種無視雙方心意的擇偶方式。 |        |                                                                      |                |
| 236 | 456    | 夥伴的背後 （Nakama no senaka）                                      | 2011年11月10日 |
| 面對學生的提問，志乃回想起過去自己還是下忍的一段回憶。那是發生在第八小組執行任務之時，因為自己的弱點被敵人掌握而導致任務失敗。當時的牙與雛田為了鼓勵消沉的志乃，約他前往溫泉區一邊療傷一邊鍛鍊近身肉搏戰的實力。 |        |                                                                      |                |
| 237 | 457    | 啊，令人憧憬的綱手大人 （Aa, akogare no Tsunade-sama）               | 2011年11月24日 |
| 為了即將到來的大戰，天天陪著小李進行強化八門遁甲的修練，但小李卻在跳入瀑布之後遲遲不見人影。當她大聲呼喊小李之際，天天回想起自己過去崇拜綱手大人，為了更接近理想而每天熱衷於修練的往事。 |        |                                                                      |                |
| 238 | 458    | 佐井的休息 （Sai no kyūsoku）                                        | 2011年12月1日  |
| 祭利用難得的休假到村子郊外散心。雖然重建工程如火如荼地進行中，但實際上卻還是人手不足。祭在廢墟裡遇到了正在玩耍的孩子們，當他們問起「夥伴」與「朋友」有什麼不同之時，祭不由得露出了一臉苦笑。 |        |                                                                      |                |
| 239 | 459    | 傳說中的豬鹿蝶 （Densetsu no Inoshikachō）                           | 2011年12月8日  |
| 井野、丁次、鹿丸以巧妙的默契擺平了孩子們的紛爭。在一旁看到這一幕的萬年下忍小助爺爺，竟誇獎起他們三人的合作默契。並跟三人分享起過去在木葉毀滅行動中，自己因為他們父親的豬鹿蝶陣型而獲救的往事。 |        |                                                                      |                |
| 240 | 460    | 牙的決心 （Kiba no ketsui）                                          | 2011年12月15日 |
| 不知不覺中差了「村子的英雄」鳴人一大截，這讓牙覺得很不甘心。為了縮短兩人的差距，牙請卡卡西協助自己修練，但是卡卡西卻因有要務在身，於是改為召喚八忍犬出面協助。對於這個作法十分不滿的牙，下定了某個決心。 |        |                                                                      |                |
| 241 | 461    | 卡卡西，我永遠的對手啊 （Kakashi, waga eien no raibaru yo）          | 2011年12月22日 |
| 航程最後的補給地就在眼前，船行至此雖然可以暫時放心，但最近有種連查克拉都能拷貝的變身之術，於是大和還是慎重地提醒大家不可掉以輕心。就在當天晚上，阿凱在半夢半醒之際，竟然看到了本該待在木葉村內的卡卡西。 |        |                                                                      |                |
| 242 | 462    | 鳴人的誓言 （Naruto no chikai）                                      | 2011年12月28日 |
| 在鳴人他們進行最後補給的地方，身為土影使者的赤土與黑土遭到了霧忍的攻擊。雖然鳴人與前來迎接的長十郎即時介入，但赤土卻已身受重傷。而策動這次攻擊行動的人，就是人稱「與須賀嶺悲劇事件」的僥存者。 |        |                                                                      |                |

### 掌控九尾與因果的邂逅之章
《掌控九尾與因果的邂逅之章》（日语：九尾掌握と因果なる邂逅の章）作為疾風傳第十二篇章，又名《第四次忍界大戰（序）》（日语：第四次忍界大戦 (序)），在2012年1月－8月期間播出，改編自原作漫畫的第492－535章。主要講述鳴人抵達“樂園之島”，與八尾祭品之力·殺人蜂一起學會控制九尾的力量。而島外，隨著五大國首次聯手組成彼此信賴的忍者聯軍，共同對抗宇智波斑以及與其聯手的藥師兜，為第四次忍界大戰拉開序幕。而篇章中同時包含為數四集的特別篇《～宿命的兩人～》，以四集的方式回顧鳴人和佐助從小到大所經歷的友情、競爭乃至對敵的故事。
| 集數 | 總集數 | 標題 | 原劇首映日期  |
| --- | ------ | --- | ------------- |
| 243 | 463    | 登陸！樂園之島？ （Jooriku! Rakuen no Shima?）                                                                                | 2012年1月5日  |
| 經過長時間的渡海，鳴人一行人抵達雲忍村海域中央的一座被巨型猛獸盤踞的“樂園之島”，而島上的惡劣環境跟鳴人所想象的大相徑庭。尾獸化的殺人蜂親自前來接待客人，使鳴人初識這名能完美控制體內尾獸力量的八尾祭品之力。只顧玩樂休閒的殺人蜂不情願幫忙教導鳴人，而鳴人只好在島的看守者雲忍基的指引下，靜坐在能反映出內心的「真實瀑布」前，在精神世界中見到瀑布中映出的另一個自己，其源自鳴人成為木葉英雄後、因為一時難以接受村民的態度轉變所產生的自我懷疑。由於使用的招數均相同，鳴人無法將其擊退，一籌莫展之下返回現實，被基告知若想戰勝尾獸則必須先戰勝自己，通不過這一關則無法向前行。                                                |        | |               |
| 244 | 464    | 殺人蜂和基 （Kira-bi- to Motoi）                                                                                              | 2012年1月12日 |
| 基對陷入苦惱的鳴人講述自己與殺人蜂曾是形影不離的摯友，直到自己父親在三十年前制止八尾暴走時不幸陣亡，導致自己受家庭破碎影響而敵視著成為八尾祭品之力的殺人蜂。一次試圖暗殺他卻未成功，後來目睹殺人蜂備受村民冷漠對待之下最終罷手。聽完兩人經歷的鳴人陷入思索，佩服殺人蜂強大的自信心與自豪感。基隨後突然被島周圍的巨型烏賊抓到，直到殺人蜂出手救他，表示自己始終視基為摯友，為此如釋重負的基與殺人蜂重歸於好、互相對拳。 |        | |               |
| 245 | 465    | 試練升級！鳴人VS九尾！！ （Saranaru Shiren! Naruto VS Kyūbi!!）                                                               | 2012年1月19日 |
| 殺人蜂正式決定教導鳴人，而鳴人也以殺人蜂的經歷為啟發，順利通過真實瀑布的考驗而進入瀑布內的大型宮殿，該地作為歷代祭品之力的修煉場所。在大和的陪同以及殺人蜂的互助下，鳴人進入精神世界中會面九尾，靠鑰匙打開四象封印，與脫籠而出的九尾正面交鋒。鳴人準備盡全力削弱九尾的力量並抽取出牠的查克拉，但意識到鳴人企圖的九尾同樣盡全力抵抗，緊接著面對鳴人靠仙人模式準備的超大玉螺旋丸攻擊。 |        | |               |
| 246 | 466    | 橘色的光芒 （Orenji-iro no Kagayaki）                                                                                         | 2012年1月26日 |
| 就在鳴人即將抽出九尾查克拉之際，內心卻開始被九尾的憎恨動搖，就快要撐不下去時突然見到一名美麗的紅髮女子。鳴人從她的說詞與相似的“口頭禪”，發覺她就是自己從未見過的母親漩渦九品，而九品用自己的查克拉形成「金剛封鎖」鎖鏈將九尾牢牢捆住，與鳴人在內心世界中享受母子相聚。九品表示自己與湊生前將各自的查克拉輸進鳴人的八卦封印中以防萬一，並交代自己的來歷、童年、以及曾經被湊救過後愛上他的整個過程。 |        | |               |
| 247 | 467    | 被盯上的九尾 （Nerawareta Kyūbi）                                                                                             | 2012年2月2日  |
| 在母親的關懷、指導及互助下，鳴人擺脫憎恨而用仙人模式全力攻向九尾，最後成功抽取出牠的整體查克拉，並將九尾關入更強的“六道封印”中。九品決定在彌留之際告訴鳴人關於他十六年前出生時的所有真相，從頭講述自己來自已滅亡的渦之國，秘密被帶到木葉村從最初的九尾祭品之力、初代火影之妻漩渦水戶手中接下重任，並學會作為祭品之力必須“用愛澆灌”的道理。後來隨著湊成為火影、自己懷上鳴人，在預產期逼近時聽從第三代火影蒜山指示，到遠離村子的特殊結界中分娩，以防止體內的九尾會趁祭品之力封印最虛弱的“分娩”時刻衝破出來。當所有人聯合幫九品生下孩子、阻止九尾逃脫時，卻未察覺到結界外蠢蠢欲動的“面具男”。                                    |        | |               |
| 248 | 468    | 第四代火影的死鬥！！（《火影忍者疾風傳一小時特别篇 ～父親的決斷 母親的眼淚，鳴人出生的秘密～》上集） （Yondaime no Shitou!!） | 2012年2月9日  |
| 湊與九品歡喜地迎接兒子鳴人降世，但面具男突然無聲無息地出現，殺死幫忙接生的蒜山之妻琵琶子，並用繈褓中的鳴人脅迫湊。別無選擇的湊靠飛雷神之術先帶鳴人撤退，面具男伺機釋放九品體內的九尾，並以寫輪眼加以操縱，直接在當時安定祥和的木葉村內部釋放九尾大肆破壞、引發巨大騷亂。湊隨即趕到救走九品，換上火影斗篷趕回村子靠時空結界轉移九尾的攻擊，然而面具男再次以詭異的時空間忍術偷襲，迫使湊離開村子對付這名幕後黑手。湊獲知面具男此行釋放九尾是為改變世界格局而“一時興起的順勢而為”，深感不安之下與他進行一番時空間較量，最後靠「飛雷神二段」外加螺旋丸重擊面具男背部並留下標記，還靠「契約封印」成功切斷他對九尾的控制。          |        | |               |
| 249 | 469    | 「謝謝」（《火影忍者疾風傳一小時特别篇 ～父親的決斷 母親的眼淚，鳴人出生的秘密～》下集） （Arigatō）                          | 2012年2月9日  |
| 脫離控制的九尾仍肆意破壞村子，造成木葉村內部死傷慘重，僅能靠蒜山通靈出猿魔爭取時間。湊目視面具男撤退時預感他將來仍會對村子不利，隨後趕回村子並將九尾整體轉移至九品與鳴人的所在處。湊不願看到九品用性命冒險，立刻使用屍鬼封盡將一半九尾封入自己體內、而另一半封入鳴人體內，確保鳴人將來能使用這股力量對付造成此劫難的幕後黑手。九品深思熟慮後同樣決定以大局為重，但一半查克拉被封印的九尾本想趁機殺死年幼的鳴人，爪子卻被湊和九品夫婦捨身擋下；夫妻倆強忍著痛苦，對鳴人交代各種叮囑與遺言後伴隨著封印至別。時間回到現在，瞭解經過的鳴人表示自己已從父母身上得到滿滿的愛，讓九品在消散之際擁抱感謝鳴人成為她們的兒子。          |        | |               |
| 250 | 470    | 珍獸對怪人！樂園的戰鬥！ （Chinjū VS Kaijin! Rakuen no Tatakai!）                                                             | 2012年2月16日 |
| 經過與母親的見面，鳴人成功控制住九尾力量，自如地進入耀眼的「九尾模式」。由於同時增強鳴人的查克拉感知能力，使他迅速探知到藏身在鮫肌內的鬼鮫，並表示是感覺到蠢蠢欲動的“惡意”。見藏不住的鬼鮫撒腿就跑，逃出瀑布外卻遇到自己兩度交手的凱。鬼鮫靠鮫肌從殺人蜂身上吸回一點查克拉後全力逃出島嶼，並將記載所有重要情報的卷軸放置在一頭鮫鯊體內，並使出「水遁·千食鮫」掩護突圍。凱以開六門的形態意圖阻止他，但由於六門體術朝孔雀不起作用，便直開第七道門·驚門使用絕技「晝虎」。鬼鮫本使出靠吸收對手攻擊進行增幅的「水遁·大鮫彈之術」，然而未料到晝虎實屬非查克拉的風壓，因此最後被突破大鮫彈的晝虎直接命中而完敗。                     |        | |               |
| 251 | 471    | 叫做鬼鮫的男人 （Kisame to iu Otoko ）                                                                                        | 2012年2月23日 |
| 鬼鮫敗於凱後落入敵手，由會讀心的青葉窺探腦中記憶獲取情報。青葉在窺探中得知鬼鮫曾是負責保護重要人員的霧忍村暗部，但充當保鏢的同時也身負在遭遇不測的情況下將保護對象滅口的使命，長期執行此類“本末倒置”的任務讓他感受忍界的“虛假”，最後殺死同樣私下裡通外敵的上司後獲得鮫肌。而長期靠寫輪眼控制第四代水影·枸橘櫓的鳶以斑之名向他伸出援手，提議他加入曉以創造一片沒有虛假的夢境世界。此刻，鬼鮫拼勁最後的力氣咬舌掙脫束縛、對自己使出水牢術、通靈出鯊魚吞噬自己，命喪水牢以死守情報。鬼鮫以此奉行自己從鼬身上學到的忠言：「人只有在死前一刻才能看清自己」，以至於最後當一名誓死效忠的男人；而情報卷軸也順利靠通靈鯊魚成功送出去。 |        | |               |
| 252 | 472    | 引入死亡的天使 （Shi e izanau Tenshi）                                                                                        | 2012年3月1日  |
| 鳶來到雨忍村質問小南關於長門遺體及輪迴眼的所在，在她不肯順從後決定在此將她剷除。小南同樣決定殺死這名暗地裡操縱本由彌彥建立、以嚮往和平為主之曉組織的罪魁禍首，鳶卻聲稱自己其實才是曉的“最初創始者”、甚至是長門輪迴眼的實際擁有者，諷刺這兩件事物都應物歸原主。為了支撐自己、長門與彌彥共同的夢想，小南冒著必死的決心以式紙之舞衝向鳶，刻意被他擒住後誘使鳶吸入大量混入紙中的起爆符，導致鳶險險避開時被炸成輕傷。小南表示長門死前將他與彌彥共同的夢想寄託在鳴人身上，如今自己也決定繼續維持這座“邁向和平的橋樑”，最後將鳶腳下的海平面一分為二，形成一座由無數張折紙構成的萬丈深淵。                                              |        | |               |
| 253 | 473    | 邁向和平的橋樑 （Heiwa e no Kakehashi）                                                                                       | 2012年3月8日  |
| 小南施展「神之紙者之術」阻止鳶逃入時空間，並瞄準鳶僅能維持五分鐘的虛化能力，靠足足六千億張起爆符設下長達十分鐘的爆炸。但絕境中的鳶被迫靠左眼上的備用寫輪眼、加上自身的千手力量使出伊邪那岐改寫自己被殺的現實，重新出現在查克拉耗盡的小南身後給予致命一擊。小南無法置信對方的強大，萬念俱灰之時突然目睹雨過天晴、甚至出現難得一見的彩虹，由此重獲希望與信念而做出最後的抵抗。鳶對小南施展致命幻術，獲知長門遺體下落後順利摘走輪迴眼。小南為捍衛希望而葬身海面，其中一張被鮮血染紅的折紙自動飛回她與彌彥、長門和自來也相處三年、如今雜草叢生的小屋中，覆蓋在代表“回家”的青蛙牌上，以此兌現她們師徒四人有朝一日回家團聚的承諾。  |        | |               |
| 254 | 474    | 超S級極密任務 （Doesu-kyū Gokuhi Ninmu）                                                                                      | 2012年3月15日 |
| 隨著鬼鮫的情報成功傳遞給鳶一方，大和一行人向聯軍本部匯報後，靠他們身處的這座實為一頭巨大海龜的“龜島”轉移位置。上忍們為了不讓鳴人起疑而繼續圓謊，刻意將鳴人正在進行的任務升格為島上生態調查的“超S級極密任務”，讓鳴人跟島上眾多野生動物打交道而轉移注意力。這時，鳶將其中一顆輪迴眼植入左眼上，身換全新戰鬥服飾與面具而整裝待發，兜自告奮勇代替他前去龜島捕捉八尾和九尾，同時企圖捕捉作為柱間細胞實驗體的大和，以此強化鳶手中為參戰準備的多達十萬的「白絕分身」。兜操縱以穢土轉生復活的迪達拉飛至龜島座標位置，首先發現島早已轉移陣地，而聯軍方同樣派出土影·大軒與其孫女黑土、弟子赤土對兜和迪達拉進行攔截。                    |        | |               |
| 255 | 475    | 藝術家再現 （Geijutsuka Futatabi）                                                                                            | 2012年3月22日 |
| 兜讓迪達拉以未束縛意志的情況下，讓他與曾經的師父大軒進行空中對決，自己則控制以克隆技術造出的第二代萬蛇迅速找到龜島位置，並將其當場掀翻成底朝上。在瞞著鳴人的情況下，大和、青葉與基趕到外圍伴隨黑土一同作戰，而兜刻意身中黑土的熔遁·石灰凝之術而被水泥覆蓋，假裝動彈不得之下趁機靠蛻皮脫身，當場吞下大和後迅速潛入萬蛇鼻中再以逆向通靈撤退，最後同時召回迪達拉返回墳場，準備靠俘虜的大和的基因強化十萬白絕大軍。 |        | |               |
| 256 | 476    | 集結！忍者聯軍！ （Shūketsu! Shinobi Rengougun!）                                                                             | 2012年3月29日 |
| 大軒靠超輕重岩之術而親自一手將龜島抬回雲忍村，放置在聯軍本部周邊海域再靠多重結界封鎖，而島內部的鳴人本開始起疑，在殺人蜂開展新一輪尾獸查克拉控制訓練之下轉移注意力。聯軍方靠身在敵人總部周邊監視的紅豆偵察小隊傳信通知，敵人數量多達十萬，因此決定先下手為強而取得先機，迅速集結五大忍者村加鐵之國武士組成的為數八萬之忍者聯軍，在首席戰略師奈良鹿角的規劃下分為五支戰鬥部隊，分別由懶、黃土、卡卡西、三船、以及同時擔任聯軍總隊長的我愛羅率領。而曉一方同樣集結十萬白絕大軍擔任尖兵、外加穢土轉生大軍擔任主力軍，當中由前曉成員、前祭品之力、先代四影、等眾多已故忍界傳奇強者所組成，為第四次忍界大戰揭開序幕。                |        | |               |
| 257 | 477    | 相遇 （Deai） | 2012年4月5日  |
| 從小沒有父母、無依無靠的鳴人不停地靠惡作劇吸引村民注意，每個月固定會收到第三代火影的生活費，卻無法問出關於已故父母的所以然來。在忍者學校中認識同樣失去家人的佐助，在一次忍組手敗於他後近距離察覺到佐助擁有一雙“充滿憎恨的眼神”，卻並不是恨著自己。畢業後，鳴人與佐助和小櫻分入由卡卡西帶領的第七班，乃至成功通過搶鈴鐺考驗，並從波之國任務中學到忍者該有的覺悟。 |        | |               |
| 258 | 478    | 對手 （Raibaru） | 2012年4月12日 |
| 從波之國任務回村後，第七班參加危機四伏的中忍考試，面對由大蛇丸假扮的草忍強敵時，鳴人替佐助擋下致命一擊。三人僥倖通過第二場考試進入預選，鳴人和佐助幸運勝出，約定在第三場中作為對手對抗彼此。而佐助心裡同時不服鳴人快過自己的成長速度，不得不陪卡卡西參與嚴格修煉為第三場考試做準備，並在即將失去資格的一刻及時抵達考場。 |        | |               |
| 259 | 479    | 龜裂 （Kiretsu） | 2012年4月19日 |
| 中忍考試隨著毀滅木葉行動而中斷，佐助因鳴人強過自己且屢次帶領第七班化險為夷、以及自己不久前跟鼬的意外重逢，因而陷入比以往更強烈的復仇怒火。鳴人不知道佐助所處的焦慮，在與他的醫院打鬥中“勝出”後，導致兩人友情之間出現看不見的裂痕。恰好音忍四人眾代表大蛇丸前來向佐助發出邀請，導致不知深淺的佐助自願投奔大蛇丸以快速獲得力量。 |        | |               |
| 260 | 480    | 離別 （Ribetsu） | 2012年4月26日 |
| 鳴人得知佐助逃跑出村直接加入佐助奪回小隊意圖將他勸回，起初誤以為佐助只是一時想不開，然而在終末之谷最終追上佐助時，卻發現佐助的樣子跟自己一直以來想象的大相徑庭。受咒印增幅影響的佐助，無論是行事與為人變得暴戾，與爆發九尾力量的鳴人經過一番激烈的戰鬥後，在戰後昏迷的鳴人身邊留下自己的護衛，前去投奔黑暗而與鳴人正式分道揚鑣。 |        | |               |
| 261 | 481    | 為了朋友 （Tomo no Tameni）                                                                                                   | 2012年5月3日  |
| 眾穢土轉生大軍服從兜的指令奔往各處，當中包含再不斬、白、半藏、阿斯瑪、綱手的戀人斷等眾多熟悉的身影，且集體維持死前的記憶與意志。兜單獨派遣蝎、迪達拉、感知型霧忍中吉、以及木葉的前根成員信組成奇襲部隊，針對當時全線撤退的先行偵察小隊進行網羅，獨身留下來的紅豆則不幸被兜俘虜。另一邊，就在忍者聯軍各部隊因把持不住長年以來的種種恩怨而出現內槓時，我愛羅站出來以自己被鳴人改變的經歷、加上謙虛的態度發表莊重演說，指出在場的各位如今集體身為不分國界、經歷過同等傷痛的“忍者”，希望眾人能助他一臂之力。強而有力的言辭使眾聯軍為之動容乃至歡呼鼓舞，紛紛為各自的得罪行為致歉，最後萬眾一心奔向戰場捍衛朋友與忍界的未來。      |        | |               |
| 262 | 482    | 開戰！ （Kaisen!） | 2012年5月10日 |
| 隨著聯軍各部隊分別奔往指定的不同戰場時，由勘九郎帶領的奇襲部隊集體搭乘祭的超獸偽畫巨鳥進入敵區建立防線。但當時偵查小隊集體被敵方的奇襲部隊抓獲，由迪達拉混入起爆黏土外加蝎的查克拉線操縱淪為人肉炸彈。而祭驚訝地發現敵人當中竟包含自己在根組織中一起長大的已故哥哥信，導致祭一時無法對哥哥下手。面對與宿敵蝎的重逢，勘九郎吸取上次敗於他的經驗，召喚出由自己改良的蝎原先的傀儡本體參戰。 |        | |               |
| 263 | 483    | 祭與信 （Sai to Shin） | 2012年5月17日 |
| 祭目睹自己的哥哥一同被當作人肉炸彈，一怒之下施展「超神偽畫」一舉擊敗迪達拉和蝎，兩人直接落入勘九郎預備的黑蟻傀儡中遭五花大綁。而信突然看到祭之前畫完的畫冊中間頁，一睹自己在根的最終試煉中病逝時未能看到的畫，心靈得到解脫而靠自主意志解開穢土轉生的束縛而靈魂升天。潰敗的蝎遭到勘九郎語出驚人的一番說服之下，不甘願淪為被兜操縱的“傀儡”而同樣自行解除控制升天，臨走前將自己的父母傀儡託付給繼承自己傀儡技藝的勘九郎。 |        | |               |
| 264 | 484    | 穢土轉生的秘密 （Edo Tensei no Himitsu）                                                                                      | 2012年5月24日 |
| 對外面的戰況一無所知的鳴人繼續陪殺人蜂進行新一輪修煉，由於鳴人跟九尾關係交惡而無法尾獸化或施展“尾獸玉”，只能靠與尾獸玉擁有相似雛形的螺旋丸找感覺，但八尾同時提醒鳴人要時刻注意使用尾獸查克拉模式時的互抽查克拉之風險。另一邊，兜靠吸收紅豆體內的大蛇丸咒印之查克拉來強化控制時，鳶強制兜如實交代穢土轉生的所有秘密，搬出自己之前抓獲的風與斗留音作為實驗品。兜靠風作為活人祭品當場復活死去的斗留音進行演示，同時指出此術無法復活“靈魂遭到封印”或是“遺體下落不明”的亡者。為了精確控制麾下穢土大軍，兜暫時與鳶分頭行動。與此同時，第二部隊靠黃土和黑土父女的「土遁·開土升掘」逼出地底行進的大量白絕，使雙方戰鬥一觸即發。       |        | |               |
| 265 | 485    | 與宿敵重逢 （Shukuteki to no Saikai）                                                                                         | 2012年5月31日 |
| 再不斬帶領三名血繼限界忍者、冰遁·白、灼遁·羽藏、以及爆遁·狩，合力偷襲在空中偵查的祭與重，而卡卡西帶領第三部隊及時趕到，也剛好與再不斬與白這對宿敵重逢。再不斬被卡卡西告知自己死後發生的事情，以及當年擊敗他們的鳴人因他們而確立忍道、乃至成長為英雄一事，然而轉眼間就集體開始被兜抹殺人格以全力應戰。意識彌留之際，白被卡卡西告知自己被再不斬視作“重要之人”，讓白感動落淚且撫平遺憾。隨著再不斬使用霧隱之術籠罩整片森林，伴隨著白一同發動無聲息暗殺。而一波未平一波又起，羽藏與狩服從兜的指示當場召喚出另外六名穢土轉生亡者，卡卡西驚恐地發現對方身為「先代忍刀七人眾」；使包含再不斬在內的七人全部集齊。                       |        | |               |
| 266 | 486    | 最初之敵與最後之敵 （Saisho no teki、Saigo no teki）                                                                          | 2012年6月7日  |
| 基於大量鐵之國武士前去參戰，水月和重吾趁機脫防守薄弱的監牢後繼續尋找佐助。斬首大刀當時被水月的哥哥、剛經由穢土轉生復活的忍刀七人眾之一·鬼燈滿月通靈回再不斬手中，除鮫肌與比目鰈魚外的另外四把忍刀也全部刀歸原主。面對藏於濃霧中的強敵，第三部隊身處伸手不見五指的絕境，直到卡卡西再次以身上劃一刀的代價相繼制伏再不斬與白，將其靈魂封印而排除威脅，同時決定全力阻止違背死者意願、褻瀆亡者心靈的穢土轉生術。另一邊由黃土帶領的第二部隊對抗成群的白絕時，由我愛羅帶領的第四部隊則駐守在荒漠區域，所面對的敵人則是先代四影：第二代土影·無、第二代水影·鬼燈幻月、第三代雷影、以及我愛羅的亡父第四代風影。                         |        | |               |
| 267 | 487    | 木葉的天才軍師 （Konoha no tensai gunshi）                                                                                    | 2012年6月21日 |
| 第四部隊即將對打緩緩靠近的先代四影，而由懶帶領的第一部隊即將在海岸線面對眾多白絕及穢土轉生，其中包含角都、阿斯瑪、斷、日差、以及雲忍村怙惡不悛的傳奇叛忍兄弟金角與銀角。各部隊如臨大敵使雷影焦慮不安，直到身為木葉天才軍師兼首席戰略師的鹿角站出來，完美地重新規劃聯軍的作戰陣形、以便為所有部隊提供充分的支援部署。大軒認同鹿角的安排，但決定親自打頭陣加入我愛羅的戰場，親自對付自己一樣擁有「血繼淘汰」的師父無。 |        | |               |
| 268 | 488    | 各自的激戰！！ （Sorezore no gekisen）                                                                                        | 2012年6月28日 |
| 五大國大名在照美冥的護送下定時轉移陣地，然而鳶同樣派出黑絕四處尋找大名下落。在本部的一聲令下，聯軍各部隊撥出指定數量的軍隊互相支援。身處海岸線戰場的懶曾從第三代雷影身上繼承“雷”字紋身與黑色雷電力量，使用雷遁·黑斑差當場電斃海面上的大量白絕，迫使其他敵人一湧而上與聯軍正面交鋒，日差、斷和阿斯瑪被迫跟曾經的戰友及親人們戰鬥。而最前線的懶同時做好準備，意圖靠自己的嵐遁血繼限界同時對抗金角與銀角。 |        | |               |
| 269 | 489    | 不能說的話 （NG Wa-do） | 2012年7月5日  |
| 懶協同雲忍姐弟熱與寒對付手持四件“六道忍具”的金角和銀角，然而三人都不慎被幌金繩擊中而逼出言靈、還被七星劍斬斷言靈後吸入紫金紅葫蘆中而受“詛咒”。經過芭蕉扇的火遁烈焰，熱一不留神道出口頭禪“好熱”而被吸進葫蘆中，寒也因沉默片刻而被自動吸入葫蘆中。獨身留下的懶隨後同樣不慎“禍從口出”而開始被吸進葫蘆，懊悔自己的失算而連續對同伴道歉，然而也因此幸運地靠自己一生中第二多的口頭禪“對不起”而倖免，竄出海面偷襲使銀角撞到幌金繩而逼出言靈。懶奪得七星劍與紅葫蘆後開始以其人之道還治其人之身，驚慌失措的銀角剛對金角求救，直接對應自己的口頭禪而被吸進葫蘆裡。目睹兄弟敗北的金角勃然大怒，釋放自己體內的九尾查克拉。                        |        | |               |
| 270 | 490    | 金色的羈絆 （Konjiki no kizuna）                                                                                              | 2012年7月19日 |
| 金角直接進入六尾查克拉形態大肆破壞海岸線，源於他與銀角曾共同被九尾吞入腹中長達兩星期，靠啃食九尾腹肉生存加上他們兄弟的六道仙人血脈而成功結合。懶無法抗衡暴走的金角時，聯軍本部準備好應付措施，靠雷影秘書馬布伊使用「天送之術」，將足以封印八尾的第五件六道忍具「琥珀淨瓶」傳送至懶身邊。為了使金角上鉤，新一代豬鹿蝶鹿丸、丁次與井野在內的援兵在黃土帶領下及時趕到。三人迅速打出完美配合，井野靠心轉身之術佔據金角精神，回應懶的一聲喝令而使金角成功被吸入琥珀淨瓶中封印。而豬鹿蝶三人隨後折返參戰時重逢正在四處奪取心臟的宿敵角都，被他告知除了綱手的戀人斷以外，三人的已故恩師阿斯瑪也身在其中。                            |        | |               |
| 271 | 491    | 小櫻之路 （ROAD TO SAKURA）                                                                                                   | 2012年7月26日 |
| 本集作為當時上映的《火影忍者劇場版：忍者之路》聯動集，內容講述來自「限定月讀」平行世界中的小櫻無意間穿越到現實世界，以失憶狀態結識不熟悉的同伴與小櫻的真正父母而引發的一系列風波。 |        | |               |
| 272 | 492    | 三船VS半藏 （Mifune VS Hanzou）                                                                                               | 2012年8月2日  |
| 三船帶領第五部隊及時援助撤退中的奇襲部隊，獨自對付曾與自己有過一戰的宿敵半藏。然而半藏對三船只是略有印象，完全不記得自己曾給予三船寶貴的一課以及山椒魚劇毒的解藥。如今三船也是靠此經歷接連撐過半藏的所有致命攻擊，乃至在“決鬥”中用名刀「黑澤」劈開半藏的面罩及鎖鐮，感歎半藏無論是實力及心中的信念都遠不如從前。半藏最終自認不如而甘拜下風，以忍者身份切腹釋放體內的劇毒，使自己無法動彈之下被封印。 |        | |               |
| 273 | 493    | 真正的溫柔（《火影忍者疾風傳一小時特别篇 ～誓約之時，再會了豬鹿蝶！！～》上集） （Hontou no yasashisa）                       | 2012年8月9日  |
| 豬鹿蝶三人強忍內心的痛苦對付曾經的恩師阿斯瑪，即使鹿丸和井野成功打出完美配合，瞄準時機直攻阿斯瑪的弱點，然而擔任重要攻擊方的丁次卻始終無法對恩師下手，導致他們屢次命懸一線。阿斯瑪曾總結丁次的「溫柔」既是優點也是缺點，在此戰中更是變成他不敢對恩師出手而逃避戰鬥的怯弱。隨著丁次逐漸喪失鬥志，阿斯瑪決定趁自己還保留自主意志的時候改變丁次。 |        | |               |
| 274 | 494    | 完美的豬鹿蝶！！（《火影忍者疾風傳一小時特别篇 ～誓約之時，再會了豬鹿蝶！！～》下集） （Kanpekina inoshikacho!!）             | 2012年8月9日  |
| 丁次目睹鹿丸和井野兩人獨自對付阿斯瑪，靠挖掘自己童年的回憶進行思索，最終在同伴及父親丁座的關懷及鼓勵下，選擇直面自己的強大而不再心慈手軟。丁次以一副堅定的眼神以及保護同伴的決心，成功在不借助家族秘藥的情況下熟練蝶化之術，給予阿斯瑪重重一擊。阿斯瑪佩服地五體投地後遭到封印，道別前將他們三人評為「完美的豬鹿蝶」。此刻丁次正式獲得父親的認可，接過秋道一族新一代家主重任，準備以一人之力掃清海岸線戰場。 |        | |               |
| 275 | 495    | 心中的信 （Kokoro no naka no tegami）                                                                                         | 2012年8月16日 |
| 鳴人修煉時感應到另一邊的金角身上爆發的九尾查克拉，察覺到異狀之下跑出去一探究竟，卻遭到以伊魯卡為首的多數忍者阻攔。而鳴人靠仙人模式衝出瀑布，感應到當時各處進行的慘烈戰爭後，才被伊魯卡告知所有實情。鳴人堅持要自己前去保護同伴、結束戰爭，而伊魯卡悄悄塞給他一封信以默默支持他後縱使鳴人離開，並囑託準備一起去的殺人蜂照看鳴人。即使島外由雲忍結界班佈下重圍，但兩名祭品之力合力靠尾獸玉打破三十六重結界而成功逃離。 |        | |               |

### 忍刀七人眾之章
《忍刀七人眾之章》（日语：忍刀七人衆の章）作為疾風傳第十三篇章<，又名《第四次忍界大戰（破）》（日语：第四次忍界大戦 (破)），在2012年8月－11月期間播出，改編自原作漫畫的第536－544章。主要講述第四次忍界大戰正式開戰，忍者聯軍攜手對抗排山倒海的敵人以及穢土轉生大軍，而修煉告一段落的鳴人與殺人蜂決定靠自己的力量參戰。篇章包含一部分原創情節，具體擴充忍者聯軍分別對抗由穢土轉生復活的忍刀七人眾的過程。
| 集數 | 總集數 | 標題 | 原劇首映日期   |
| --- | ------ | --- | -------------- |
| 276 | 496    | 外道魔像的來襲 （Gedoumazou no Shuurai）                                                                           | 2012年8月23日  |
| 黑絕成功找到大名藏身位置，與負責護衛的照美冥等精英上忍們正面交鋒。而鳶獲知鳴人和殺人蜂已逃出，便來到第一部隊所在的海岸線戰場召喚出外道魔像展開攻擊，趁亂搶走封印金角銀角的紅葫蘆與琥珀淨瓶作為“替代品”。夜幕降臨，兜突然召回所有穢土轉生準備發動“夜襲”，聯軍方得到短暫的休息而準備隔天的戰鬥，清點人數時發現他們與敵方在戰爭首日彼此都損失一半的軍力。 |        | |                |
| 277 | 497    | 和解之印 （Wakai no In）                                                                                           | 2012年8月30日  |
| 鳴人和殺人蜂奔向戰場時，九尾靠吸收鳴人查克拉而恢復體力，與鳴人在內心世界中進行一番交談。九尾諷刺鳴人以天真的想法根本不可能以一人之力結束戰爭，同時搬出鳴人沒能阻止佐助為先例。在九尾一番話下，鳴人回憶起自己在忍者學校的忍組手當天，未能與當時受憎恨纏身的佐助完成“和解之印”的遺憾。但鳴人並沒有因此消沉或自我懷疑，表示自己一定會想出辦法，走前還表示自己總有一天會消除九尾自身心中的仇恨。 |        | |                |
| 278 | 498    | 被盯上的醫療忍者 （Nerawareta Iryo Ninja）                                                                         | 2012年9月6日   |
| 聯軍醫療營中突然發生針對醫療忍者的刺殺，使小櫻、靜音等所有醫療忍者受性命威脅之下只能提防彼此。而小櫻最終識出兇手實為靠吸收對手查克拉進行完美變化的白絕所為，立刻將情報匯報給本部。然而當時大多數白絕靠白天的戰鬥所吸收的查克拉、再靠變化滲透進各個營地進行暗殺，使聯軍方陷入敵我不分、草木皆兵的劣勢。而以穢土轉生復活的鼬與長門此時在林中行進，因各自保留強大瞳術而聽從兜的指示等待行動。 |        | |                |
| 279 | 499    | 白绝的陷阱 （Shiro Zetsu no Torappu）                                                                              | 2012年9月13日  |
| 隨著聯軍面對白絕滲透的威脅，第八班的牙、志乃與雛田受令前去調查白絕用來入侵的一座洞穴，但三人在洞穴裡被白絕設的陷阱沖散，回過神來後同樣陷入敵我不分的窘境。經過隨機核實過彼此的身份與信息後，機智的志乃自導自演一場苦肉計，誘使正在冒充雛田的白絕自行暴露，兩人殺死冒牌貨後救出真正的雛田，斷言敵方是從被俘的大和記憶中獲知他們的個人信息。 |        | |                |
| 280 | 500    | 藝術家的美學 （Geijutsuka no Bigaku）                                                                              | 2012年9月20日  |
| 黑土來到第五部隊的營地審問被俘的前師兄迪達拉，然而隨著白絕同樣滲透進部隊中造成不小騷亂，迪達拉伺機逃跑後準備與兜會合。然而就在迪達拉即將逃跑之際，突然看到本由自己的C0自爆解決的佐助重新出現在眼前，無法置信之下直奔過去卻再次被勘九郎抓獲而關回黑蟻傀儡中束縛，而出現的佐助僅是由黑土變化而成。 |        | |                |
| 281 | 501    | 媽媽聯合軍！！ （Kachan Rengougun!!）                                                                              | 2012年9月27日  |
| 忍界大戰期間，未參戰的惠比壽召集保護村子的所需人手以防敵襲時，由小櫻之母春野芽吹召集鹿丸、丁次與井野的母親組成媽媽聯合軍，共同抵禦當時偷襲村子的相撲手軍團。 |        | |                |
| 282 | 502    | 秘話·最強組合！ （Hiwa Saikyo Taggu!）                                                                             | 2012年10月4日  |
| 鳴人和殺人蜂趕往戰場時受到綱手和雷影出面攔路，雷影表示無論如何都不能讓兩名祭品之力落入敵手，由於鳴人執意要去幫助同伴，雷影甚至做好殺死鳴人以不讓敵人得逞的準備。然而殺人蜂自願擋在鳴人前面，希望大哥能網開一面，兩兄弟同時回憶起他們自見面以來建立兄弟情的經過。年幼的殺人蜂從雲忍村幾百名的候選人中脫穎而出，成為當時唯一能跟第三代雷影之子配合力量使出雷犁熱刀的人。久而久之，殺人蜂馴服原本脾氣暴躁的八尾並成為完美祭品之力，使他們這對並肩作戰、身經百戰的兄弟倆以雲忍最強“AB”組合聞名忍界，直到他們在戰場上初遇有「黃色閃光」之稱的波風湊，使兄弟倆均折服於其快速自如、神出鬼沒的飛雷神之術下。     |        | |                |
| 283 | 503    | 兩個太陽！！ （Futatsu no Taiyou!!）                                                                               | 2012年10月11日 |
| 雷影由於受到父親意外戰死的影響而決不退讓，綱手經過考量後選擇站在鳴人一邊，認為相信鳴人和殺人蜂會是最好的結果。雷影與殺人蜂同時以兄弟身份一決高下，最後是殺人蜂的雷犁熱刀更勝一籌，以此證明自己已足夠強大、不需要大哥的保護或禁足。正當雷影對此質疑時，鳴人向雷影與綱手道出自己修煉期間得知的一切真相，表示自己的父母已將力量寄託在自己身上，猶如照耀自己的“兩個太陽”。而雷影最後刻意對鳴人發動全速一擊，然而目睹攻擊同樣被鳴人猶如其父湊當年一樣閃避，以此證實鳴人所繼承的力量而同意兩人奔往戰場。日出時，鳶帶領自己用穢土轉生的六名前祭品之力改造而成的“培因六道”參戰，每人均是一顆寫輪眼與一顆輪迴眼。 |        | |                |
| 284 | 504    | 兜割！通草野餌人 （Kabutowari! Akebino Jinin）                                                                     | 2012年10月18日 |
| 卡卡西帶領第三部隊持續跟忍刀七人眾交戰，其中手持能破壞一切防禦之鈍刀「兜割」的通草野餌人對聯軍形成巨大威脅。卡卡西命令祭迅速熟練段藏生前為根組織準備的強大封印術，其必須靠祭的超獸偽畫完成，然而完成此封印必須在繪畫中傾注情感，導致祭險些再度被負面情感吞噬。但祭最終靠這段時間的經歷與他人陪伴，最終戰勝自我並將保護同伴的心意注入繪畫，成功使出「封印術·虎視眈彈」而順利封印野餌人。 |        | |                |
| 285 | 505    | 灼遁忍者！砂隠的羽藏 （Shakuton Tsukai! Sunagakure no Pakura）                                                     | 2012年10月25日 |
| 隸屬第三部隊封印班的女砂忍卷，被迫在戰場中跟自己的已故恩師灼遁忍者·羽藏重逢，而羽藏不屑弟子卷竟跟殺死自己的霧忍村攜手共戰，供述多年前本被譽為英雄的自己，卻不幸淪為砂忍村與霧忍村之間達成和平的犧牲品。卷與身邊的女霧忍解釋忍界現況已大不同，隨著聯軍的增援趕到，不忍心對心愛的弟子下手的羽藏，最終趕在自己的意識被兜抹殺之際將卷平安放走。 |        | |                |
| 286 | 506    | 無法挽回的東西（《火影忍者疾風傳一小時特别篇 秘話·綱手＆雷影～二人所賭上的東西～》上集） （Torimodosenai Mono）    | 2012年11月1日  |
| 綱手和雷影一路趕回本部時回憶起他們倆多年前首次見面的情形，當時雷影帶領三名雲忍成功搶奪杉之村的秘術，卻遭對方僱傭的刺客團夥「軒猿衆」暗算，不但犧牲一人、還導致雲忍卡拉伊被植入爆裂蟲而性命不保。雷影被迫請求當時在附近酒館中買醉的綱手幫忙治療，兩人以掰手腕形式決定是否幫忙，綱手在手腕的力量中更勝雷影，迫使雷影被迫以速度將綱手反按回去而勝出，讓綱手勉強答應幫忙治療卡拉伊。 |        | |                |
| 287 | 507    | 值得一賭之人（《火影忍者疾風傳一小時特别篇 秘話·綱手＆雷影～二人所賭上的東西～》下集） （Kakeru ni Ataisuru Mono） | 2012年11月1日  |
| 在綱手治療期間，軒猿衆全員在外埋伏等待時機，計劃藉此對雲忍方面進行敲詐；基於雷影自己也身中肉眼不可見的爆裂蟲。因綱手仍受恐血症影響，被迫由靜音出面完成手術，並告知雷影關於綱手的陰影由來。隨著卡拉伊體表的爆裂蟲被成功取出，最終使軒猿衆罷手離去，雷影也因此欠綱手一個恩情。如今，相繼走出陰影的綱手與雷影都將賭注放在鳴人和殺人蜂身上。 |        | |                |
| 288 | 508    | 威脅、甚八·串丸的组合！！ （Kyoi, Jinpachi Kushimaru Konbi!!）                                                     | 2012年11月8日  |
| 聯軍方無法對敵忍刀七人眾中分別手持爆刀「飛沫」與長刀「縫針」的無梨甚八與栗霰串丸，彼此靠不死之身打出完美配合，僅能由卡卡西與凱吃力地與兩人周旋。絕境之中的兩人回憶起他們曾與凜一同與岩忍戰役中撐下來，而這次卡卡西與凱同樣堅持到援軍抵達，並合作找出甚八和串丸之間不合群的弱點，使兩名敵人無路可退之下落敗而雙雙被封印。 |        | |                |
| 289 | 509    | 雷刀！！林檎雨由利 （Raitou!! Ringo Ameyuri）                                                                      | 2012年11月15日 |
| 忍刀七人眾中手持雷刀「牙」的林檎雨由利以一敵百、毫不留情，由於卡卡西與凱需要花時間抵達，受襲的雲忍小隊最後只剩重一人隻身對付雨由利。面對雨由利強大的絕技「雷遁·迅雷門」，重冒險將她引到一座荒無人煙的空地後看似坐以待斃，本以為自己取勝的雨由利卻發現自己被騙入無法逃脫的沼澤，最後一刻認可重的敏捷思維，將自己的刀遞給他作為離別禮。 |        | |                |

### 特別篇：力量-Chikara-
《力量-Chikara-》（日语：力-Chikara-）作為疾風傳的六集特別篇，在2012年11月－2013年1月期間播出，作為動畫原創章節，由黒津安明提供人物草稿、擔任編劇及作畫監督。時間設於五影會談結束不久，故事講述鳴人一行人前去阻止率領穢土轉生大軍的藥師兜，其企圖掠奪埋藏在火之國邊境村落「坑」中的“神秘力量”。
| 集數 | 總集數 | 標題                                                | 原劇首映日期   |
| --- | ------ | --------------------------------------------------- | -------------- |
| 290 | 510    | 「力量－Chikara－」第1章 （Chikara episode 1）      | 2012年11月22日 |
| 忍界大戰之前，位於火之國邊境荒漠中央的一座聖域「坑」內的土二化村，突然在一夜之間被神秘襲擊者燒光，村內的教師道克冒生命危險營救五名孤兒而死裡逃生。綱手指派由大和帶領的新生卡卡西班前去毀於一旦的村子調查，鳴人和小櫻調查時撞見身為幕後黑手的兜，其召喚已故曉成員在內的多名穢土轉生的亡者展開攻擊，甚至靠當地充滿生機的特殊水源、外加已故大蛇丸細胞構成的克隆蛇群，雙者結合重塑飛段的身軀而使他重返人間。 |        |                                                     |                |
| 291 | 511    | 「力量－Chikara－」第2章 （Chikara episode 2）      | 2012年11月29日 |
| 鳴人在戰鬥中無意間吞入一小部分兜的克隆蛇，由此得到意外收穫的兜迅速撤退。一行人跟隨由西塞爾為首的當地警備隊來到與坑鄰近的葉長村，初識在此庇護的道克等孤兒們，年齡最小的孤兒米娜因察覺到鳴人體內的異狀而儘量遠離。祭與大和從葉長村的村長迪索納斯供述中得知，兜意圖竊取自古以來埋藏在坑中封印、足以顛覆忍界的力量「天之矛」。而啟動該力量需要七組“音”譜出歌聲旋律，其中兩組事先被土二化村的老村長陣亡前交道克保管。 |        |                                                     |                |
| 292 | 512    | 「力量－Chikara－」第3章 （Chikara episode 3）      | 2012年12月6日  |
| 兜命令穢土轉生的飛段與迪達拉組隊，在荒漠中埋伏返回調查的大和一行人，兜同時將老村長以穢土轉生形式復甦並加以操縱，回到道克與孤兒們身邊意圖奪回缺失的兩組音棒。唯獨米娜感知到威脅而識破偽裝，兜被迫召喚出其他穢土轉生與鳴人一行人交戰。鳴人戰鬥過程中感到全身痛苦不已，米娜上前拍打出鳴人體內的全部克隆蛇，其立刻合為擁有二尾查克拉外衣狀態的克隆鳴人。兜本想以符咒加以操縱卻無效，克隆鳴人直接進入暴走狀態。 |        |                                                     |                |
| 293 | 513    | 「力量－Chikara－」第4章 （Chikara episode 4）      | 2012年12月13日 |
| 由凱帶領的其他木葉同伴及時趕到葉長村支援卡卡西班，然而失控的克隆鳴人直接從鳴人身上汲取更多九尾查克拉，開始巨大化淪為九尾形態。兜乘亂擄走鳴人與道克，召回所有穢土轉生與力量消失的克隆鳴人返回坑地下的天之矛埋藏地。遭束身的鳴人開始被體內的九尾力量侵蝕，直到被身邊的道克安撫下來。而兜伴隨著他的共謀者、曾是大蛇丸協力者的迪索納斯現身，承認他們聯手屠村藉以奪得天之矛力量，同時決定要回道克身上的音棒。 |        |                                                     |                |
| 294 | 514    | 「力量－Chikara－」第5章 （Chikara episode 5）      | 2012年12月20日 |
| 迪索納斯為道克和鳴人展示啟動力量的儀器「鳴囀」，而此時五名孤兒在雷歐和米娜兄妹帶領下，自願前來用兩組音交換道克和鳴人性命。迪索納斯以此湊齊音棒而啟動天之矛，力量在坑的中央形成高塔，而卡卡西帶領木葉同伴一湧而上，迫使兜釋放所有穢土轉生以及克隆鳴人參戰。鳴人靠仙人模式逃出束縛後，靠強大的內心打敗自己的克隆體使其墜入深坑中，兜見不妙而召回所有穢土轉生逃跑，唯獨飛段隨著劣質身體加上水源失效而散架。這時天之矛的力量解放而使天空紅雲密佈，不死心的迪索納斯剛想爬上去奪取力量遭到鳴人阻攔。然而落入坑中的克隆體卻剛好因汲取更多天之矛釋放出的力量，轉化為一隻巨大的九頭怪物。                                                 |        |                                                     |                |
| 295 | 515    | 「力量－Chikara－」最終章 （Chikara episode Final） | 2013年1月10日  |
| 九頭怪物一掌打飛迪索納斯，鳴人在緊急情況下控制住九尾力量，以六尾化形態與怪物一決雌雄。道克和西塞爾冒險回去坑中關閉天之矛，靠米娜時常哼著曲調找到正確順序。然而隨著兩隻九尾的打鬥逐漸失控，大和被迫用木遁抑制住險些暴走的鳴人，而米娜同時伸出援手安撫鳴人恢復理智，使鳴人重新控制住力量而救下命懸一線的西塞爾，道克成功關閉天之矛而結束危機，失去力量源頭的怪物隨風消逝。兜臨走前召喚回老村長而將無用處的迪索納斯就地正法，最後蛻變成“白蛇”體質後為接下來的忍界大戰做準備，而老村長遠處目視道克、西塞爾與孤兒們團圓後回歸淨土。天之矛被封印至火之國秘處，道克和西塞爾事後成婚、領養所有孤兒成為一家人，與鳴人用書信往來作為答謝。 |        |                                                     |                |

## 外部連結
- 火影忍者疾風傳每話介紹-東京電視台（页面存档备份，存于）
- 火影忍者疾風傳 TV DVD-Aniplex（页面存档备份，存于）